# Bunuri mobile din domeniul artă decorativă clasate în patrimoniul cultural național al României aflate în județul Prahova (tezaur)
Acestă listă conține bunurile mobile din domeniul artă decorativă clasate în Patrimoniul cultural național al României aflate la momentul clasării în județul Prahova.
| Foto | Informații generale                                             | Detalii tehnice | Descriere | Deținător                                                  | Legături |
| ---- | --------------------------------------------------------------- | --- | --- | ---------------------------------------------------------- | -------- |
|      | Flacon cu capac                                                 | Datare: începutul secolului XX Școală: Atelier L.C. Tiffany, New York Material: aramă; email; sticlă; ciocănire; cositorire; aurire                                                                                             | Flacon mare cu capac, bază circulară subliniată cu anou, corp cilindric fațetat cu decor geometric emailat albastru (braț vertical de cruce gamată), tronconic în ultimul sfert; capac prins în șarnieră, cilindric, subliniat inferior cu anou; pe capac medalion central cu cruce gamată emailată albastru pe fond verde; la interior recipient din sticlă fără dop; aurit la exterior. Ansamblul care cuprinde piesele cu nr. inv. 12719 Z. 85 (2 căni de apă, 2 savoniere, 1 buretiră, 3 flacoane, 1 bol, 1 pahar, 2 cutii cu capac) și nr. inv. 12739 M 630 (1 lighean) prezintă decorație inspirată după cana din argint cu nr. inv. 18189, marcată Tiffany & Co., care justifică atribuirea serviciului de lavoir acestui atelier. | Muzeul Național Peleș, Sinaia                              | Cimec    |
|      | Lighean                                                         | Datare: începutul secolului XX Școală: Atelier L.C. Tiffany, New York Material: aramă; email; ciocănire; cositorire; aurire | Lighean cu baza circulară, corp tronconic strâns spre gura cu bordura largă cu buza rasfrântă; decor aurit pe întreaga suprafațăexterioară; interior cositorit, cu decor în câmpul central cu medalion circular cu cruce gamată emailată verde pe fond albastru, cu cercuri concentrice. Ansamblul care cuprinde piesele cu nr. inv. 12719 Z. 85 (2 căni de apă, 2 savoniere, 1 buretiră, 3 flacoane, 1 bol, 1 pahar, 2 cutii cu capac) și nr. inv. 12739 M 630 (1 lighean) prezintă decorație inspirată după cana din argint cu nr. inv. 18189, marcată Tiffany & Co., care justifică atribuirea serviciului de lavoir acestui atelier. | Muzeul Național Peleș, Sinaia                              | Cimec    |
|      | Cutie cu capac                                                  | Datare: începutul secolului XX Școală: Atelier L.C. Tiffany, New York Material: aramă; email; sticlă; ciocănire; cositorire; aurire                                                                                             | Cutie cu capac, corp cilindric, cu brâu median ornat cu medalioane circulare cu cruce emailată albastru pe fond verde, alternate cu volute vegetale; buza strânsă și capac detașabil cupolă, decorat central cu cruce emailată albastru pe fond verde; aurită la exterior și interior; la interior recipient din sticlă fără capac. Ansamblul care cuprinde piesele cu nr. inv. 12719 Z. 85 (2 căni de apă, 2 savoniere, 1 buretiră, 3 flacoane, 1 bol, 1 pahar, 2 cutii cu capac) și nr. inv. 12739 M 630 (1 lighean) prezintă decorație inspirată după cana din argint cu nr. inv. 18189, marcată Tiffany & Co., care justifică atribuirea serviciului de lavoir acestui atelier. | Muzeul Național Peleș, Sinaia                              | Cimec    |
|      | Buretieră                                                       | Datare: începutul secolului XX Școală: Atelier L.C. Tiffany, New York Material: aramă; email; ciocănire; cositorire; aurire | Savonieră cu bază ovală, picior scurt, decorat cu medalioane circulare cu cruce emailată albastru pe fond verde, alternate cu volute vegetale în ușor relief; corp ovoidal adâncit, cositorit; aurită la exterior. Ansamblul care cuprinde piesele cu nr. inv. 12719 Z. 85 (2 căni de apă, 2 savoniere, 1 buretiră, 3 flacoane, 1 bol, 1 pahar, 2 cutii cu capac) și nr. inv. 12739 M 630 (1 lighean) prezintă decorație inspirată după cana din argint cu nr. inv. 18189, marcată Tiffany & Co., care justifică atribuirea serviciului de lavoir acestui atelier. | Muzeul Național Peleș, Sinaia                              | Cimec    |
|      | Savonieră                                                       | Datare: începutul secolului XX Școală: Atelier L.C. Tiffany, New York Material: aramă; email; ciocănire; cositorire; aurire | Savonieră cu bază ovală, picior scurt, decorat cu medalioane circulare cu cruce emailată albastru pe fond verde, alternate cu volute vegetale în ușor relief; corp ovoidal adâncit, cositorit; aurită la exterior. Ansamblul care cuprinde piesele cu nr. inv. 12719 Z. 85 (2 căni de apă, 2 savoniere, 1 buretiră, 3 flacoane, 1 bol, 1 pahar, 2 cutii cu capac) și nr. inv. 12739 M 630 (1 lighean) prezintă decorație inspirată după cana din argint cu nr. inv. 18189, marcată Tiffany & Co., care justifică atribuirea serviciului de lavoir acestui atelier. | Muzeul Național Peleș, Sinaia                              | Cimec    |
|      | Cană de apă                                                     | Datare: începutul secolului XX Școală: Atelier L.C. Tiffany, New York Material: aramă; email; ciocănire; cositorire; aurire | Cană de apă cu bază triunghiulară profilată, picior scurt, decorat cu medalioane circulare cu cruce emailată verde pe fond albastru, alternate cu volute vegetale în ușor relief; corp tronconic, subliniat la bază cu inel subțire, evazat spre gura aproximativ triunghiulară, cu buza răsfrântă, prevăzută cu țurțur; lateral ansă verticală aplatizată la exterior și festonată spre interior, fixată la partea superioară sub buza răsfrântă, prinsă cu buton de picior; aurită la exterior, cositorită la interior. Ansamblul care cuprinde piesele cu nr. inv. 12719 Z. 85 (2 căni de apă, 2 savoniere, 1 buretiră, 3 flacoane, 1 bol, 1 pahar, 2 cutii cu capac) și nr. inv. 12739 M 630 (1 lighean) prezintă decorație inspirată după cana din argint cu nr. inv. 18189, marcată Tiffany & Co., care justifică atribuirea serviciului de lavoir acestui atelier. | Muzeul Național Peleș, Sinaia                              | Cimec    |
|      | Pahar                                                           | Datare: începutul secolului XX Școală: Atelier L.C. Tiffany, New York Material: aramă; email; ciocănire; cositorire; aurire | Pahar de formă tronconică, bază circulară înaltă, redusă spre brâul strâns, formând picior, decorat cu motive emailate în medalioane cu cruce gamată, alternate cu motive vegetale, corp tronconic; interior cositorit, aurit la exterior. Ansamblul care cuprinde piesele cu nr. inv. 12719 Z. 85 (2 căni de apă, 2 savoniere, 1 buretiră, 3 flacoane, 1 bol, 1 pahar, 2 cutii cu capac) și nr. inv. 12739 M 630 (1 lighean) prezintă decorație inspirată după cana din argint cu nr. inv. 18189, marcată Tiffany & Co., care justifică atribuirea serviciului de lavoir acestui atelier. | Muzeul Național Peleș, Sinaia                              | Cimec    |
|      | Flacon cu capac                                                 | Datare: începutul secolului XX Școală: Atelier L.C. Tiffany, New York Material: aramă; email; sticlă; ciocănire; cositorire; aurire                                                                                             | Flacon cu capac, bază circulară subliniată cu anou, picior redus, corp cilindric fațetat, cu decor geometric, reprezentând brațe de cruce gamată emailate albastru, tronconic în ultimul sfert; capac prins în șarnieră, cilindric, subliniat inferior cu anou; pe capac medalion central cu cruce gamată emailată albastru pe fond verde; la interior recipient din sticlă, fără dop; aurit la exterior și interiorul capacului. Ansamblul care cuprinde piesele cu nr. inv. 12719 Z. 85 (2 căni de apă, 2 savoniere, 1 buretiră, 3 flacoane, 1 bol, 1 pahar, 2 cutii cu capac) și nr. inv. 12739 M 630 (1 lighean) prezintă decorație inspirată după cana din argint cu nr. inv. 18189, marcată Tiffany & Co., care justifică atribuirea serviciului de lavoir acestui atelier. | Muzeul Național Peleș, Sinaia                              | Cimec    |
|      | Flacon cu capac                                                 | Datare: începutul secolului XX Școală: Atelier L.C. Tiffany, New York Material: aramă; email; sticlă; ciocănire; cositorire; aurire                                                                                             | Flacon mic cu capac, bază circulară subliniată cu anou, picior redus, corp cilindriccu opt fațete, cu decor geometric, reprezentând brațe verticale de cruce gamată emailate albastru, tronconic în ultimul sfert; capac prins în șarnieră, cilindric, subliniat inferior cu anou; pe capac medalion central cu cruce gamată emailată albastru pe fond verde; la interior recipient cu dop, din sticlă; aurit la exterior și interiorul capacului. Ansamblul care cuprinde piesele cu nr. inv. 12719 Z. 85 (2 căni de apă, 2 savoniere, 1 buretiră, 3 flacoane, 1 bol, 1 pahar, 2 cutii cu capac) și nr. inv. 12739 M 630 (1 lighean) prezintă decorație inspirată după cana din argint cu nr. inv. 18189, marcată Tiffany & Co., care justifică atribuirea serviciului de lavoir acestui atelier. | Muzeul Național Peleș, Sinaia                              | Cimec    |
|      | Bol                                                             | Datare: începutul secolului XX Școală: Atelier L.C. Tiffany, New York Material: aramă; email; ciocănire; cositorire; aurire | Bol de formă circulară, adâncită, cu decor în câmpul central cu medalion cu cruce gamată emailată albastru pe fond verde; aurit la interior și exterior. Ansamblul care cuprinde piesele cu nr. inv. 12719 Z. 85 (2 căni de apă, 2 savoniere, 1 buretiră, 3 flacoane, 1 bol, 1 pahar, 2 cutii cu capac) și nr. inv. 12739 M 630 (1 lighean) prezintă decorație inspirată după cana din argint cu nr. inv. 18189, marcată Tiffany & Co., care justifică atribuirea serviciului de lavoir acestui atelier. | Muzeul Național Peleș, Sinaia                              | Cimec    |
|      | Cutie cu capac                                                  | Datare: începutul secolului XX Școală: Atelier L.C. Tiffany, New York Material: aramă; email; ciocănire; cositorire; aurire | Cutie cu capac, pe talpă circulară, corp sferoidal, cu brâu median delimitat de două inele, ornat cu medalioane circulare cu cruce emailată albastru pe fond verde, alternate cu volute vegetale; buza strânsă și capac detașabil cu câmp central supraînălțat, terminat cu buton de prindere cu cruce emailată albastru pe fond verde; aurită la exterior, cositorită la interior. Ansamblul care cuprinde piesele cu nr. inv. 12719 Z. 85 (2 căni de apă, 2 savoniere, 1 buretiră, 3 flacoane, 1 bol, 1 pahar, 2 cutii cu capac) și nr. inv. 12739 M 630 (1 lighean) prezintă decorație inspirată după cana din argint cu nr. inv. 18189, marcată Tiffany & Co., care justifică atribuirea serviciului de lavoir acestui atelier. | Muzeul Național Peleș, Sinaia                              | Cimec    |
|      | Cană de apă                                                     | Datare: începutul secolului XX Școală: Atelier L.C. Tiffany, New York Material: aramă; email; ciocănire; cositorire; aurire | Cană de apă cu bază triunghiulară profilată, picior scurt, decorat cu medalioane circulare cu cruce emailată verde pe fond albastru, alternate cu volute vegetale în ușor relief; corp tronconic, subliniat la bază cu inel subțire, evazat spre gura aproximativ triunghiulară, cu buza răsfrântă, prevăzută cu țuțur; lateral ansă verticală aplatizată la exterior și festonată spre interior, fixată la partea superioară sub buza răsfrântă, prinsă cu buton de picior; aurită la exterior, cositorită la interior. Ansamblul care cuprinde piesele cu nr. inv. 12719 Z. 85 (2 căni de apă, 2 savoniere, 1 buretiră, 3 flacoane, 1 bol, 1 pahar, 2 cutii cu capac) și nr. inv. 12739 M 630 (1 lighean) prezintă decorație inspirată după cana din argint cu nr. inv. 18189, marcată Tiffany & Co., care justifică atribuirea serviciului de lavoir acestui atelier. | Muzeul Național Peleș, Sinaia                              | Cimec    |
|      | Savonieră                                                       | Datare: începutul secolului XX Școală: Atelier L.C. Tiffany, New York Material: aramă; email; ciocănire; cositorire; aurire | Savonieră cu bază ovală, picior scurt, decorat cu medalioane circulare cu cruce emailată albastru pe fond verde, alternate cu volute vegetale în ușor relief; corp ovoidal adâncit, cositorit; aurită la exterior. Ansamblul care cuprinde piesele cu nr. inv. 12719 Z. 85 (2 căni de apă, 2 savoniere, 1 buretiră, 3 flacoane, 1 bol, 1 pahar, 2 cutii cu capac) și nr. inv. 12739 M 630 (1 lighean) prezintă decorație inspirată după cana din argint cu nr. inv. 18189, marcată Tiffany & Co., care justifică atribuirea serviciului de lavoir acestui atelier. | Muzeul Național Peleș, Sinaia                              | Cimec    |
|      | Vas din argint                                                  | Datare: 1893 Școală: Atelier Khlebnikov, St. Petersburg Material: argint; email; turnare; presare; filigranare; cizelare | Vas cu baza circulară, sprijinită pe trei picioare gheare de grifon cu palmetă, alternate cu motiv ornamental floral în rețea argint filigranat cu email în cromatică roșu, alb, verde, albastru. Câmpul central tronconic cu motiv rețea de zale în relief pe fond negru, continuat cu corpul cilindric gros la partea inferioară, cu inscripție în limba rusă în email roșu și motiv floral în email alb-verde. Superior cilindru subțire delimitat de două brâuri cu motive vegetale emailate: romburi verzi alternate cu cercuri concentrice alb-roșu, pe fond albastru; central pe corpul vasului, cartuș liber și motive floral-vegetale în email policrom, în relief, pe fond punctiform, anturate de lambrechin cu rozete aurite în relief, pe fond rețea de zale în relief, pe fond negru; buza profilată. Piesa a fost renovată la Viena în 1927, conform poansonului din interiorul tălpii „RENOV. 1927 J.& V. WIEN”. | Muzeul Național Peleș, Sinaia                              | Cimec    |
|      | Crucifix de masă                                                | Datare: începutul secolului XX Școală: Atelier Sanktjohannsep, München Material: argint; aur; ametiste; alamă; lemn; email; turnare; presare; filigranare; ciocănire; șlefuire                                                  | Crucifix de masă, pe soclu în formă de cupolă, cu motive decupate și registre cu entrelacs incluzând caboșoane lila din ametiste; superior, ornament din cristal de stâncă alb, fațetat, având lateral două colonete terminate cu păsări afrontate, susținând cruce din lemn, cu bordură cu ferecătură metalică cu motive Jugendstil, central Isus crucificat, cu aură din metal galben și email alb; pe lateralele crucii baluștri mici dispuși oblic cu caboșoane lila, fixați de cruce de câte două tije metalice. Marcă: Sanktjohannsep; M. Strobl München. | Muzeul Național Peleș, Sinaia                              | Cimec    |
|      | Terină                                                          | Datare: 4/4 sec. XVI Școală: Manufactura Orvieto, provincia Umbria, Italia Material: maiolică; modelată la roată; modelată manual; barbotină; pictată manual; glazurată                                                         | Terină (vas pentru prepararea mâncărurilor la cuptor), de formă circulară, pe trei piciorușe reduse în volută, cu două anse modelate trilobat, capac supraînălțat decorat cu un cuib de pasăre cu pui, bordat cu motiv vegetal, rețea lineară și vrejuri vegetale. Cromatica brun, verde și albastru pe fond alb-crem. În interior scenă biblică „Închinarea magilor’’, și inscripția în limba latină „Gloria excelsi Deo” (Glorie lui Dumnezeu în locurile prea înalte). Pe bordura reliefată sunt serafimi și simboluri creștine, cât și inițialele regilor magi CMB (Caspar, Melchior și Baltazar). În interiorul capacului scenă reprezentând botezul lui Iisus Hristos în apa Iordanului. Cromatica verde deschis, brun, galben și albastru pe fond alb-crem. Provine din Orvieto, manufactură din provincia Umbria (Italia) model ce a deținut supremația în Evul Mediu printre celelalte ateliere din regiune. Lucrare în stilul Renașterii italiene târzii. | Muzeul Național Peleș, Sinaia                              | Cimec    |
|      | Banchetă-ladă                                                   | Datare: 4/4 sec. XVI Școală: Atelier italian Material: lemn de nuc; sculptat; cioplit; lustruit; parțial aurit | Ladă cu capac și spătar (cassapanca), din lemn de nuc, parțial aurit la spătar; pe spătarul înalt (în două registre) și pe panoul frontal, motive vegetale (acant, frunze stilizate în volute) și central cartușe heraldice convenționale; brațele console - himere în ronde- bosse, cu coamă- frunză de acant unite cu aripile, așezată pe două labe și terminate cu coadă, în dublu “S”; pe patru picioare-gheare de leu, în față duble, flancând mici măști feminine. Face parte din colecția regelui Carol I de la Castelul Peleș. | Muzeul Național Peleș, Sinaia                              | Cimec    |
|      | Banchetă                                                        | Datare: 1/4 sec. XIX Școală: Atelier olandez (?) Material: lemn; sculptat; traforat; stucat; aurit; vopsit; pictură manuală; ulei pe lemn                                                                                       | Banchetă pe două picioare – panouri laterale traforate aurite, cu volute ample vegetal-florale; șezută dreptunghiulară lisă cu borduri crestate; brațe panouri traforate cu motive volută; spătar puternic profilat în acoladă cu volute floral-vegetale traforate și aurite, pictat cu peisaj și păsări de curte în maniera secolului al XIX-lea; centură profilată cu motive rococo. Face parte din colecția regelui Carol I de la Castelul Peleș, bancheta de la clavecinul reginei Elisabeta din Sala mare de Concerte. | Muzeul Național Peleș, Sinaia                              | Cimec    |
|      | Credență                                                        | Datare: 4/4 sec. XIX Școală: Atelier occidental Material: lemn de nuc; sculptat; strunjit; lustruit | Credență din lemn de nuc, cu montanți oblici, în decroș, flancând corpurile mobilei: două personaje masculine, nude, în ronde-bosse (tânăr și bătrân); inferior dulap cu două uși, decorate cu cartuș puternic profilat cu motive volute, scoici închizând efigii feminine; median, dulap cu ușă rabatabilă decorată în cartuș mare oval cu personaj masculin, alegoric, în altorelief - Pământul. Superior, dulăpaș central cu ușă rabatabilă, decorată cu leu înaripat, în altorelief, cu laba pe scut heraldic - cu trei stele și cal cabrat; flancat de două himere cu volute florale cu șerpi încolăciți pe ele. Lateral două dulăpașe în decroș, cu uși decorate cu capete de lei. La baza dulapului superior, brâu proeminent din motive scoici ovale, concave; cornișă superioară profilată cu denticuli frunze de acant. Face parte din colecția regelui Carol I de la Castelul Peleș. | Muzeul Național Peleș, Sinaia                              | Cimec    |
|      | Dulap                                                           | Datare: 4/4 sec. XIX Școală: Atelier german Material: lemn de stejar; sculptat; strunjit; lustruit; bronz; turnat; cizelat | Din lemn de stejar, pe șase picioare bile aplatizate, compus din două părți detașabile: cel inferior, cu dulap cu două uși pline, casetate, cu scene biblice reprezentând nașterea și întâmpinarea lui Iisus Hristos, două sertare așezate sub blat, cu trăgătoare din bronz, decorate lateral cu protome de lei; cel superior, cu două sertare cu trăgătoare din bronz, două uși pline, casetate, cu capete de heruvimi în medalion, lateral, pe montanți, atlanți și heruvimi în relief; arhitravă decorată cu imbricații și cornișă profilată. Pe uși inscripții în limba germană: “DEREININGE CHRISTHI” și “DEGEBORT CHRISTHI”. Stil Neo-Renaștere germană. Face parte din colecția regelui Carol I de la Castelul Peleș, ansamblu de mobilier din toaleta regală. | Muzeul Național Peleș, Sinaia                              | Cimec    |
|      | Vargueňo                                                        | Datare: 1/2 sec. XVIII Școală: Atelier spaniol Material: lemn; sculptat; ebenizat; cioplit; lustruit; marchetat; lăcuit; os; baga; alamă                                                                                        | Cabinet mic (vargueno), pe patru picioare înalte, torsadate, terminate cu bile unite de traversă în „H” din lemn ebenizat; centură lisă, marchetată inferior cu motiv geometric; blat dreptunghiular; superior, corp cu trei sertare în trei registre, decorate cu volute vegetale și palmete din metal aurit aplicat, încadrând medalion oval din baga. Laterale furniruite, casetate. Stil Neo-Renaștere spaniolă. Face parte din colecția regelui Carol I de la Castelul Peleș. | Muzeul Național Peleș, Sinaia                              | Cimec    |
|      | Bufet                                                           | Datare: 4/4 sec. XIX Școală: Atelier August Bembé, Mainz, Germania Material: lemn de nuc; strunjit; sculptat; ebenizat; furniruit; marchetat; lustruit                                                                          | Bufet din lemn de nuc sculptat, furniruit și marchetat, compus din două corpuri, cel inferior sprijinit pe patru picioare, bilă aplatizată, cu o ușă plină, decorată cu buchet de flori în ancadrament arhitectonic, montanți - colonete canelate, panouri laterale casetate, centură convexă, cu un sertar; corpul superior sprijinit frontal pe montanți - atlanți, dorsal pe placă fundal cu două mici nișe, compartiment central, în decroș, în arcadă, cu două sertărașe laterale, antablament masiv, arhitectonic, cu denticuli și decor vegetal în casete. Marcat pe serurerie. Face parte din colecția regelui Carol I de la castelul Peleș. | Muzeul Național Peleș, Sinaia                              | Cimec    |
|      | Dressoir                                                        | Datare: 2/2 sec. XIX Școală: Atelier italian Material: lemn de nuc; strunjit; sculptat; lustruit; metal comun; turnat; vopsit                                                                                                   | Dulap gen dressoir, pe postament în “U”, cu două picioare - himere și placă fundal, casetată; centură profilată, cu cap de fetiță încadrat de volută vegetală; corp cu ușă rabatabilă, sculptată cu leul Sfântului Marcu în filacter, două echipaje cu care - scoici trase de delfin și cal de mare, purtând câte un putto; sertare laterale, cu trăgătoare în altorelief - putti călare pe delfini; laterale cu mascaroni; placă fundal cu scene bahice, poliță sprijinită de trei himere, fronton decupat, cu putti și ghirlandă floral-vegetală încadrând cartuș cu scut heraldic. La interior, casetă metalică, paralelipipedică, lăcuită, pe suport metalic. Face parte din colecția regelui Carol I de la Castelul Peleș. | Muzeul Național Peleș, Sinaia                              | Cimec    |
|      | Bahut                                                           | Datare: 4/4 sec. XIX Școală: Atelier occidental Material: lemn de stejar; sculptat; băițuit | Bahut din lemn de stejar, băițuit maron închis și negru, pe patru picioare scurte, drepte; format din trei registre distincte: la bază, o ușă plină, casetată, cu decor sculptat cu motiv viță-de-vie și struguri și feronerie din alamă, încadrată de două panouri înguste, laterale, cu decor floral-vegetal; central, două sertare, cu două anouri metalice și decor în meplat viță-de-vie și struguri, bordate cu friză torsadată; superior, două uși laterale cu decor sculptat, viță-de-vie; median, panou îngust cu halebardier în costum medieval, încadrat de patru pilaștri cu motive gotice; laterale decorate cu pliuri. În stil gotic francez. Face parte din colecția regelui Carol I de la Castelul Peleș. | Muzeul Național Peleș, Sinaia                              | Cimec    |
|      | Dressoir                                                        | Datare: 4/4 sec. XIX Școală: Atelier occidental Material: lemn de stejar; cioplit; sculptat; lustruit | Dressoir pe patru picioare scurte discoidale, format din două corpuri. Corpul inferior cu centură godronată la bază, urmând registre profilate, cu palmete vegetale; dulap cu ușă plină, cu casetă sculptată cu scenă mitologică în basorelief, flancată de montanți cu personajele mitologice Minerva și Marte; panourile laterale sculptate în relief mărunt - rozetă vegetală. Corpul superior, retras, susținut de un panou fundal bogat sculptat cu palmete vegetale, volute și, central, în medalion, mascaron în relief; frontal, pe două cariatide în ronde-bosse se sprijină dulăpașul cu două uși casetate, decorate cu scene ilustrând legenda “Lânei de Aur”, flancate de montanți cu personaje mitologice: Mercur, Cronos, Urania, așezate pe console mărunte; panouri laterale cu motive sculptate rozetă și vegetale în volută; superior, friză cu scene alegorice - îngeri alungând animale fantastice și central, efigie feminină; cornișă lisă, profilată. Stil Renaștere italiană. Face parte din colecția regelui Carol I de la Castelul Peleș. | Muzeul Național Peleș, Sinaia                              | Cimec    |
|      | Felinar                                                         | Datare: 4/4 sec. XVII Școală: Atelier venețian Material: lemn; sculptat; aurit; piatră; sticlă givrată | Felinar din lemn bogat sculptat și aurit, corp de secțiune hexagonală, lărgit la partea superioară, cu fețele din sticlă givrată, în ancadrament de colonete canelate, surmontat de cupolă etajată; decor frunze de acant și ove; picior înalt, decorat în registre cu baluștri, torsade, motiv acant; postament din piatră de formă pătrată. Stil baroc. Face parte din colecția regelui Carol I de la Castelul Peleș. | Muzeul Național Peleș, Sinaia                              | Cimec    |
|      | Felinar                                                         | Datare: 4/4 sec. XVII Școală: Atelier venețian Material: lemn; sculptat; aurit; piatră; sticlă givrată | Felinar din lemn bogat sculptat și aurit, corp de secțiune hexagonală, lărgit la partea superioară, cu fețele din sticlă givrată, în ancadrament de colonete canelate, surmontat de cupolă etajată; decor frunze de acant și ove; picior înalt, decorat în registre cu baluștri, torsade, motiv acant; postament din piatră de formă pătrată. Stil baroc. Face parte din colecția regelui Carol I de la Castelul Peleș. | Muzeul Național Peleș, Sinaia                              | Cimec    |
|      | Dressoir                                                        | Datare: 4/4 sec. XIX Școală: Atelier italian Material: lemn de brad și nuc; strunjit; sculptat; furniruit; lustruit; băițuit | Dressoir compus din două corpuri, cel inferior pe patru picioare masive, cu două uși pline, decorate cu o scenă biblică (Sf. Gheorghe ucigând balaurul) și istorică, cu montanți și laterale în casete, cu mascaroni, motiv guilloche, meandru grecesc; blat dreptunghiular, pe care se sprijină corpul superior, retras, cu sertar și trăgător- anou la bază, ușă plină, sculptată cu personaj religios (Sf. Martin) în casetă surmontată de fronton frânt, cu putto în ronde-bosse; panou cu două sertare laterale și două polițe, decorată cu motiv grotesc și volute vegetale în casete, încadrate de terme; antablament sprijinit frontal pe două coloane torsadate, terminate cu atlant și cariatidă. La interior eticheta Magazin Ermagora Zanella. Stil Neo baroc. Face parte din colecția regelui Carol I de la Castelul Peleș. | Muzeul Național Peleș, Sinaia                              | Cimec    |
|      | Cahlă – Nașterea Domnului, Adorația magilor                     | Datare: sec. XV (?) Școală: Școală medievală românească Material: lut; email; pigmenți; frământare prin călcare; pictare cu pensula; jirăvire cu cornul; ardere oxidantă                                                        | Placă ceramică cu imaginea nașterii lui Iisus și prezența celor trei magi; decor amplasat pe toată suprafața; motiv antropomorf: bărbat; motiv astral: stea; motiv divers: cârja ciobanului; motiv geometric: linie, arc de cerc, linie curbă; culori: galben, maro, verde; decor încadrat în chenar; pe spate scrie: BANEASA-BUC. Piesa prezintă ciobituri cu pierderea stratului emailat de pe marginile piesei, în partea superioară a piesei se observă o lipitură a unui fragment desprins, mătuirea stratului de email, pierderea culorilor, notări cu pix, creion pe spatele piesei. | Muzeul Județean de Istorie și Arheologie Prahova, Ploiești | Cimec    |
|      | Pahar de prietenie                                              | Datare: Sec. XIX;4/4 Școală: Atelier “Lobmeyr J. & L.”, Viena Descoperit: jud., com. Material: sticlă; colorare în masă; suflare liberă; modelare; pastilare; decor aplicat; pictare cu email                                   | Talpă circulară în retragere, cu motiv perlat, continuată cu picior tronconic, inelat, decorat cu motiv acant, patru bumbi cu rozete și inel striat; cupă tronconică, evazată spre bază, pictată în email policrom cu scut heraldic timbrat de trei căști comitale germane și încadrat de lambrechin, motiv vegetal în medalion și motiv floral stilizat; buză subliniată de lambrechin și motiv perlat. Marcat. În stil secol XVII german. | Muzeul Național Peleș, Sinaia                              | Cimec    |
|      | Vas cu capac                                                    | Datare: Sec. XIX;4/4 Școală: Atelier “Lobmeyr J. & L.”, Viena Descoperit: jud., com. Material: sticlă; colorare în masă; suflare liberă; pictare cu email                                                                       | Înalt, din sticlă de culoare verzuie, pe talpă circulară în retragere, cu corp cilindric, capac bombat cu buton conic supraînălțat; decor în email policrom, presărat pe întreaga suprafață, reprezentând o stemă compusă, chenare și motive florale stilizate. În stil secol XVII german. | Muzeul Național Peleș, Sinaia                              | Cimec    |
|      | Vas cu capac                                                    | Datare: Sec. XIX;4/4 Școală: Atelier “Lobmeyr J. & L.”, Viena Descoperit: jud., com. Material: sticlă; colorare în masă; suflare liberă; pictare cu email                                                                       | Înalt, din sticlă de culoare verzuie, pe talpă circulară în retragere, cu corp cilindric, capac bombat cu buton conic supraînălțat; decor în email policrom, presărat pe întreaga suprafață, reprezentând o stemă compusă, chenare și motive florale stilizate. În stil secol XVII german. | Muzeul Național Peleș, Sinaia                              | Cimec    |
|      | Flacon Autor: Hoffmann, Josef                                   | Datare: Sec. XX;1/4 Școală: Atelier “Lobmeyr J. & L.”, Viena Descoperit: jud., com. Material: cristal; suflare în tipar; stratificare; tăiere; fațetare; șlefuire                                                               | Din cristal dublu strat: alb-rubiniu, cu bază circulară, corp cilindric înalt, fațetat, gât lung și subțire, dop; decor geometric în rețea, cu dungi roșu-rubiniu în relief ușor, mai dese spre gât și buză. Stil Secession. | Muzeul Național Peleș, Sinaia                              | Cimec    |
|      | Flacon Autor: Hoffmann, Josef                                   | Datare: Sec. XX;1/4 Școală: Atelier “Lobmeyr J. & L.”, Viena Descoperit: jud., com. Material: cristal; suflare în tipar; stratificare; tăiere; fațetare; șlefuire                                                               | Din cristal dublu strat: alb-rubiniu, cu bază circulară, corp cilindric înalt, fațetat, gât lung și subțire, dop; decor geometric în rețea, cu dungi roșu-rubiniu în relief ușor, mai dese spre gât și buză. Stil Secession. | Muzeul Național Peleș, Sinaia                              | Cimec    |
|      | Flacon Autor: Hoffmann, Josef                                   | Datare: Sec. XX;1/4 Școală: Atelier “Lobmeyr J. & L.”, Viena Descoperit: jud., com. Material: cristal; suflare în tipar; stratificare; tăiere; fațetare; șlefuire                                                               | Din cristal dublu strat: alb-rubiniu, cu bază circulară, corp cilindric fațetat, gât scurt, buză evazată, dop; decor geometric în rețea, cu dungi roșu-rubiniu în relief ușor, mai dese spre buză. Stil Secession. | Muzeul Național Peleș, Sinaia                              | Cimec    |
|      | Flacon Autor: Hoffmann, Josef                                   | Datare: Sec. XX;1/4 Școală: Atelier “Lobmeyr J. & L.”, Viena Descoperit: jud., com. Material: cristal; suflare în tipar; stratificare; tăiere; fațetare; șlefuire                                                               | Din cristal dublu strat: alb-rubiniu, cu bază circulară, corp cilindric fațetat, gât scurt, buză evazată, dop; decor geometric în rețea, cu dungi roșu-rubiniu în relief ușor, mai dese spre buză. Stil Secession. | Muzeul Național Peleș, Sinaia                              | Cimec    |
|      | Flacon Autor: Hoffmann, Josef                                   | Datare: Sec. XX;1/4 Școală: Atelier “Lobmeyr J. & L.”, Viena Descoperit: jud., com. Material: cristal; suflare în tipar; stratificare; tăiere; fațetare; șlefuire                                                               | Din cristal dublu strat: alb-rubiniu, cu bază circulară, corp cilindric fațetat, gât scurt, buză evazată, dop; decor geometric în rețea, cu dungi roșu-rubiniu în relief ușor, mai dese spre buză. Stil Secession. | Muzeul Național Peleș, Sinaia                              | Cimec    |
|      | Flacon Autor: Hoffmann, Josef                                   | Datare: Sec. XX;1/4 Școală: Atelier “Lobmeyr J. & L.”, Viena Descoperit: jud., com. Material: cristal; suflare în tipar; stratificare; tăiere; fațetare; șlefuire                                                               | Din cristal dublu strat: alb-rubiniu, cu bază circulară, corp cilindric fațetat, gât scurt, buză evazată, dop; decor geometric în rețea, cu dungi roșu-rubiniu în relief ușor, mai dese spre buză. Stil Secession. | Muzeul Național Peleș, Sinaia                              | Cimec    |
|      | Flacon Autor: Hoffmann, Josef                                   | Datare: Sec. XX;1/4 Școală: Atelier “Lobmeyr J. & L.”, Viena Descoperit: jud., com. Material: cristal; suflare în tipar; stratificare; tăiere; fațetare; șlefuire                                                               | Din cristal dublu strat: alb-rubiniu, cu bază circulară, corp conic fațetat, gât înalt, dop cilindric; decor geometric în rețea, cu dungi roșu-rubiniu în relief ușor, mai dese spre buză. Stil Secession. | Muzeul Național Peleș, Sinaia                              | Cimec    |
|      | Pahar Autor: Hoffmann, Josef                                    | Datare: Sec. XX;1/4 Școală: Atelier “Lobmeyr J. & L.”, Viena Descoperit: jud., com. Material: cristal; suflare în tipar; stratificare; tăiere; fațetare; șlefuire                                                               | Din cristal dublu strat: alb-rubiniu, cu bază circulară, corp cilindric fațetat, buză evazată; decor geometric în rețea, cu dungi roșu-rubiniu în relief ușor, mai dese spre buză. Stil Secession. | Muzeul Național Peleș, Sinaia                              | Cimec    |
|      | Perieră cu capac Autor: Hoffmann, Josef                         | Datare: Sec. XX;1/4 Școală: Atelier “Lobmeyr J. & L.”, Viena Descoperit: jud., com. Material: cristal; suflare în tipar; stratificare; tăiere; fațetare; șlefuire                                                               | Din cristal dublu strat: alb-rubiniu, ovală, fațetată, cu capac ușor bombat; decor geometric în rețea, iar pe capac rozetă, cu dungi roșu-rubiniu în relief ușor, mai dese spre buză. Stil Secession. | Muzeul Național Peleș, Sinaia                              | Cimec    |
|      | Perieră cu capac Autor: Hoffmann, Josef                         | Datare: Sec. XX;1/4 Școală: Atelier “Lobmeyr J. & L.”, Viena Descoperit: jud., com. Material: cristal; suflare în tipar; stratificare; tăiere; fațetare; șlefuire                                                               | Din cristal dublu strat: alb-rubiniu, ovală, fațetată, cu capac ușor bombat; decor geometric în rețea, iar pe capac rozetă, cu dungi roșu-rubiniu în relief ușor, mai dese spre buză. Stil Secession. | Muzeul Național Peleș, Sinaia                              | Cimec    |
|      | Cutie cu capac Autor: Hoffmann, Josef                           | Datare: Sec. XX;1/4 Școală: Atelier “Lobmeyr J. & L.”, Viena Descoperit: jud., com. Material: cristal; suflare în tipar; stratificare; tăiere; fațetare; șlefuire                                                               | Din cristal dublu strat: alb-rubiniu, cilindrică, fațetată, cu capac ușor bombat; decor geometric în rețea, iar pe capac rozetă, cu dungi roșu-rubiniu în relief ușor, mai dese spre buză. Stil Secession. | Muzeul Național Peleș, Sinaia                              | Cimec    |
|      | Cutie cu capac Autor: Hoffmann, Josef                           | Datare: Sec. XX;1/4 Școală: Atelier “Lobmeyr J. & L.”, Viena Descoperit: jud., com. Material: cristal; suflare în tipar; stratificare; tăiere; fațetare; șlefuire                                                               | Din cristal dublu strat: alb-rubiniu, cilindrică, fațetată, cu capac ușor bombat; decor geometric în rețea, iar pe capac rozetă, cu dungi roșu-rubiniu în relief ușor, mai dese spre buză. Stil Secession. | Muzeul Național Peleș, Sinaia                              | Cimec    |
|      | Cutie cu capac Autor: Hoffmann, Josef                           | Datare: Sec. XX;1/4 Școală: Atelier “Lobmeyr J. & L.”, Viena Descoperit: jud., com. Material: cristal; suflare în tipar; stratificare; tăiere; fațetare; șlefuire                                                               | Din cristal dublu strat: alb-rubiniu, ovală, fațetată, cu capac ușor bombat; decor geometric în rețea, iar pe capac rozetă, cu dungi roșu-rubiniu în relief ușor, mai dese spre buză. Stil Secession. | Muzeul Național Peleș, Sinaia                              | Cimec    |
|      | Cutie cu capac Autor: Hoffmann, Josef                           | Datare: Sec. XX;1/4 Școală: Atelier “Lobmeyr J. & L.”, Viena Descoperit: jud., com. Material: cristal; suflare în tipar; stratificare; tăiere; fațetare; șlefuire                                                               | Din cristal dublu strat: alb-rubiniu, ovală, fațetată, cu capac ușor bombat; decor geometric în rețea, iar pe capac rozetă, cu dungi roșu-rubiniu în relief ușor, mai dese spre buză. Stil Secession. | Muzeul Național Peleș, Sinaia                              | Cimec    |
|      | Savonieră Autor: Hoffmann, Josef                                | Datare: Sec. XX;1/4 Școală: Atelier “Lobmeyr J. & L.”, Viena Descoperit: jud., com. Material: cristal; suflare în tipar; stratificare; tăiere; fațetare; șlefuire                                                               | Din cristal dublu strat: alb-rubiniu, ovală, fațetată; decor geometric în rețea, cu dungi roșu-rubiniu în relief ușor, mai dese spre buză. Stil Secession. | Muzeul Național Peleș, Sinaia                              | Cimec    |
|      | Savonieră Autor: Hoffmann, Josef                                | Datare: Sec. XX;1/4 Școală: Atelier “Lobmeyr J. & L.”, Viena Descoperit: jud., com. Material: cristal; suflare în tipar; stratificare; tăiere; fațetare; șlefuire                                                               | Din cristal dublu strat: alb-rubiniu, ovală, fațetată; decor geometric în rețea, cu dungi roșu-rubiniu în relief ușor, mai dese spre buză. Stil Secession. | Muzeul Național Peleș, Sinaia                              | Cimec    |
|      | Savonieră Autor: Hoffmann, Josef                                | Datare: Sec. XX;1/4 Școală: Atelier “Lobmeyr J. & L.”, Viena Descoperit: jud., com. Material: cristal; suflare în tipar; stratificare; tăiere; fațetare; șlefuire                                                               | Din cristal dublu strat: alb-rubiniu, ovală, fațetată; decor geometric în rețea, cu dungi roșu-rubiniu în relief ușor, mai dese spre buză. Stil Secession. | Muzeul Național Peleș, Sinaia                              | Cimec    |
|      | Savonieră Autor: Hoffmann, Josef                                | Datare: Sec. XX;1/4 Școală: Atelier “Lobmeyr J. & L.”, Viena Descoperit: jud., com. Material: cristal; suflare în tipar; stratificare; tăiere; fațetare; șlefuire                                                               | Din cristal dublu strat: alb-rubiniu, ovală, fațetată; decor geometric în rețea, cu dungi roșu-rubiniu în relief ușor, mai dese spre buză. Stil Secession. | Muzeul Național Peleș, Sinaia                              | Cimec    |
|      | Buretieră Autor: Hoffmann, Josef                                | Datare: Sec. XX;1/4 Școală: Atelier “Lobmeyr J. & L.”, Viena Descoperit: jud., com. Material: cristal; suflare în tipar; stratificare; tăiere; fațetare; șlefuire                                                               | Din cristal dublu strat: alb-rubiniu, circulară, adâncită, ușor evazată spre buză, fațetată; decor geometric în rețea, cu dungi roșu-rubiniu în relief ușor, mai dese spre buză. Stil Secession. | Muzeul Național Peleș, Sinaia                              | Cimec    |
|      | Buretieră Autor: Hoffmann, Josef                                | Datare: Sec. XX;1/4 Școală: Atelier “Lobmeyr J. & L.”, Viena Descoperit: jud., com. Material: cristal; suflare în tipar; stratificare; tăiere; fațetare; șlefuire                                                               | Din cristal dublu strat: alb-rubiniu, circulară, adâncită, ușor evazată spre buză, fațetată; decor geometric în rețea, cu dungi roșu-rubiniu în relief ușor, mai dese spre buză. Stil Secession. | Muzeul Național Peleș, Sinaia                              | Cimec    |
|      | Pahar                                                           | Datare: Sec. XIX;4/4 Școală: Atelier boemia Descoperit: jud., com. Material: cristal; suflare liberă; stratificare; tăiere; gravare; șlefuire; aur coloidal                                                                     | Talpă circulară ornamentată cu rozetă tăiată; picior tijă, în fațete mărunte, cu sferă la partea superioară; cupă aproximativ sferică, din cristal dublu strat: alb-galben, decorată cu motiv "fulg de nea" închis în casete rombice, întrerupt de medalion oval cu cifrul regelui Carol I surmontat de coroană închisă, în aur. | Muzeul Național Peleș, Sinaia                              | Cimec    |
|      | Pahar                                                           | Datare: Sec. XIX;4/4 Școală: Atelier boemia Descoperit: jud., com. Material: cristal; suflare liberă; stratificare; tăiere; gravare; șlefuire; aur coloidal                                                                     | Talpă circulară ornamentată cu rozetă tăiată; picior tijă, în fațete mărunte, cu sferă la partea superioară; cupă aproximativ sferică, din cristal dublu strat: alb-galben, decorată cu motiv "fulg de nea" închis în casete rombice, întrerupt de medalion oval cu cifrul regelui Carol I surmontat de coroană închisă, în aur. | Muzeul Național Peleș, Sinaia                              | Cimec    |
|      | Pahar flûte                                                     | Datare: Sec. XIX;4/4 Școală: Atelier boemia Descoperit: jud., com. Material: cristal; suflare liberă; tăiere; gravare; șlefuire; aur coloidal                                                                                   | Talpă circulară ornamentată cu rozetă tăiată; picior tijă, în fațete mărunte, cu sferă la partea superioară; cupă adâncă, ușor tronconică, decorată cu motiv "fulg de nea" închis în casete rombice, întrerupt de medalion oval cu cifrul regelui Carol I surmontat de coroană închisă, în aur coloidal. | Muzeul Național Peleș, Sinaia                              | Cimec    |
|      | Pahar flûte                                                     | Datare: Sec. XIX;4/4 Școală: Atelier boemia Descoperit: jud., com. Material: cristal; suflare liberă; tăiere; gravare; șlefuire; aur coloidal                                                                                   | Talpă circulară ornamentată cu rozetă tăiată; picior tijă, în fațete mărunte, cu sferă la partea superioară; cupă adâncă, ușor tronconică, decorată cu motiv "fulg de nea" închis în casete rombice, întrerupt de medalion oval cu cifrul regelui Carol I surmontat de coroană închisă, în aur coloidal. | Muzeul Național Peleș, Sinaia                              | Cimec    |
|      | Pahar flûte                                                     | Datare: Sec. XIX;4/4 Școală: Atelier boemia Descoperit: jud., com. Material: cristal; suflare liberă; tăiere; gravare; șlefuire; aur coloidal                                                                                   | Talpă circulară ornamentată cu rozetă tăiată; picior tijă, în fațete mărunte, cu sferă la partea superioară; cupă adâncă, ușor tronconică, decorată cu motiv "fulg de nea" închis în casete rombice, întrerupt de medalion oval cu cifrul regelui Carol I surmontat de coroană închisă, în aur coloidal. | Muzeul Național Peleș, Sinaia                              | Cimec    |
|      | Pahar flûte                                                     | Datare: Sec. XIX;4/4 Școală: Atelier boemia Descoperit: jud., com. Material: cristal; suflare liberă; tăiere; gravare; șlefuire; aur coloidal                                                                                   | Talpă circulară ornamentată cu rozetă tăiată; picior tijă, în fațete mărunte, cu sferă la partea superioară; cupă adâncă, ușor tronconică, decorată cu motiv "fulg de nea" închis în casete rombice, întrerupt de medalion oval cu cifrul regelui Carol I surmontat de coroană închisă, în aur coloidal. | Muzeul Național Peleș, Sinaia                              | Cimec    |
|      | Pahar flûte                                                     | Datare: Sec. XIX;4/4 Școală: Atelier boemia Descoperit: jud., com. Material: cristal; suflare liberă; tăiere; gravare; șlefuire; aur coloidal                                                                                   | Talpă circulară ornamentată cu rozetă tăiată; picior tijă, în fațete mărunte, cu sferă la partea superioară; cupă adâncă, ușor tronconică, decorată cu motiv "fulg de nea" închis în casete rombice, întrerupt de medalion oval cu cifrul regelui Carol I surmontat de coroană închisă, în aur coloidal. | Muzeul Național Peleș, Sinaia                              | Cimec    |
|      | Cupă omagială                                                   | Datare: Sec. XIX;4/4 Școală: Atelier bavarez Descoperit: jud., com. Material: sticlă; colorare în masă; suflare liberă; pastilare; pictare manuală cu email                                                                     | Din sticlă de culoare verde-oliv, pe talpă circulară în retragere subliniată de dungă aurie și continuată cu picior tronconic decorat cu motiv floral-vegetal în email policrom și cu aplicații de bumbi și inele, cu motiv perlat; cupă sferică pictată cu portretul împăratului Rudolf II, în medalion circular înconjurat de inscripția: „RUDOLPHVS II. ROMANORVM IMPERATOR. AVGVSTVS: REX HVNGARIA BOHE: ETC.” și de cunună de lăcrămioare, opus, stemă cu vultur bicefal. | Muzeul Național Peleș, Sinaia                              | Cimec    |
|      | Carafă                                                          | Datare: Sec. XX;1/4 Școală: Tiffany Louis Comfort; New York Material: Cristal; colorare în masă; suflare liberă; irizare tip Favrile; gravare                                                                                   | Carafă cu bază circulară; corp piriform, gravat cu crini heraldici răspândiți pe toată suprafața; gât cilindric, înalt; dop supraînălțat; cromatică: auriu irizat; semnată pe reversul bazei: “L C Tiffany Favrile”. Face parte dintr-un serviciu pentru băut, ce cuprinde în total 98 de piese, din care 1 bucată de acest tip. | Muzeul Național Peleș, Sinaia                              | Cimec    |
|      | Carafă                                                          | Datare: Sec. XX;1/4 Școală: Tiffany Louis Comfort; New York Material: Cristal; colorare în masă; suflare liberă; irizare tip Favrile; gravare                                                                                   | Carafă cu bază circulară; corp sferoidal aplatizat, gravat cu crini heraldici răspândiți pe toată suprafața; gât cilindric, înalt; buză răsfrântă la exterior; dop supraînălțat; cromatică: auriu irizat; semnată pe reversul bazei: “L C Tiffany Favrile”. Face parte dintr-un serviciu pentru băut, ce cuprinde în total 98 de piese, din care 1 bucată de acest tip. | Muzeul Național Peleș, Sinaia                              | Cimec    |
|      | Carafă                                                          | Datare: Sec. XX;1/4 Școală: Tiffany Louis Comfort; New York Material: Cristal; colorare în masă; suflare liberă; irizare tip Favrile; gravare                                                                                   | Carafă cu bază circulară; corp sferoidal aplatizat, gravat cu crini heraldici răspândiți pe toată suprafața; gât cilindric, înalt; buză răsfrântă la exterior; dop supraînălțat; cromatică: auriu irizat; semnată pe reversul bazei: “L C Tiffany Favrile”. Face parte dintr-un serviciu pentru băut, ce cuprinde în total 98 de piese, din care 1 bucată de acest tip. | Muzeul Național Peleș, Sinaia                              | Cimec    |
|      | Cupă de înghețată                                               | Datare: Sec. XX;1/4 Școală: Tiffany Louis Comfort; New York Material: Cristal; colorare în masă; suflare liberă; irizare tip Favrile; gravare                                                                                   | Cupă pentru înghețată cu talpă circulară în retragere, cu brâu striat; picior tronconic, terminat cu inel; cupă semisferică, gravată cu crini heraldici răspândiți pe toată suprafața; cromatică: auriu irizat; semnată pe talpă: “LCT Favrile”. Face parte dintr-un serviciu pentru băut, ce cuprinde în total 98 de piese, din care 11 bucăți de acest tip. | Muzeul Național Peleș, Sinaia                              | Cimec    |
|      | Cupă de înghețată                                               | Datare: Sec. XX;1/4 Școală: Tiffany Louis Comfort; New York Material: Cristal; colorare în masă; suflare liberă; irizare tip Favrile; gravare                                                                                   | Cupă pentru înghețată cu talpă circulară în retragere, cu brâu striat; picior tronconic, terminat cu inel; cupă semisferică, gravată cu crini heraldici răspândiți pe toată suprafața; cromatică: auriu irizat; semnată pe talpă: “LCT Favrile”. Face parte dintr-un serviciu pentru băut, ce cuprinde în total 98 de piese, din care 11 bucăți de acest tip. | Muzeul Național Peleș, Sinaia                              | Cimec    |
|      | Cupă de înghețată                                               | Datare: Sec. XX;1/4 Școală: Tiffany Louis Comfort; New York Material: Cristal; colorare în masă; suflare liberă; irizare tip Favrile; gravare                                                                                   | Cupă pentru înghețată cu talpă circulară în retragere, cu brâu striat; picior tronconic, terminat cu inel; cupă semisferică, gravată cu crini heraldici răspândiți pe toată suprafața; cromatică: auriu irizat; semnată pe talpă: “LCT Favrile”. Face parte dintr-un serviciu pentru băut, ce cuprinde în total 98 de piese, din care 11 bucăți de acest tip. | Muzeul Național Peleș, Sinaia                              | Cimec    |
|      | Cupă de înghețată                                               | Datare: Sec. XX;1/4 Școală: Tiffany Louis Comfort; New York Material: Cristal; colorare în masă; suflare liberă; irizare tip Favrile; gravare                                                                                   | Cupă pentru înghețată cu talpă circulară în retragere, cu brâu striat; picior tronconic, terminat cu inel; cupă semisferică, gravată cu crini heraldici răspândiți pe toată suprafața; cromatică: auriu irizat; semnată pe talpă: “LCT Favrile”. Face parte dintr-un serviciu pentru băut, ce cuprinde în total 98 de piese, din care 11 bucăți de acest tip. | Muzeul Național Peleș, Sinaia                              | Cimec    |
|      | Cupă de înghețată                                               | Datare: Sec. XX;1/4 Școală: Tiffany Louis Comfort; New York Material: Cristal; colorare în masă; suflare liberă; irizare tip Favrile; gravare                                                                                   | Cupă pentru înghețată cu talpă circulară în retragere, cu brâu striat; picior tronconic, terminat cu inel; cupă semisferică, gravată cu crini heraldici răspândiți pe toată suprafața; cromatică: auriu irizat; semnată pe talpă: “LCT Favrile”. Face parte dintr-un serviciu pentru băut, ce cuprinde în total 98 de piese, din care 11 bucăți de acest tip. | Muzeul Național Peleș, Sinaia                              | Cimec    |
|      | Cupă de înghețată                                               | Datare: Sec. XX;1/4 Școală: Tiffany Louis Comfort; New York Material: Cristal; colorare în masă; suflare liberă; irizare tip Favrile; gravare                                                                                   | Cupă pentru înghețată cu talpă circulară în retragere, cu brâu striat; picior tronconic, terminat cu inel; cupă semisferică, gravată cu crini heraldici răspândiți pe toată suprafața; cromatică: auriu irizat; semnată pe talpă: “LCT Favrile”. Face parte dintr-un serviciu pentru băut, ce cuprinde în total 98 de piese, din care 11 bucăți de acest tip. | Muzeul Național Peleș, Sinaia                              | Cimec    |
|      | Cupă de înghețată                                               | Datare: Sec. XX;1/4 Școală: Tiffany Louis Comfort; New York Material: Cristal; colorare în masă; suflare liberă; irizare tip Favrile; gravare                                                                                   | Cupă pentru înghețată cu talpă circulară în retragere, cu brâu striat; picior tronconic, terminat cu inel; cupă semisferică, gravată cu crini heraldici răspândiți pe toată suprafața; cromatică: auriu irizat; semnată pe talpă: “LCT Favrile”. Face parte dintr-un serviciu pentru băut, ce cuprinde în total 98 de piese, din care 11 bucăți de acest tip. | Muzeul Național Peleș, Sinaia                              | Cimec    |
|      | Cupă de înghețată                                               | Datare: Sec. XX;1/4 Școală: Tiffany Louis Comfort; New York Material: Cristal; colorare în masă; suflare liberă; irizare tip Favrile; gravare                                                                                   | Cupă pentru înghețată cu talpă circulară în retragere, cu brâu striat; picior tronconic, terminat cu inel; cupă semisferică, gravată cu crini heraldici răspândiți pe toată suprafața; cromatică: auriu irizat; semnată pe talpă: “LCT Favrile”. Face parte dintr-un serviciu pentru băut, ce cuprinde în total 98 de piese, din care 11 bucăți de acest tip. | Muzeul Național Peleș, Sinaia                              | Cimec    |
|      | Cupă de înghețată                                               | Datare: Sec. XX;1/4 Școală: Tiffany Louis Comfort; New York Material: Cristal; colorare în masă; suflare liberă; irizare tip Favrile; gravare                                                                                   | Cupă pentru înghețată cu talpă circulară în retragere, cu brâu striat; picior tronconic, terminat cu inel; cupă semisferică, gravată cu crini heraldici răspândiți pe toată suprafața; cromatică: auriu irizat; semnată pe talpă: “LCT Favrile”. Face parte dintr-un serviciu pentru băut, ce cuprinde în total 98 de piese, din care 11 bucăți de acest tip. | Muzeul Național Peleș, Sinaia                              | Cimec    |
|      | Cupă de înghețată                                               | Datare: Sec. XX;1/4 Școală: Tiffany Louis Comfort; New York Material: Cristal; colorare în masă; suflare liberă; irizare tip Favrile; gravare                                                                                   | Cupă pentru înghețată cu talpă circulară în retragere, cu brâu striat; picior tronconic, terminat cu inel; cupă semisferică, gravată cu crini heraldici răspândiți pe toată suprafața; cromatică: auriu irizat; semnată pe talpă: “LCT Favrile”. Face parte dintr-un serviciu pentru băut, ce cuprinde în total 98 de piese, din care 11 bucăți de acest tip. | Muzeul Național Peleș, Sinaia                              | Cimec    |
|      | Cupă de înghețată                                               | Datare: Sec. XX;1/4 Școală: Tiffany Louis Comfort; New York Material: Cristal; colorare în masă; suflare liberă; irizare tip Favrile; gravare                                                                                   | Cupă pentru înghețată cu talpă circulară în retragere, cu brâu striat; picior tronconic, terminat cu inel; cupă semisferică, gravată cu crini heraldici răspândiți pe toată suprafața; cromatică: auriu irizat; semnată pe talpă: “LCT Favrile”. Face parte dintr-un serviciu pentru băut, ce cuprinde în total 98 de piese, din care 11 bucăți de acest tip. | Muzeul Național Peleș, Sinaia                              | Cimec    |
|      | Bol                                                             | Datare: Sec. XX;1/4 Școală: Tiffany Louis Comfort; New York Material: Cristal; colorare în masă; suflare liberă; irizare tip Favrile; gravare                                                                                   | Bol cu bază circulară; corp adâncit, gravat cu crini heraldici răspândiți pe toată suprafața; buză ușor răsfrântă la exterior; cromatică: auriu irizat; semnat pe reversul bazei: “LCT Favrile”. Face parte dintr-un serviciu pentru băut, ce cuprinde în total 98 de piese, din care 12 bucăți de acest tip. | Muzeul Național Peleș, Sinaia                              | Cimec    |
|      | Bol                                                             | Datare: Sec. XX;1/4 Școală: Tiffany Louis Comfort; New York Material: Cristal; colorare în masă; suflare liberă; irizare tip Favrile; gravare                                                                                   | Bol cu bază circulară; corp adâncit, gravat cu crini heraldici răspândiți pe toată suprafața; buză ușor răsfrântă la exterior; cromatică: auriu irizat; semnat pe reversul bazei: “LCT Favrile”. Face parte dintr-un serviciu pentru băut, ce cuprinde în total 98 de piese, din care 12 bucăți de acest tip. | Muzeul Național Peleș, Sinaia                              | Cimec    |
|      | Bol                                                             | Datare: Sec. XX;1/4 Școală: Tiffany Louis Comfort; New York Material: Cristal; colorare în masă; suflare liberă; irizare tip Favrile; gravare                                                                                   | Bol cu bază circulară; corp adâncit, gravat cu crini heraldici răspândiți pe toată suprafața; buză ușor răsfrântă la exterior; cromatică: auriu irizat; semnat pe reversul bazei: “LCT Favrile”. Face parte dintr-un serviciu pentru băut, ce cuprinde în total 98 de piese, din care 12 bucăți de acest tip. | Muzeul Național Peleș, Sinaia                              | Cimec    |
|      | Bol                                                             | Datare: Sec. XX;1/4 Școală: Tiffany Louis Comfort; New York Material: Cristal; colorare în masă; suflare liberă; irizare tip Favrile; gravare                                                                                   | Bol cu bază circulară; corp adâncit, gravat cu crini heraldici răspândiți pe toată suprafața; buză ușor răsfrântă la exterior; cromatică: auriu irizat; semnat pe reversul bazei: “LCT Favrile”. Face parte dintr-un serviciu pentru băut, ce cuprinde în total 98 de piese, din care 12 bucăți de acest tip. | Muzeul Național Peleș, Sinaia                              | Cimec    |
|      | Bol                                                             | Datare: Sec. XX;1/4 Școală: Tiffany Louis Comfort; New York Material: Cristal; colorare în masă; suflare liberă; irizare tip Favrile; gravare                                                                                   | Bol cu bază circulară; corp adâncit, gravat cu crini heraldici răspândiți pe toată suprafața; buză ușor răsfrântă la exterior; cromatică: auriu irizat; semnat pe reversul bazei: “LCT Favrile”. Face parte dintr-un serviciu pentru băut, ce cuprinde în total 98 de piese, din care 12 bucăți de acest tip. | Muzeul Național Peleș, Sinaia                              | Cimec    |
|      | Bol                                                             | Datare: Sec. XX;1/4 Școală: Tiffany Louis Comfort; New York Material: Cristal; colorare în masă; suflare liberă; irizare tip Favrile; gravare                                                                                   | Bol cu bază circulară; corp adâncit, gravat cu crini heraldici răspândiți pe toată suprafața; buză ușor răsfrântă la exterior; cromatică: auriu irizat; semnat pe reversul bazei: “LCT Favrile”. Face parte dintr-un serviciu pentru băut, ce cuprinde în total 98 de piese, din care 12 bucăți de acest tip. | Muzeul Național Peleș, Sinaia                              | Cimec    |
|      | Bol                                                             | Datare: Sec. XX;1/4 Școală: Tiffany Louis Comfort; New York Material: Cristal; colorare în masă; suflare liberă; irizare tip Favrile; gravare                                                                                   | Bol cu bază circulară; corp adâncit, gravat cu crini heraldici răspândiți pe toată suprafața; buză ușor răsfrântă la exterior; cromatică: auriu irizat; semnat pe reversul bazei: “LCT Favrile”. Face parte dintr-un serviciu pentru băut, ce cuprinde în total 98 de piese, din care 12 bucăți de acest tip. | Muzeul Național Peleș, Sinaia                              | Cimec    |
|      | Bol                                                             | Datare: Sec. XX;1/4 Școală: Tiffany Louis Comfort; New York Material: Cristal; colorare în masă; suflare liberă; irizare tip Favrile; gravare                                                                                   | Bol cu bază circulară; corp adâncit, gravat cu crini heraldici răspândiți pe toată suprafața; buză ușor răsfrântă la exterior; cromatică: auriu irizat; semnat pe reversul bazei: “LCT Favrile”. Face parte dintr-un serviciu pentru băut, ce cuprinde în total 98 de piese, din care 12 bucăți de acest tip. | Muzeul Național Peleș, Sinaia                              | Cimec    |
|      | Bol                                                             | Datare: Sec. XX;1/4 Școală: Tiffany Louis Comfort; New York Material: Cristal; colorare în masă; suflare liberă; irizare tip Favrile; gravare                                                                                   | Bol cu bază circulară; corp adâncit, gravat cu crini heraldici răspândiți pe toată suprafața; buză ușor răsfrântă la exterior; cromatică: auriu irizat; semnat pe reversul bazei: “LCT Favrile”. Face parte dintr-un serviciu pentru băut, ce cuprinde în total 98 de piese, din care 12 bucăți de acest tip. | Muzeul Național Peleș, Sinaia                              | Cimec    |
|      | Bol                                                             | Datare: Sec. XX;1/4 Școală: Tiffany Louis Comfort; New York Material: Cristal; colorare în masă; suflare liberă; irizare tip Favrile; gravare                                                                                   | Bol cu bază circulară; corp adâncit, gravat cu crini heraldici răspândiți pe toată suprafața; buză ușor răsfrântă la exterior; cromatică: auriu irizat; semnat pe reversul bazei: “LCT Favrile”. Face parte dintr-un serviciu pentru băut, ce cuprinde în total 98 de piese, din care 12 bucăți de acest tip. | Muzeul Național Peleș, Sinaia                              | Cimec    |
|      | Bol                                                             | Datare: Sec. XX;1/4 Școală: Tiffany Louis Comfort; New York Material: Cristal; colorare în masă; suflare liberă; irizare tip Favrile; gravare                                                                                   | Bol cu bază circulară; corp adâncit, gravat cu crini heraldici răspândiți pe toată suprafața; buză ușor răsfrântă la exterior; cromatică: auriu irizat; semnat pe reversul bazei: “LCT Favrile”. Face parte dintr-un serviciu pentru băut, ce cuprinde în total 98 de piese, din care 12 bucăți de acest tip. | Muzeul Național Peleș, Sinaia                              | Cimec    |
|      | Bol                                                             | Datare: Sec. XX;1/4 Școală: Tiffany Louis Comfort; New York Material: Cristal; colorare în masă; suflare liberă; irizare tip Favrile; gravare                                                                                   | Bol cu bază circulară; corp adâncit, gravat cu crini heraldici răspândiți pe toată suprafața; buză ușor răsfrântă la exterior; cromatică: auriu irizat; semnat pe reversul bazei: “LCT Favrile”. Face parte dintr-un serviciu pentru băut, ce cuprinde în total 98 de piese, din care 12 bucăți de acest tip. | Muzeul Național Peleș, Sinaia                              | Cimec    |
|      | Farfurioară                                                     | Datare: Sec. XX;1/4 Școală: Tiffany Louis Comfort; New York Material: Cristal; colorare în masă; suflare liberă; irizare tip Favrile; gravare                                                                                   | Farfurioară pentru bol, formă circulară, gravată cu crini heraldici răspândiți pe toată suprafața; cromatică: auriu irizat; semnată pe reversul bazei: “LCT Favrile”. Face parte dintr-un serviciu pentru băut, ce cuprinde în total 98 de piese, din care 12 bucăți de acest tip. | Muzeul Național Peleș, Sinaia                              | Cimec    |
|      | Farfurioară                                                     | Datare: Sec. XX;1/4 Școală: Tiffany Louis Comfort; New York Material: Cristal; colorare în masă; suflare liberă; irizare tip Favrile; gravare                                                                                   | Farfurioară pentru bol, formă circulară, gravată cu crini heraldici răspândiți pe toată suprafața; cromatică: auriu irizat; semnată pe reversul bazei: “LCT Favrile”. Face parte dintr-un serviciu pentru băut, ce cuprinde în total 98 de piese, din care 12 bucăți de acest tip. | Muzeul Național Peleș, Sinaia                              | Cimec    |
|      | Farfurioară                                                     | Datare: Sec. XX;1/4 Școală: Tiffany Louis Comfort; New York Material: Cristal; colorare în masă; suflare liberă; irizare tip Favrile; gravare                                                                                   | Farfurioară pentru bol, formă circulară, gravată cu crini heraldici răspândiți pe toată suprafața; cromatică: auriu irizat; semnată pe reversul bazei: “LCT Favrile”. Face parte dintr-un serviciu pentru băut, ce cuprinde în total 98 de piese, din care 12 bucăți de acest tip. | Muzeul Național Peleș, Sinaia                              | Cimec    |
|      | Farfurioară                                                     | Datare: Sec. XX;1/4 Școală: Tiffany Louis Comfort; New York Material: Cristal; colorare în masă; suflare liberă; irizare tip Favrile; gravare                                                                                   | Farfurioară pentru bol, formă circulară, gravată cu crini heraldici răspândiți pe toată suprafața; cromatică: auriu irizat; semnată pe reversul bazei: “LCT Favrile”. Face parte dintr-un serviciu pentru băut, ce cuprinde în total 98 de piese, din care 12 bucăți de acest tip. | Muzeul Național Peleș, Sinaia                              | Cimec    |
|      | Farfurioară                                                     | Datare: Sec. XX;1/4 Școală: Tiffany Louis Comfort; New York Material: Cristal; colorare în masă; suflare liberă; irizare tip Favrile; gravare                                                                                   | Farfurioară pentru bol, formă circulară, gravată cu crini heraldici răspândiți pe toată suprafața; cromatică: auriu irizat; semnată pe reversul bazei: “LCT Favrile”. Face parte dintr-un serviciu pentru băut, ce cuprinde în total 98 de piese, din care 12 bucăți de acest tip. | Muzeul Național Peleș, Sinaia                              | Cimec    |
|      | Farfurioară                                                     | Datare: Sec. XX;1/4 Școală: Tiffany Louis Comfort; New York Material: Cristal; colorare în masă; suflare liberă; irizare tip Favrile; gravare                                                                                   | Farfurioară pentru bol, formă circulară, gravată cu crini heraldici răspândiți pe toată suprafața; cromatică: auriu irizat; semnată pe reversul bazei: “LCT Favrile”. Face parte dintr-un serviciu pentru băut, ce cuprinde în total 98 de piese, din care 12 bucăți de acest tip. | Muzeul Național Peleș, Sinaia                              | Cimec    |
|      | Farfurioară                                                     | Datare: Sec. XX;1/4 Școală: Tiffany Louis Comfort; New York Material: Cristal; colorare în masă; suflare liberă; irizare tip Favrile; gravare                                                                                   | Farfurioară pentru bol, formă circulară, gravată cu crini heraldici răspândiți pe toată suprafața; cromatică: auriu irizat; semnată pe reversul bazei: “LCT Favrile”. Face parte dintr-un serviciu pentru băut, ce cuprinde în total 98 de piese, din care 12 bucăți de acest tip. | Muzeul Național Peleș, Sinaia                              | Cimec    |
|      | Farfurioară                                                     | Datare: Sec. XX;1/4 Școală: Tiffany Louis Comfort; New York Material: Cristal; colorare în masă; suflare liberă; irizare tip Favrile; gravare                                                                                   | Farfurioară pentru bol, formă circulară, gravată cu crini heraldici răspândiți pe toată suprafața; cromatică: auriu irizat; semnată pe reversul bazei: “LCT Favrile”. Face parte dintr-un serviciu pentru băut, ce cuprinde în total 98 de piese, din care 12 bucăți de acest tip. | Muzeul Național Peleș, Sinaia                              | Cimec    |
|      | Farfurioară                                                     | Datare: Sec. XX;1/4 Școală: Tiffany Louis Comfort; New York Material: Cristal; colorare în masă; suflare liberă; irizare tip Favrile; gravare                                                                                   | Farfurioară pentru bol, formă circulară, gravată cu crini heraldici răspândiți pe toată suprafața; cromatică: auriu irizat; semnată pe reversul bazei: “LCT Favrile”. Face parte dintr-un serviciu pentru băut, ce cuprinde în total 98 de piese, din care 12 bucăți de acest tip. | Muzeul Național Peleș, Sinaia                              | Cimec    |
|      | Farfurioară                                                     | Datare: Sec. XX;1/4 Școală: Tiffany Louis Comfort; New York Material: Cristal; colorare în masă; suflare liberă; irizare tip Favrile; gravare                                                                                   | Farfurioară pentru bol, formă circulară, gravată cu crini heraldici răspândiți pe toată suprafața; cromatică: auriu irizat; semnată pe reversul bazei: “LCT Favrile”. Face parte dintr-un serviciu pentru băut, ce cuprinde în total 98 de piese, din care 12 bucăți de acest tip. | Muzeul Național Peleș, Sinaia                              | Cimec    |
|      | Farfurioară                                                     | Datare: Sec. XX;1/4 Școală: Tiffany Louis Comfort; New York Material: Cristal; colorare în masă; suflare liberă; irizare tip Favrile; gravare                                                                                   | Farfurioară pentru bol, formă circulară, gravată cu crini heraldici răspândiți pe toată suprafața; cromatică: auriu irizat; semnată pe reversul bazei: “LCT Favrile”. Face parte dintr-un serviciu pentru băut, ce cuprinde în total 98 de piese, din care 12 bucăți de acest tip. | Muzeul Național Peleș, Sinaia                              | Cimec    |
|      | Farfurioară                                                     | Datare: Sec. XX;1/4 Școală: Tiffany Louis Comfort; New York Material: Cristal; colorare în masă; suflare liberă; irizare tip Favrile; gravare                                                                                   | Farfurioară pentru bol, formă circulară, gravată cu crini heraldici răspândiți pe toată suprafața; cromatică: auriu irizat; semnată pe reversul bazei: “LCT Favrile”. Face parte dintr-un serviciu pentru băut, ce cuprinde în total 98 de piese, din care 12 bucăți de acest tip. | Muzeul Național Peleș, Sinaia                              | Cimec    |
|      | Pahar de lichior                                                | Datare: Sec. XX;1/4 Școală: Tiffany Louis Comfort; New York Material: Cristal; colorare în masă; suflare liberă; irizare tip Favrile; gravare                                                                                   | Pahar pentru lichior cu talpă circulară; picior înalt, subțire; cupă adâncă, cilindrică, strânsă la bază, gravată cu crini heraldici răspândiți pe toată suprafața; cromatică: auriu irizat; semnat pe talpă: “LCT Favrile”. Face parte dintr-un serviciu pentru băut, ce cuprinde în total 98 de piese, din care 12 bucăți de acest tip. | Muzeul Național Peleș, Sinaia                              | Cimec    |
|      | Pahar de lichior                                                | Datare: Sec. XX;1/4 Școală: Tiffany Louis Comfort; New York Material: Cristal; colorare în masă; suflare liberă; irizare tip Favrile; gravare                                                                                   | Pahar pentru lichior cu talpă circulară; picior înalt, subțire; cupă adâncă, cilindrică, strânsă la bază, gravată cu crini heraldici răspândiți pe toată suprafața; cromatică: auriu irizat; semnat pe talpă: “LCT Favrile”. Face parte dintr-un serviciu pentru băut, ce cuprinde în total 98 de piese, din care 12 bucăți de acest tip. | Muzeul Național Peleș, Sinaia                              | Cimec    |
|      | Pahar de lichior                                                | Datare: Sec. XX;1/4 Școală: Tiffany Louis Comfort; New York Material: Cristal; colorare în masă; suflare liberă; irizare tip Favrile; gravare                                                                                   | Pahar pentru lichior cu talpă circulară; picior înalt, subțire; cupă adâncă, cilindrică, strânsă la bază, gravată cu crini heraldici răspândiți pe toată suprafața; cromatică: auriu irizat; semnat pe talpă: “LCT Favrile”. Face parte dintr-un serviciu pentru băut, ce cuprinde în total 98 de piese, din care 12 bucăți de acest tip. | Muzeul Național Peleș, Sinaia                              | Cimec    |
|      | Pahar de lichior                                                | Datare: Sec. XX;1/4 Școală: Tiffany Louis Comfort; New York Material: Cristal; colorare în masă; suflare liberă; irizare tip Favrile; gravare                                                                                   | Pahar pentru lichior cu talpă circulară; picior înalt, subțire; cupă adâncă, cilindrică, strânsă la bază, gravată cu crini heraldici răspândiți pe toată suprafața; cromatică: auriu irizat; semnat pe talpă: “LCT Favrile”. Face parte dintr-un serviciu pentru băut, ce cuprinde în total 98 de piese, din care 12 bucăți de acest tip. | Muzeul Național Peleș, Sinaia                              | Cimec    |
|      | Pahar de lichior                                                | Datare: Sec. XX;1/4 Școală: Tiffany Louis Comfort; New York Material: Cristal; colorare în masă; suflare liberă; irizare tip Favrile; gravare                                                                                   | Pahar pentru lichior cu talpă circulară; picior înalt, subțire; cupă adâncă, cilindrică, strânsă la bază, gravată cu crini heraldici răspândiți pe toată suprafața; cromatică: auriu irizat; semnat pe talpă: “LCT Favrile”. Face parte dintr-un serviciu pentru băut, ce cuprinde în total 98 de piese, din care 12 bucăți de acest tip. | Muzeul Național Peleș, Sinaia                              | Cimec    |
|      | Pahar de lichior                                                | Datare: Sec. XX;1/4 Școală: Tiffany Louis Comfort; New York Material: Cristal; colorare în masă; suflare liberă; irizare tip Favrile; gravare                                                                                   | Pahar pentru lichior cu talpă circulară; picior înalt, subțire; cupă adâncă, cilindrică, strânsă la bază, gravată cu crini heraldici răspândiți pe toată suprafața; cromatică: auriu irizat; semnat pe talpă: “LCT Favrile”. Face parte dintr-un serviciu pentru băut, ce cuprinde în total 98 de piese, din care 12 bucăți de acest tip. | Muzeul Național Peleș, Sinaia                              | Cimec    |
|      | Pahar de lichior                                                | Datare: Sec. XX;1/4 Școală: Tiffany Louis Comfort; New York Material: Cristal; colorare în masă; suflare liberă; irizare tip Favrile; gravare                                                                                   | Pahar pentru lichior cu talpă circulară; picior înalt, subțire; cupă adâncă, cilindrică, strânsă la bază, gravată cu crini heraldici răspândiți pe toată suprafața; cromatică: auriu irizat; semnat pe talpă: “LCT Favrile”. Face parte dintr-un serviciu pentru băut, ce cuprinde în total 98 de piese, din care 12 bucăți de acest tip. | Muzeul Național Peleș, Sinaia                              | Cimec    |
|      | Pahar de lichior                                                | Datare: Sec. XX;1/4 Școală: Tiffany Louis Comfort; New York Material: Cristal; colorare în masă; suflare liberă; irizare tip Favrile; gravare                                                                                   | Pahar pentru lichior cu talpă circulară; picior înalt, subțire; cupă adâncă, cilindrică, strânsă la bază, gravată cu crini heraldici răspândiți pe toată suprafața; cromatică: auriu irizat; semnat pe talpă: “LCT Favrile”. Face parte dintr-un serviciu pentru băut, ce cuprinde în total 98 de piese, din care 12 bucăți de acest tip. | Muzeul Național Peleș, Sinaia                              | Cimec    |
|      | Pahar de lichior                                                | Datare: Sec. XX;1/4 Școală: Tiffany Louis Comfort; New York Material: Cristal; colorare în masă; suflare liberă; irizare tip Favrile; gravare                                                                                   | Pahar pentru lichior cu talpă circulară; picior înalt, subțire; cupă adâncă, cilindrică, strânsă la bază, gravată cu crini heraldici răspândiți pe toată suprafața; cromatică: auriu irizat; semnat pe talpă: “LCT Favrile”. Face parte dintr-un serviciu pentru băut, ce cuprinde în total 98 de piese, din care 12 bucăți de acest tip. | Muzeul Național Peleș, Sinaia                              | Cimec    |
|      | Pahar de lichior                                                | Datare: Sec. XX;1/4 Școală: Tiffany Louis Comfort; New York Material: Cristal; colorare în masă; suflare liberă; irizare tip Favrile; gravare                                                                                   | Pahar pentru lichior cu talpă circulară; picior înalt, subțire; cupă adâncă, cilindrică, strânsă la bază, gravată cu crini heraldici răspândiți pe toată suprafața; cromatică: auriu irizat; semnat pe talpă: “LCT Favrile”. Face parte dintr-un serviciu pentru băut, ce cuprinde în total 98 de piese, din care 12 bucăți de acest tip. | Muzeul Național Peleș, Sinaia                              | Cimec    |
|      | Pahar de lichior                                                | Datare: Sec. XX;1/4 Școală: Tiffany Louis Comfort; New York Material: Cristal; colorare în masă; suflare liberă; irizare tip Favrile; gravare                                                                                   | Pahar pentru lichior cu talpă circulară; picior înalt, subțire; cupă adâncă, cilindrică, strânsă la bază, gravată cu crini heraldici răspândiți pe toată suprafața; cromatică: auriu irizat; semnat pe talpă: “LCT Favrile”. Face parte dintr-un serviciu pentru băut, ce cuprinde în total 98 de piese, din care 12 bucăți de acest tip. | Muzeul Național Peleș, Sinaia                              | Cimec    |
|      | Pahar de lichior                                                | Datare: Sec. XX;1/4 Școală: Tiffany Louis Comfort; New York Material: Cristal; colorare în masă; suflare liberă; irizare tip Favrile; gravare                                                                                   | Pahar pentru lichior cu talpă circulară; picior înalt, subțire; cupă adâncă, cilindrică, strânsă la bază, gravată cu crini heraldici răspândiți pe toată suprafața; cromatică: auriu irizat; semnat pe talpă: “LCT Favrile”. Face parte dintr-un serviciu pentru băut, ce cuprinde în total 98 de piese, din care 12 bucăți de acest tip. | Muzeul Național Peleș, Sinaia                              | Cimec    |
|      | Pahar de vin                                                    | Datare: Sec. XX;1/4 Școală: Tiffany Louis Comfort; New York Material: Cristal; colorare în masă; suflare liberă; irizare tip Favrile; gravare                                                                                   | Pahar mic pentru vin cu talpă circulară; picior înalt, subțire; cupă adâncă, cilindrică, strânsă la bază, gravată cu crini heraldici răspândiți pe toată suprafața; cromatică: auriu irizat; semnat pe talpă: “LCT Favrile”. Face parte dintr-un serviciu pentru băut, ce cuprinde în total 98 de piese, din care 12 bucăți de acest tip. | Muzeul Național Peleș, Sinaia                              | Cimec    |
|      | Pahar de vin                                                    | Datare: Sec. XX;1/4 Școală: Tiffany Louis Comfort; New York Material: Cristal; colorare în masă; suflare liberă; irizare tip Favrile; gravare                                                                                   | Pahar mic pentru vin cu talpă circulară; picior înalt, subțire; cupă adâncă, cilindrică, strânsă la bază, gravată cu crini heraldici răspândiți pe toată suprafața; cromatică: auriu irizat; semnat pe talpă: “LCT Favrile”. Face parte dintr-un serviciu pentru băut, ce cuprinde în total 98 de piese, din care 12 bucăți de acest tip. | Muzeul Național Peleș, Sinaia                              | Cimec    |
|      | Pahar de vin                                                    | Datare: Sec. XX;1/4 Școală: Tiffany Louis Comfort; New York Material: Cristal; colorare în masă; suflare liberă; irizare tip Favrile; gravare                                                                                   | Pahar mic pentru vin cu talpă circulară; picior înalt, subțire; cupă adâncă, cilindrică, strânsă la bază, gravată cu crini heraldici răspândiți pe toată suprafața; cromatică: auriu irizat; semnat pe talpă: “LCT Favrile”. Face parte dintr-un serviciu pentru băut, ce cuprinde în total 98 de piese, din care 12 bucăți de acest tip. | Muzeul Național Peleș, Sinaia                              | Cimec    |
|      | Pahar de vin                                                    | Datare: Sec. XX;1/4 Școală: Tiffany Louis Comfort; New York Material: Cristal; colorare în masă; suflare liberă; irizare tip Favrile; gravare                                                                                   | Pahar mic pentru vin cu talpă circulară; picior înalt, subțire; cupă adâncă, cilindrică, strânsă la bază, gravată cu crini heraldici răspândiți pe toată suprafața; cromatică: auriu irizat; semnat pe talpă: “LCT Favrile”. Face parte dintr-un serviciu pentru băut, ce cuprinde în total 98 de piese, din care 12 bucăți de acest tip. | Muzeul Național Peleș, Sinaia                              | Cimec    |
|      | Pahar de vin                                                    | Datare: Sec. XX;1/4 Școală: Tiffany Louis Comfort; New York Material: Cristal; colorare în masă; suflare liberă; irizare tip Favrile; gravare                                                                                   | Pahar mic pentru vin cu talpă circulară; picior înalt, subțire; cupă adâncă, cilindrică, strânsă la bază, gravată cu crini heraldici răspândiți pe toată suprafața; cromatică: auriu irizat; semnat pe talpă: “LCT Favrile”. Face parte dintr-un serviciu pentru băut, ce cuprinde în total 98 de piese, din care 12 bucăți de acest tip. | Muzeul Național Peleș, Sinaia                              | Cimec    |
|      | Pahar de vin                                                    | Datare: Sec. XX;1/4 Școală: Tiffany Louis Comfort; New York Material: Cristal; colorare în masă; suflare liberă; irizare tip Favrile; gravare                                                                                   | Pahar mic pentru vin cu talpă circulară; picior înalt, subțire; cupă adâncă, cilindrică, strânsă la bază, gravată cu crini heraldici răspândiți pe toată suprafața; cromatică: auriu irizat; semnat pe talpă: “LCT Favrile”. Face parte dintr-un serviciu pentru băut, ce cuprinde în total 98 de piese, din care 12 bucăți de acest tip. | Muzeul Național Peleș, Sinaia                              | Cimec    |
|      | Pahar de vin                                                    | Datare: Sec. XX;1/4 Școală: Tiffany Louis Comfort; New York Material: Cristal; colorare în masă; suflare liberă; irizare tip Favrile; gravare                                                                                   | Pahar mic pentru vin cu talpă circulară; picior înalt, subțire; cupă adâncă, cilindrică, strânsă la bază, gravată cu crini heraldici răspândiți pe toată suprafața; cromatică: auriu irizat; semnat pe talpă: “LCT Favrile”. Face parte dintr-un serviciu pentru băut, ce cuprinde în total 98 de piese, din care 12 bucăți de acest tip. | Muzeul Național Peleș, Sinaia                              | Cimec    |
|      | Pahar de vin                                                    | Datare: Sec. XX;1/4 Școală: Tiffany Louis Comfort; New York Material: Cristal; colorare în masă; suflare liberă; irizare tip Favrile; gravare                                                                                   | Pahar mic pentru vin cu talpă circulară; picior înalt, subțire; cupă adâncă, cilindrică, strânsă la bază, gravată cu crini heraldici răspândiți pe toată suprafața; cromatică: auriu irizat; semnat pe talpă: “LCT Favrile”. Face parte dintr-un serviciu pentru băut, ce cuprinde în total 98 de piese, din care 12 bucăți de acest tip. | Muzeul Național Peleș, Sinaia                              | Cimec    |
|      | Pahar de vin                                                    | Datare: Sec. XX;1/4 Școală: Tiffany Louis Comfort; New York Material: Cristal; colorare în masă; suflare liberă; irizare tip Favrile; gravare                                                                                   | Pahar mic pentru vin cu talpă circulară; picior înalt, subțire; cupă adâncă, cilindrică, strânsă la bază, gravată cu crini heraldici răspândiți pe toată suprafața; cromatică: auriu irizat; semnat pe talpă: “LCT Favrile”. Face parte dintr-un serviciu pentru băut, ce cuprinde în total 98 de piese, din care 12 bucăți de acest tip. | Muzeul Național Peleș, Sinaia                              | Cimec    |
|      | Pahar de vin                                                    | Datare: Sec. XX;1/4 Școală: Tiffany Louis Comfort; New York Material: Cristal; colorare în masă; suflare liberă; irizare tip Favrile; gravare                                                                                   | Pahar mic pentru vin cu talpă circulară; picior înalt, subțire; cupă adâncă, cilindrică, strânsă la bază, gravată cu crini heraldici răspândiți pe toată suprafața; cromatică: auriu irizat; semnat pe talpă: “LCT Favrile”. Face parte dintr-un serviciu pentru băut, ce cuprinde în total 98 de piese, din care 12 bucăți de acest tip. | Muzeul Național Peleș, Sinaia                              | Cimec    |
|      | Pahar de vin                                                    | Datare: Sec. XX;1/4 Școală: Tiffany Louis Comfort; New York Material: Cristal; colorare în masă; suflare liberă; irizare tip Favrile; gravare                                                                                   | Pahar mic pentru vin cu talpă circulară; picior înalt, subțire; cupă adâncă, cilindrică, strânsă la bază, gravată cu crini heraldici răspândiți pe toată suprafața; cromatică: auriu irizat; semnat pe talpă: “LCT Favrile”. Face parte dintr-un serviciu pentru băut, ce cuprinde în total 98 de piese, din care 12 bucăți de acest tip. | Muzeul Național Peleș, Sinaia                              | Cimec    |
|      | Pahar de vin                                                    | Datare: Sec. XX;1/4 Școală: Tiffany Louis Comfort; New York Material: Cristal; colorare în masă; suflare liberă; irizare tip Favrile; gravare                                                                                   | Pahar mic pentru vin cu talpă circulară; picior înalt, subțire; cupă adâncă, cilindrică, strânsă la bază, gravată cu crini heraldici răspândiți pe toată suprafața; cromatică: auriu irizat; semnat pe talpă: “LCT Favrile”. Face parte dintr-un serviciu pentru băut, ce cuprinde în total 98 de piese, din care 12 bucăți de acest tip. | Muzeul Național Peleș, Sinaia                              | Cimec    |
|      | Pahar de vin                                                    | Datare: Sec. XX;1/4 Școală: Tiffany Louis Comfort; New York Material: Cristal; colorare în masă; suflare liberă; irizare tip Favrile; gravare                                                                                   | Pahar pentru vin cu talpă circulară; picior înalt, subțire; cupă adâncă, cilindrică, strânsă la bază, gravată cu crini heraldici răspândiți pe toată suprafața; cromatică: auriu irizat; semnat pe talpă: “LCT Favrile”. Face parte dintr-un serviciu pentru băut, ce cuprinde în total 98 de piese, din care 12 bucăți de acest tip. | Muzeul Național Peleș, Sinaia                              | Cimec    |
|      | Pahar de vin                                                    | Datare: Sec. XX;1/4 Școală: Tiffany Louis Comfort; New York Material: Cristal; colorare în masă; suflare liberă; irizare tip Favrile; gravare                                                                                   | Pahar pentru vin cu talpă circulară; picior înalt, subțire; cupă adâncă, cilindrică, strânsă la bază, gravată cu crini heraldici răspândiți pe toată suprafața; cromatică: auriu irizat; semnat pe talpă: “LCT Favrile”. Face parte dintr-un serviciu pentru băut, ce cuprinde în total 98 de piese, din care 12 bucăți de acest tip. | Muzeul Național Peleș, Sinaia                              | Cimec    |
|      | Pahar de vin                                                    | Datare: Sec. XX;1/4 Școală: Tiffany Louis Comfort; New York Material: Cristal; colorare în masă; suflare liberă; irizare tip Favrile; gravare                                                                                   | Pahar pentru vin cu talpă circulară; picior înalt, subțire; cupă adâncă, cilindrică, strânsă la bază, gravată cu crini heraldici răspândiți pe toată suprafața; cromatică: auriu irizat; semnat pe talpă: “LCT Favrile”. Face parte dintr-un serviciu pentru băut, ce cuprinde în total 98 de piese, din care 12 bucăți de acest tip. | Muzeul Național Peleș, Sinaia                              | Cimec    |
|      | Pahar de vin                                                    | Datare: Sec. XX;1/4 Școală: Tiffany Louis Comfort; New York Material: Cristal; colorare în masă; suflare liberă; irizare tip Favrile; gravare                                                                                   | Pahar pentru vin cu talpă circulară; picior înalt, subțire; cupă adâncă, cilindrică, strânsă la bază, gravată cu crini heraldici răspândiți pe toată suprafața; cromatică: auriu irizat; semnat pe talpă: “LCT Favrile”. Face parte dintr-un serviciu pentru băut, ce cuprinde în total 98 de piese, din care 12 bucăți de acest tip. | Muzeul Național Peleș, Sinaia                              | Cimec    |
|      | Pahar de vin                                                    | Datare: Sec. XX;1/4 Școală: Tiffany Louis Comfort; New York Material: Cristal; colorare în masă; suflare liberă; irizare tip Favrile; gravare                                                                                   | Pahar pentru vin cu talpă circulară; picior înalt, subțire; cupă adâncă, cilindrică, strânsă la bază, gravată cu crini heraldici răspândiți pe toată suprafața; cromatică: auriu irizat; semnat pe talpă: “LCT Favrile”. Face parte dintr-un serviciu pentru băut, ce cuprinde în total 98 de piese, din care 12 bucăți de acest tip. | Muzeul Național Peleș, Sinaia                              | Cimec    |
|      | Pahar de vin                                                    | Datare: Sec. XX;1/4 Școală: Tiffany Louis Comfort; New York Material: Cristal; colorare în masă; suflare liberă; irizare tip Favrile; gravare                                                                                   | Pahar pentru vin cu talpă circulară; picior înalt, subțire; cupă adâncă, cilindrică, strânsă la bază, gravată cu crini heraldici răspândiți pe toată suprafața; cromatică: auriu irizat; semnat pe talpă: “LCT Favrile”. Face parte dintr-un serviciu pentru băut, ce cuprinde în total 98 de piese, din care 12 bucăți de acest tip. | Muzeul Național Peleș, Sinaia                              | Cimec    |
|      | Pahar de vin                                                    | Datare: Sec. XX;1/4 Școală: Tiffany Louis Comfort; New York Material: Cristal; colorare în masă; suflare liberă; irizare tip Favrile; gravare                                                                                   | Pahar pentru vin cu talpă circulară; picior înalt, subțire; cupă adâncă, cilindrică, strânsă la bază, gravată cu crini heraldici răspândiți pe toată suprafața; cromatică: auriu irizat; semnat pe talpă: “LCT Favrile”. Face parte dintr-un serviciu pentru băut, ce cuprinde în total 98 de piese, din care 12 bucăți de acest tip. | Muzeul Național Peleș, Sinaia                              | Cimec    |
|      | Pahar de vin                                                    | Datare: Sec. XX;1/4 Școală: Tiffany Louis Comfort; New York Material: Cristal; colorare în masă; suflare liberă; irizare tip Favrile; gravare                                                                                   | Pahar pentru vin cu talpă circulară; picior înalt, subțire; cupă adâncă, cilindrică, strânsă la bază, gravată cu crini heraldici răspândiți pe toată suprafața; cromatică: auriu irizat; semnat pe talpă: “LCT Favrile”. Face parte dintr-un serviciu pentru băut, ce cuprinde în total 98 de piese, din care 12 bucăți de acest tip. | Muzeul Național Peleș, Sinaia                              | Cimec    |
|      | Pahar de vin                                                    | Datare: Sec. XX;1/4 Școală: Tiffany Louis Comfort; New York Material: Cristal; colorare în masă; suflare liberă; irizare tip Favrile; gravare                                                                                   | Pahar pentru vin cu talpă circulară; picior înalt, subțire; cupă adâncă, cilindrică, strânsă la bază, gravată cu crini heraldici răspândiți pe toată suprafața; cromatică: auriu irizat; semnat pe talpă: “LCT Favrile”. Face parte dintr-un serviciu pentru băut, ce cuprinde în total 98 de piese, din care 12 bucăți de acest tip. | Muzeul Național Peleș, Sinaia                              | Cimec    |
|      | Pahar de vin                                                    | Datare: Sec. XX;1/4 Școală: Tiffany Louis Comfort; New York Material: Cristal; colorare în masă; suflare liberă; irizare tip Favrile; gravare                                                                                   | Pahar pentru vin cu talpă circulară; picior înalt, subțire; cupă adâncă, cilindrică, strânsă la bază, gravată cu crini heraldici răspândiți pe toată suprafața; cromatică: auriu irizat; semnat pe talpă: “LCT Favrile”. Face parte dintr-un serviciu pentru băut, ce cuprinde în total 98 de piese, din care 12 bucăți de acest tip. | Muzeul Național Peleș, Sinaia                              | Cimec    |
|      | Pahar de vin                                                    | Datare: Sec. XX;1/4 Școală: Tiffany Louis Comfort; New York Material: Cristal; colorare în masă; suflare liberă; irizare tip Favrile; gravare                                                                                   | Pahar pentru vin cu talpă circulară; picior înalt, subțire; cupă adâncă, cilindrică, strânsă la bază, gravată cu crini heraldici răspândiți pe toată suprafața; cromatică: auriu irizat; semnat pe talpă: “LCT Favrile”. Face parte dintr-un serviciu pentru băut, ce cuprinde în total 98 de piese, din care 12 bucăți de acest tip. | Muzeul Național Peleș, Sinaia                              | Cimec    |
|      | Pahar de vin                                                    | Datare: Sec. XX;1/4 Școală: Tiffany Louis Comfort; New York Material: Cristal; colorare în masă; suflare liberă; irizare tip Favrile; gravare                                                                                   | Pahar pentru vin cu talpă circulară; picior înalt, subțire; cupă adâncă, cilindrică, strânsă la bază, gravată cu crini heraldici răspândiți pe toată suprafața; cromatică: auriu irizat; semnat pe talpă: “LCT Favrile”. Face parte dintr-un serviciu pentru băut, ce cuprinde în total 98 de piese, din care 12 bucăți de acest tip. | Muzeul Național Peleș, Sinaia                              | Cimec    |
|      | Pahar de apă                                                    | Datare: Sec. XX;1/4 Școală: Tiffany Louis Comfort; New York Material: Cristal; colorare în masă; suflare liberă; irizare tip Favrile; gravare                                                                                   | Pahar pentru apă cu talpă circulară; picior înalt, subțire; cupă adâncă, cilindrică, strânsă la bază, gravată cu crini heraldici răspândiți pe toată suprafața; cromatică: auriu irizat; semnat pe talpă: “LCT Favrile”. Face parte dintr-un serviciu pentru băut, ce cuprinde în total 98 de piese, din care 12 bucăți de acest tip. | Muzeul Național Peleș, Sinaia                              | Cimec    |
|      | Pahar de apă                                                    | Datare: Sec. XX;1/4 Școală: Tiffany Louis Comfort; New York Material: Cristal; colorare în masă; suflare liberă; irizare tip Favrile; gravare                                                                                   | Pahar pentru apă cu talpă circulară; picior înalt, subțire; cupă adâncă, cilindrică, strânsă la bază, gravată cu crini heraldici răspândiți pe toată suprafața; cromatică: auriu irizat; semnat pe talpă: “LCT Favrile”. Face parte dintr-un serviciu pentru băut, ce cuprinde în total 98 de piese, din care 12 bucăți de acest tip. | Muzeul Național Peleș, Sinaia                              | Cimec    |
|      | Pahar de apă                                                    | Datare: Sec. XX;1/4 Școală: Tiffany Louis Comfort; New York Material: Cristal; colorare în masă; suflare liberă; irizare tip Favrile; gravare                                                                                   | Pahar pentru apă cu talpă circulară; picior înalt, subțire; cupă adâncă, cilindrică, strânsă la bază, gravată cu crini heraldici răspândiți pe toată suprafața; cromatică: auriu irizat; semnat pe talpă: “LCT Favrile”. Face parte dintr-un serviciu pentru băut, ce cuprinde în total 98 de piese, din care 12 bucăți de acest tip. | Muzeul Național Peleș, Sinaia                              | Cimec    |
|      | Pahar de apă                                                    | Datare: Sec. XX;1/4 Școală: Tiffany Louis Comfort; New York Material: Cristal; colorare în masă; suflare liberă; irizare tip Favrile; gravare                                                                                   | Pahar pentru apă cu talpă circulară; picior înalt, subțire; cupă adâncă, cilindrică, strânsă la bază, gravată cu crini heraldici răspândiți pe toată suprafața; cromatică: auriu irizat; semnat pe talpă: “LCT Favrile”. Face parte dintr-un serviciu pentru băut, ce cuprinde în total 98 de piese, din care 12 bucăți de acest tip. | Muzeul Național Peleș, Sinaia                              | Cimec    |
|      | Pahar de apă                                                    | Datare: Sec. XX;1/4 Școală: Tiffany Louis Comfort; New York Material: Cristal; colorare în masă; suflare liberă; irizare tip Favrile; gravare                                                                                   | Pahar pentru apă cu talpă circulară; picior înalt, subțire; cupă adâncă, cilindrică, strânsă la bază, gravată cu crini heraldici răspândiți pe toată suprafața; cromatică: auriu irizat; semnat pe talpă: “LCT Favrile”. Face parte dintr-un serviciu pentru băut, ce cuprinde în total 98 de piese, din care 12 bucăți de acest tip. | Muzeul Național Peleș, Sinaia                              | Cimec    |
|      | Pahar de apă                                                    | Datare: Sec. XX;1/4 Școală: Tiffany Louis Comfort; New York Material: Cristal; colorare în masă; suflare liberă; irizare tip Favrile; gravare                                                                                   | Pahar pentru apă cu talpă circulară; picior înalt, subțire; cupă adâncă, cilindrică, strânsă la bază, gravată cu crini heraldici răspândiți pe toată suprafața; cromatică: auriu irizat; semnat pe talpă: “LCT Favrile”. Face parte dintr-un serviciu pentru băut, ce cuprinde în total 98 de piese, din care 12 bucăți de acest tip. | Muzeul Național Peleș, Sinaia                              | Cimec    |
|      | Pahar de apă                                                    | Datare: Sec. XX;1/4 Școală: Tiffany Louis Comfort; New York Material: Cristal; colorare în masă; suflare liberă; irizare tip Favrile; gravare                                                                                   | Pahar pentru apă cu talpă circulară; picior înalt, subțire; cupă adâncă, cilindrică, strânsă la bază, gravată cu crini heraldici răspândiți pe toată suprafața; cromatică: auriu irizat; semnat pe talpă: “LCT Favrile”. Face parte dintr-un serviciu pentru băut, ce cuprinde în total 98 de piese, din care 12 bucăți de acest tip. | Muzeul Național Peleș, Sinaia                              | Cimec    |
|      | Pahar de apă                                                    | Datare: Sec. XX;1/4 Școală: Tiffany Louis Comfort; New York Material: Cristal; colorare în masă; suflare liberă; irizare tip Favrile; gravare                                                                                   | Pahar pentru apă cu talpă circulară; picior înalt, subțire; cupă adâncă, cilindrică, strânsă la bază, gravată cu crini heraldici răspândiți pe toată suprafața; cromatică: auriu irizat; semnat pe talpă: “LCT Favrile”. Face parte dintr-un serviciu pentru băut, ce cuprinde în total 98 de piese, din care 12 bucăți de acest tip. | Muzeul Național Peleș, Sinaia                              | Cimec    |
|      | Pahar de apă                                                    | Datare: Sec. XX;1/4 Școală: Tiffany Louis Comfort; New York Material: Cristal; colorare în masă; suflare liberă; irizare tip Favrile; gravare                                                                                   | Pahar pentru apă cu talpă circulară; picior înalt, subțire; cupă adâncă, cilindrică, strânsă la bază, gravată cu crini heraldici răspândiți pe toată suprafața; cromatică: auriu irizat; semnat pe talpă: “LCT Favrile”. Face parte dintr-un serviciu pentru băut, ce cuprinde în total 98 de piese, din care 12 bucăți de acest tip. | Muzeul Național Peleș, Sinaia                              | Cimec    |
|      | Pahar de apă                                                    | Datare: Sec. XX;1/4 Școală: Tiffany Louis Comfort; New York Material: Cristal; colorare în masă; suflare liberă; irizare tip Favrile; gravare                                                                                   | Pahar pentru apă cu talpă circulară; picior înalt, subțire; cupă adâncă, cilindrică, strânsă la bază, gravată cu crini heraldici răspândiți pe toată suprafața; cromatică: auriu irizat; semnat pe talpă: “LCT Favrile”. Face parte dintr-un serviciu pentru băut, ce cuprinde în total 98 de piese, din care 12 bucăți de acest tip. | Muzeul Național Peleș, Sinaia                              | Cimec    |
|      | Pahar de apă                                                    | Datare: Sec. XX;1/4 Școală: Tiffany Louis Comfort; New York Material: Cristal; colorare în masă; suflare liberă; irizare tip Favrile; gravare                                                                                   | Pahar pentru apă cu talpă circulară; picior înalt, subțire; cupă adâncă, cilindrică, strânsă la bază, gravată cu crini heraldici răspândiți pe toată suprafața; cromatică: auriu irizat; semnat pe talpă: “LCT Favrile”. Face parte dintr-un serviciu pentru băut, ce cuprinde în total 98 de piese, din care 12 bucăți de acest tip. | Muzeul Național Peleș, Sinaia                              | Cimec    |
|      | Pahar de apă                                                    | Datare: Sec. XX;1/4 Școală: Tiffany Louis Comfort; New York Material: Cristal; colorare în masă; suflare liberă; irizare tip Favrile; gravare                                                                                   | Pahar pentru apă cu talpă circulară; picior înalt, subțire; cupă adâncă, cilindrică, strânsă la bază, gravată cu crini heraldici răspândiți pe toată suprafața; cromatică: auriu irizat; semnat pe talpă: “LCT Favrile”. Face parte dintr-un serviciu pentru băut, ce cuprinde în total 98 de piese, din care 12 bucăți de acest tip. | Muzeul Național Peleș, Sinaia                              | Cimec    |
|      | Pahar de șampanie                                               | Datare: Sec. XX;1/4 Școală: Tiffany Louis Comfort; New York Material: Cristal; colorare în masă; suflare liberă; irizare tip Favrile; gravare                                                                                   | Pahar pentru șampanie cu talpă circulară; picior înalt, subțire; cupa largă, strânsă la bază, gravată cu crini heraldici răspândiți pe toată suprafața; cromatică: auriu irizat. Semnat pe talpă: “LCT Favrile”. Face parte dintr-un serviciu pentru băut, ce cuprinde în total 98 de piese, din care 12 bucăți de acest tip. | Muzeul Național Peleș, Sinaia                              | Cimec    |
|      | Pahar de șampanie                                               | Datare: Sec. XX;1/4 Școală: Tiffany Louis Comfort; New York Material: Cristal; colorare în masă; suflare liberă; irizare tip Favrile; gravare                                                                                   | Pahar pentru șampanie cu talpă circulară; picior înalt, subțire; cupa largă, strânsă la bază, gravată cu crini heraldici răspândiți pe toată suprafața; cromatică: auriu irizat. Semnat pe talpă: “LCT Favrile”. Face parte dintr-un serviciu pentru băut, ce cuprinde în total 98 de piese, din care 12 bucăți de acest tip. | Muzeul Național Peleș, Sinaia                              | Cimec    |
|      | Pahar de șampanie                                               | Datare: Sec. XX;1/4 Școală: Tiffany Louis Comfort; New York Material: Cristal; colorare în masă; suflare liberă; irizare tip Favrile; gravare                                                                                   | Pahar pentru șampanie cu talpă circulară; picior înalt, subțire; cupa largă, strânsă la bază, gravată cu crini heraldici răspândiți pe toată suprafața; cromatică: auriu irizat. Semnat pe talpă: “LCT Favrile”. Face parte dintr-un serviciu pentru băut, ce cuprinde în total 98 de piese, din care 12 bucăți de acest tip. | Muzeul Național Peleș, Sinaia                              | Cimec    |
|      | Pahar de șampanie                                               | Datare: Sec. XX;1/4 Școală: Tiffany Louis Comfort; New York Material: Cristal; colorare în masă; suflare liberă; irizare tip Favrile; gravare                                                                                   | Pahar pentru șampanie cu talpă circulară; picior înalt, subțire; cupa largă, strânsă la bază, gravată cu crini heraldici răspândiți pe toată suprafața; cromatică: auriu irizat. Semnat pe talpă: “LCT Favrile”. Face parte dintr-un serviciu pentru băut, ce cuprinde în total 98 de piese, din care 12 bucăți de acest tip. | Muzeul Național Peleș, Sinaia                              | Cimec    |
|      | Pahar de șampanie                                               | Datare: Sec. XX;1/4 Școală: Tiffany Louis Comfort; New York Material: Cristal; colorare în masă; suflare liberă; irizare tip Favrile; gravare                                                                                   | Pahar pentru șampanie cu talpă circulară; picior înalt, subțire; cupa largă, strânsă la bază, gravată cu crini heraldici răspândiți pe toată suprafața; cromatică: auriu irizat. Semnat pe talpă: “LCT Favrile”. Face parte dintr-un serviciu pentru băut, ce cuprinde în total 98 de piese, din care 12 bucăți de acest tip. | Muzeul Național Peleș, Sinaia                              | Cimec    |
|      | Pahar de șampanie                                               | Datare: Sec. XX;1/4 Școală: Tiffany Louis Comfort; New York Material: Cristal; colorare în masă; suflare liberă; irizare tip Favrile; gravare                                                                                   | Pahar pentru șampanie cu talpă circulară; picior înalt, subțire; cupa largă, strânsă la bază, gravată cu crini heraldici răspândiți pe toată suprafața; cromatică: auriu irizat. Semnat pe talpă: “LCT Favrile”. Face parte dintr-un serviciu pentru băut, ce cuprinde în total 98 de piese, din care 12 bucăți de acest tip. | Muzeul Național Peleș, Sinaia                              | Cimec    |
|      | Pahar de șampanie                                               | Datare: Sec. XX;1/4 Școală: Tiffany Louis Comfort; New York Material: Cristal; colorare în masă; suflare liberă; irizare tip Favrile; gravare                                                                                   | Pahar pentru șampanie cu talpă circulară; picior înalt, subțire; cupa largă, strânsă la bază, gravată cu crini heraldici răspândiți pe toată suprafața; cromatică: auriu irizat. Semnat pe talpă: “LCT Favrile”. Face parte dintr-un serviciu pentru băut, ce cuprinde în total 98 de piese, din care 12 bucăți de acest tip. | Muzeul Național Peleș, Sinaia                              | Cimec    |
|      | Pahar de șampanie                                               | Datare: Sec. XX;1/4 Școală: Tiffany Louis Comfort; New York Material: Cristal; colorare în masă; suflare liberă; irizare tip Favrile; gravare                                                                                   | Pahar pentru șampanie cu talpă circulară; picior înalt, subțire; cupa largă, strânsă la bază, gravată cu crini heraldici răspândiți pe toată suprafața; cromatică: auriu irizat. Semnat pe talpă: “LCT Favrile”. Face parte dintr-un serviciu pentru băut, ce cuprinde în total 98 de piese, din care 12 bucăți de acest tip. | Muzeul Național Peleș, Sinaia                              | Cimec    |
|      | Pahar de șampanie                                               | Datare: Sec. XX;1/4 Școală: Tiffany Louis Comfort; New York Material: Cristal; colorare în masă; suflare liberă; irizare tip Favrile; gravare                                                                                   | Pahar pentru șampanie cu talpă circulară; picior înalt, subțire; cupa largă, strânsă la bază, gravată cu crini heraldici răspândiți pe toată suprafața; cromatică: auriu irizat. Semnat pe talpă: “LCT Favrile”. Face parte dintr-un serviciu pentru băut, ce cuprinde în total 98 de piese, din care 12 bucăți de acest tip. | Muzeul Național Peleș, Sinaia                              | Cimec    |
|      | Pahar de șampanie                                               | Datare: Sec. XX;1/4 Școală: Tiffany Louis Comfort; New York Material: Cristal; colorare în masă; suflare liberă; irizare tip Favrile; gravare                                                                                   | Pahar pentru șampanie cu talpă circulară; picior înalt, subțire; cupa largă, strânsă la bază, gravată cu crini heraldici răspândiți pe toată suprafața; cromatică: auriu irizat. Semnat pe talpă: “LCT Favrile”. Face parte dintr-un serviciu pentru băut, ce cuprinde în total 98 de piese, din care 12 bucăți de acest tip. | Muzeul Național Peleș, Sinaia                              | Cimec    |
|      | Pahar de șampanie                                               | Datare: Sec. XX;1/4 Școală: Tiffany Louis Comfort; New York Material: Cristal; colorare în masă; suflare liberă; irizare tip Favrile; gravare                                                                                   | Pahar pentru șampanie cu talpă circulară; picior înalt, subțire; cupa largă, strânsă la bază, gravată cu crini heraldici răspândiți pe toată suprafața; cromatică: auriu irizat. Semnat pe talpă: “LCT Favrile”. Face parte dintr-un serviciu pentru băut, ce cuprinde în total 98 de piese, din care 12 bucăți de acest tip. | Muzeul Național Peleș, Sinaia                              | Cimec    |
|      | Pahar de șampanie                                               | Datare: Sec. XX;1/4 Școală: Tiffany Louis Comfort; New York Material: Cristal; colorare în masă; suflare liberă; irizare tip Favrile; gravare                                                                                   | Pahar pentru șampanie cu talpă circulară; picior înalt, subțire; cupa largă, strânsă la bază, gravată cu crini heraldici răspândiți pe toată suprafața; cromatică: auriu irizat. Semnat pe talpă: “LCT Favrile”. Face parte dintr-un serviciu pentru băut, ce cuprinde în total 98 de piese, din care 12 bucăți de acest tip. | Muzeul Național Peleș, Sinaia                              | Cimec    |
|      | Casetă Autor: Szirmai Tony Antal                                | Datare: 1906 Școală: Atelier Christofle, Paris Material: argint aurit; turnat; presat; gravat; cizelat | Casetă de formă paralelipipedică, pe talpă în retragere, înaltă, cu inscripție în limba română, dedicație pentru regele Carol I din partea Casei Regale, cu ocazia aniversării a 40 de ani de domnie; latura frontală decorată cu scenă din Războiul de Independență, opus acesteia scenă agricolă, iar fețele laterale înfățișând Castelul Peleș și Castelul Sigmaringen. La colțurile casetei în ronde-bosse, doi soldați și doi țărani; capac prins în șarnieră, înalt, în retragere, în două registre, pe cel inferior cunună de lauri având în interior inscripție în limba latină – PAX LABOR, cel superior cu inscripție în limba română 10 MAIU 1866 - 10 MAIU 1906; pe capac în ronde-bosse vultur cu aripile deschise ținând în gheare un glob. | Muzeul Național Peleș, Sinaia                              | Cimec    |
|      | Pocal                                                           | Datare: Sec. XVIII;2/2 Școală: Atelier Frankfurt, Germania Material: argint aurit; turnat; ciocănit; gravat; incizat; poansonat; cizelat                                                                                        | Pocal mare, cu capac; pe talpă circulară, în retragere, cu decor ove godronate, porțiune în cavet cu console decupate, mărunte, în volute, iar la baza piciorului balustru, porțiune godronată, formată din opt lobi; la baza vasului corolă vegetală și console în volute decupate, surmontate de efigii, susținând vasul de formă bulbară, godronată în lobi, în două registre și decorație pe corp în benzi cu grupaje de fructe mărunte, volute vegetale și personaje feminine înaripate; corpul strâns sub buza bombată, godronată; capac cu buton supraînălțat, susținut de patru personaje feminine, terminat în fruct exotic (rodie); aurit în interior. | Muzeul Național Peleș, Sinaia                              | Cimec    |
|      | Cană de bere                                                    | Datare: cca. 1888 Școală: Atelier Simon Rosenau, Bad Kissingen, Germania Material: argint aurit; turnat; presat; ciocănit; gravat; incizat; poansonat; cizelat                                                                  | Talpă circulară ondulată, supraînălțată, corp cilindric, decor pe întreaga suprafață, motive vegetale, trofee militare și scenă de luptă între romani; capac prins în șarnieră, supraînălțat, cu decor vegetal și trofee militare; buton de prindere în ronde bosse soldat în armură completă medievală; ansa verticală, cariatidă supraînălțată. | Muzeul Național Peleș, Sinaia                              | Cimec    |
|      | Casetă                                                          | Datare: Sec. XIX;1/2 Școală: Atelier francez, Paris Material: argint aurit; turnat; presat; gravat; incizat; cizelat | Casetă paralelipipedică, pe talpă supraînălțată, în retragere, decorată cu ove, corpul decorat pe cele patru fețe cu medalioane cu scene din campaniile lui Napoleon din Malta, Egipt, Italia, Imperiul Habsburgic; la colțurile casetei nișe cu soldați francezi; capac supraînălțat cu șase vulturi imperiali în ronde bosse, central statueta ecvestră reprezentându-l pe Napoleon în uniformă militară. | Muzeul Național Peleș, Sinaia                              | Cimec    |
|      | Vas Autor: Désirée, Christian                                   | Datare: Sec. XX;1/4 Școală: “BURGUN, SCHVERER et Cie”, MEISENTHAL Material: sticlă; colorare în masă; suflare în tipar; stratificare; decor intercalat; pastă de sticlă; presare în tipar; aur coloidal; email; pictare manuală | Bază circulară, redusă; corp piriform; gât îngust; buză ușor evazată; decor pe întreaga suprafață: rezerve sugerând frunze, subliniate cu email verde și aur, cu motive florale intercalate între straturile de sticlă, alternate cu decor vegetal – ramuri, presat în pastă de sticlă; superior, în aur coloidal, friză cu păuni și în email, motive vegetale cărămizii. Decorația gâtului repetă decorația de la bază. Gravat pe reversul bazei, cruce de Lorena purtând marca: “B, S and C Meisenthal” și semnătura “D. Christian ft”. | Muzeul Național Peleș, Sinaia                              | Cimec    |
|      | Vas Autor: Désirée, Christian                                   | Datare: Sec. XX;1/4 Școală: “BURGUN, SCHVERER et Cie”, MEISENTHAL Material: sticlă; colorare în masă; suflare liberă; modelare; irizare; gravare cu acizi; pictare cu email; aurire parțială                                    | Talpă circulară, corp piriform, buză evazată, ondulată; cromatică: verde închis; decor pe întreaga suprafață, în ușor relief, pictat cu email, cu sublinieri în aur: crizanteme galbene pe fond mătuit. Marcat și semnat pe reversul bazei. | Muzeul Național Peleș, Sinaia                              | Cimec    |
|      | Vas Autor: Désirée, Christian                                   | Datare: Sec. XX;1/4 Școală: “BURGUN, SCHVERER et Cie”, MEISENTHAL Material: sticlă; colorare în masă; suflare liberă; somerso; decor intercalat; modelare; irizare; gravare cu acizi; pictare cu email; aurire parțială         | Talpă circulară, corp piriform, buză evazată, ondulată; cromatică: verde închis; decor pe întreaga suprafață, pictat cu email între straturile de sticlă (crizanteme galbene), degajat cu acizi și subliniat cu email și aur. Marcat și semnat pe reversul bazei. | Muzeul Național Peleș, Sinaia                              | Cimec    |
|      | Caravelă                                                        | Datare: Sec. XIX;4/4 Școală: Atelier Salviati, Veneția Material: sticlă; colorare în masă; suflare liberă; tragere; modelare; pulverizare cu aur                                                                                | Vas în formă de caravelă, din sticlă gălbuie, cu zone pulverizate cu aur și ornamente baghete albastru – verzui, pe picior înalt, cu ansă și țurțur. Reprezintă copia unui vas din argint, dăruit de către francezi împăratului Maximilian I. | Muzeul Național Peleș, Sinaia                              | Cimec    |
|      | Caravelă                                                        | Datare: Sec. XIX;4/4 Școală: Atelier Salviati, Veneția Material: sticlă; colorare în masă; suflare liberă; tragere; modelare; pulverizare cu aur                                                                                | Vas în formă de caravelă, din sticlă gălbuie, cu zone pulverizate cu aur și ornamente baghete albastru – verzui, pe picior înalt, cu ansă și țurțur. Reprezintă copia unui vas din argint dăruit de către francezi împăratului Maximilian I. | Muzeul Național Peleș, Sinaia                              | Cimec    |
|      | Cană Aiguière                                                   | Datare: 1872 - 1877 Școală: Atelier Salviati, Veneția Material: sticlă; colorare în masă; suflare liberă; modelare; pastilare; decor aplicat; pulverizare cu aur                                                                | Talpă circulară; picior balustru, scurt; corp piriform, decorat spre bază cu două șiruri de bumbi, în zona mediană centură cu aplicații de bumbi, alternând cu mascaroni și țurțure striat; gât înalt, ornat cu inel torsadat, evazat spre buza trilobată; toartă striată, supraînălțată, decorată cu aplicație ondulată. | Muzeul Național Peleș, Sinaia                              | Cimec    |
|      | Cupă decorativă                                                 | Datare: Sec. XIX;4/4 Școală: Atelier Salviati, Veneția Material: sticlă; colorare în masă; suflare liberă; modelare; pulverizare cu aur                                                                                         | Talpă circulară; picior balustru, mărunt; cupă ovală, amplă, cu marginea ondulată, central, element decorativ: balustru torsadat, decorat cu două lebede adosate, iar superior cu anou; cromatică: roz, alb. | Muzeul Național Peleș, Sinaia                              | Cimec    |
|      | Vas                                                             | Datare: Sec. XIX;4/4 Școală: Atelier Salviati, Veneția Material: sticlă; colorare în masă; suflare liberă; modelare; decor aplicat; pulverizare cu aur                                                                          | Talpă circulară, în retragere; picior balustru godronat; corp piriform, albastru deschis, pe care este aplicată cunună de flori și frunze; capac cornet, foarte înalt, decorat cu trei lebede opaline așezate pe volute și cu spirală. | Muzeul Național Peleș, Sinaia                              | Cimec    |
|      | Pocal cu capac                                                  | Datare: Sec. XIX;4/4 Școală: Atelier Salviati, Veneția Material: sticlă; colorare în masă; suflare liberă; modelare; decor aplicat; pulverizare cu aur                                                                          | Talpă circulară mare; picior balustru, decorat cu șase lebede; corp cilindric, evazat spre gură; capac godronat superior, cu ornamente supraînălțate: trei lebede și fleuron; cromatică: albastru închis, alb opalin. | Muzeul Național Peleș, Sinaia                              | Cimec    |
|      | Wisteria Lamp Autor: Tiffany, Louis Confort                     | Datare: 1902 Școală: TIFFANY LOUIS COMFORT, New York Material: bronz, turnare, cizelare, patinare; plumb, laminare; sticlă, gen vitraliu                                                                                        | Talpă circulară și picior sugerând rădăcinile și tulpina unui copac, la capătul piciorului se află suportul pe care se sprijină abat-jour-ul. Acesta, de forma coroanei unui arbore, este decorat cu motiv flori de glicină, în tehnica vitraliului, în gama cromatică predominant albastru și verde. Pe reversul bazei, semnătură și marcă de atelier: “Tiffany Studios, New York, 25981”. | Muzeul Național Peleș, Sinaia                              | Cimec    |
|      | Muza paradisiacă Autor: Gallé, Emile                            | Datare: 1895 Material: sticlă; colorare în masă și parțială; suflare liberă; stratificare; decor intercalat; ripsare; pulverizare cu aur                                                                                        | Bază circulară, cu răsfrângere discoidală; corp oval, alungit, tratat plastic, în degradeuri de mov, cu incluziuni minerale. Pe talpă, gravată, o inscripție cu titlul piesei: “Musa Paradisiaca”. Semnată și datată la baza corpului: “Gallé 1895”. | Muzeul Național Peleș, Sinaia                              | Cimec    |
|      | Ladă Autor: Aman, Theodor                                       | Datare: 1877 Școală: Școală românească Material: lemn; pictare; ulei; ferecătură; aplicat; nituit; fasonat | Ladă pictată pe capac și pe patru laturi; pe capac, în medalion, țărani la horă; semnat cu roșu Th. Aman în dreapta jos. Pe latura din față, compoziție cu două personaje în peisaj, la plimbare pe aleea unui conac la țară. În prim plan, un câine, în dreapta conacului. Pe latura stângă un buchet de liliac, pe latura dreaptă un buchet de trandafiri. Pe latura din spate are două ghirlande de flori și inscripția ”À HELENE P.G.7 JUN.1887.TH AMAN” | Muzeul Județean de Istorie și Arheologie Prahova, Ploiești | Cimec    |
|      | Vas decorativ                                                   | Datare: Sec. XIX;4/4 Școală: Satzuma - Atelier japonez Material: faianță; modelare la roată; pictare manuală cu email și aur coloidal                                                                                           | Piesa este un original de la sfârșitul secolului al XIX-lea și întrunește toate caracteristicile ceramicii din această perioadă: utilizarea savantă a tehnicii emailului, complexitatea cromaticii, alternanța decorului și caracterul său narativ. Înalt, de formă ovoidală, cu șase muchii și gât mărunt, bogat decorat pe întreaga suprafață în policromie cu scene militare și de gen în rezerve mari, dreptunghiulare, alternând cu rezerve mici cu păsări exotice (flamenco și vulturi în peisaj). | Muzeul Național Peleș, Sinaia                              | Cimec    |
|      | Vas decorativ                                                   | Datare: Sec. XIX;4/4 Școală: Satzuma - Atelier japonez Material: faianță; modelare la roată; pictare manuală cu email și aur coloidal                                                                                           | Piesa este un original de la sfârșitul secolului al XIX-lea și întrunește toate caracteristicile ceramicii din această perioadă: utilizarea savantă a tehnicii emailului, complexitatea cromaticii, alternanța decorului și caracterul său narativ. Înalt, de formă ovoidală, cu șase muchii și gât mărunt, bogat decorat pe întreaga suprafață în policromie cu scene militare și de gen în rezerve mari, dreptunghiulare, alternând cu rezerve mici cu păsări exotice (flamenco și vulturi în peisaj). | Muzeul Național Peleș, Sinaia                              | Cimec    |
|      | Ceas                                                            | Datare: Sec. XIX;4/4 Școală: Atelier Patek Philippe - Geneva Material: aur; diamante; rubine; metal comun; piele; catifea; mătase                                                                                               | Ceas de buzunar din aur, cu buton de întoarcere și inel de prindere din același metal prețios, decorat în aur pe capacul avers cu inițialele aplicate C și E, Carol și Elisabeta, surmontate de coroană închisă; monograma și coroana sunt bătute în diamante și rubine; capacul are revers simplu; celalalt capac, pentru protejarea mecanismului este din aur; pe avers, revers, pe placa mecanismului ca și pe capacul de mecanism sunt gravate inscripții în limba franceză: "0,750 22028 NR. 94611. PATEK PHILIPPE GENÈVE"; cadran din email alb cu cifre romane în negru; în dreptul orei șase se află secundarul; mecanism din metal comun; ceasul se află într-o cutie din piele maron, căptușită cu catifea roșie și mătase albă; pe interiorul capacului cutiei, apare inscripția în limba franceză, împrimată în aur: "I. RESCH & FILS. BUCHAREST. MONTRE DE PATEK PHILIPPE & Cie GENÈVE". | Muzeul Național Peleș, Sinaia                              | Cimec    |
|      | Vas decorativ                                                   | Datare: Sec. XIX;1/2 Școală: Imari-Arita - Atelier japonez Material: porțelan; pastă tare; modelare la roată; pictare manuală; pictare sub glazură; pictare peste glazură; glazurare; aurire parțială                           | Piesa este un original de la mijlocul secolului al XIX-lea, care se distinge prin forma elaborată, prin bogăția decorativă și prin varietatea cromatică. Pasta este tare, de bună calitate, glazura, aproape albă. Vasul are baza circulară, corpul cilindric, godronat vertical; este decorat pe întreaga suprafață cu reserve închizând pagode înconjurate de ramuri înflorite, vase și buchete de flori, pe fundal compus din motive geometrice, florale și imbricații în cromatică de auriu, cărămiziu și albastru cobalt. | Muzeul Național Peleș, Sinaia                              | Cimec    |
|      | Mantia Reginei Maria Autor: Petrescu, Costin                    | Datare: 1921-1922 Școală: Atelier vienez Material: lamé; mătase; fir de aur; hermină; pietre semiprețioase | Mantie de ceremonie din lamé, mătase, fir de aur cu broderii de mătase și aplicații de pietre semiprețioase policrome. Bordură de hermină pe toată marginea completată spre interior cu mătase violet-cardinal, lățindu-se într-un semicerc în jurul gâtului, cu monograma reginei Maria surmontată de coroana regală. Pe marginea ovală bordură de mătase, cu șapte însemne heraldice: stema familiei de Hohenzollern, a Munteniei, a Moldovei, a Transilvaniei, a Olteniei și Banatului, a Dobrogei, stema familiei de Edinburgh, separate prin grupaje de spice de grâu. Pe toată suprafața aplicate motive în formă de cruce. Dublată cu molton și căptuțită cu satin de mătase grena. A fost realizată cu ocazia Încoronării de la Alba Iulia din 15 octombrie 1922 pentru Regina Maria. Desenul mantiei a fost realizat de pictorul Curții regale, Costin Petrescu. | Muzeul Național Peleș, Sinaia                              | Cimec    |
|      | Mantia Regelui Ferdinand Autor: Petrescu, Costin                | Datare: 1921-1922 Școală: Atelier vienez Material: catifea de mătase; fir de aur; hermină; argint aurit | Mantie de ceremonie din catifea de culoare roșu regal, cu broderii de mătase și fir de aur. Bordura din față și gulerul semioval din hermină, cu bordură brodată pe fond de catifea bej, completată spre interior și pe latura din față cu bordură brodată cu fir de aur pe fond bordo, continuată cu șapte motive, înesmne heraldice ale României unificate: stema Munteniei, a Moldovei, a Dobrogei, stema familiei de Hohenzollern, a Olteniei și Banatului, a Transilvaniei și, din nou, a Munteniei. Pe toată suprafața presărate motive circulare brodate cu crucea ordinului "Mihai Viteazul". Încheiată la gât cu două paftale circulare din argint aurit și două grupuri de câte șase aplicații brodate cu fir, terminate la capetele interioare cu ciucure. Căptușită cu atlas alb. A fost realizată cu ocazia Încoronării de la Alba Iulia din 15 octombrie 1922 pentru Regele Ferdinand. Desenul mantiei a fost realizat de pictorul Curții regale, Costin Petrescu. | Muzeul Național Peleș, Sinaia                              | Cimec    |
|      | Fotoliu                                                         | Datare: Începutul secolului al XX-lea Școală: Atelier J.D. Heymann, Hamburg Material: Lemn, nuc, piele, alama; sculptat, strunjit, lustruit, presată, pictată                                                                   | Din lemn de nuc, pe patru picioare drepte, legate prin traverse în "H" și terminate în volută cu protomă de leu; decor îmbricații în friză, traversă frontală bogat sculptată cu medalion central: profil de cavaler cu cască, bordat de lambrechin vegetal și capete de dragoni; șezută dreptunghiulară, cotiere late, drepte rulate; spătar înalt cu fronton cartuș heraldic cu stemă surmontată de coroană deschisă, în ronde-bosse; șezută și spătarul - îmbracate în piele gen Cordoba cu motive vegetale trilobate pe fond de catifea roșie; franjuri fixate prin butoni - rozete din alamă. În stil flamando-spaniol din secolul XVII. | Muzeul Național Peleș, Sinaia                              | Cimec    |
|      | Scaun cu brațe                                                  | Datare: Sfârșitul secolului XIX Școală: Atelier venețian Material: Lemn de nuc, os; intarsiat, certosina, lustruit, tăiat, șlefuit                                                                                              | Din lemn de nuc, cu incrustații mărunte în tehnica "Certosina", cu motive arabe, florale stilizate și geometrice, rozete pe întregul corp; picioare panouri decupate, formând arcade, unite prin traverse arcuite în "X"; șezuta trapezoidală, cu colțurile decupate; cotiere terminate în volute sprijinite de panouri mici, spătar înalt romboidal, median medalion în retragere. În stil Renaștere italiană de Secol XVI. | Muzeul Național Peleș, Sinaia                              | Cimec    |
|      | Scaun cu brațe                                                  | Datare: Sfârșitul secolului XIX Școală: Atelier venețian Material: Lemn de nuc, os; strunjit, intarsiat, certosina, lustruit, tăiat, șlefuit                                                                                    | Din lemn de nuc, cu incrustații mărunte în tehnica "Certosina", cu motive arabe, florale stilizate și geometrice, rozete pe întregul corp; picioare panouri decupate, formând arcade, unite prin traverse arcuite în "X"; șezuta trapezoidală, cu colțurile decupate; cotiere terminate în volute sprijinite de panouri mici, spătar înalt romboidal, median medalion în retragere. În stil Renaștere italiană de Secol XVI. | Muzeul Național Peleș, Sinaia                              | Cimec    |
|      | Covor                                                           | Datare: Sec, XIX;4/4 Școală: Atelier Keshan, PERSIA Material: Urzeală bumbac; băteală mătase, bumbac | Lucrat manual, covor de dimensiuni reduse, fondul de culoare vernil, decorat cu motive florale în nuanțe de frez și bleu, gen brocart. Colțare frez, bordând medalionul central. Chenar principal având același fond ca și câmpul central, vernil, decorat cu motive tulipan, încadrat în câte trei chenare înguste, pe fond bleumarin, roșu și bej. Lucrat din mătase și bumbac. | Muzeul Național Peleș, Sinaia                              | Cimec    |
|      | Covor                                                           | Datare: Sec. XIX;4/4 Școală: Atelier Keshan, PERSIA Material: Urzeală bumbac, băteală mătase, fir de argint | Lucrat manual, covor de dimensiuni reduse, fondul de culoare vernil, decorat cu motive florale în nuanțe de frez și bleu, gen brocart. Colțare frez, bordând medalionul central. Chenar principal decorat cu tulipane pe fond bej, încadrat în câte două, respectiv trei chenare înguste, pe fond roșu și crem. Lucrat din mătase și bumbac. | Muzeul Național Peleș, Sinaia                              | Cimec    |
|      | Covor                                                           | Datare: Sec. XIX;4/4 Școală: Atelier Keshan, PERSIA Material: Urzeală bumbac, băteală mătase, fir de argint | Lucrat manual, covor de rugăciune mic, din mătase, fondul grena, decorat cu motive vegetale și florale, desfășurate pe axul longitudinal sub formă de crengi de copac și motive animaliere plasate pe ramuri, în nuanțe de crem și vernil. Trei chenare înguste, egale, având fondul roșu și crem. | Muzeul Național Peleș, Sinaia                              | Cimec    |
|      | Covor                                                           | Datare: Sec. XIX;4/4 Școală: Atelier Keshan, PERSIA Material: Urzeală bumbac, băteală mătase | Lucrat manual, covor de rugăciune, de dimensiuni reduse, din mătase și bumbac, fond roșu, decorat cu motive florale - vegetale, desfășurate pe axul longitudinal sub forma unor tije, pornind din vasul de la bază. Pe ramuri păsări. Chenar principal având fondul vernil. | Muzeul Național Peleș, Sinaia                              | Cimec    |
|      | Covor                                                           | Datare: Sec. XIX;4/4 Școală: Atelier Kirman, PERSIA Material: Urzeală bumbac, băteală mătase | Lucrat manual, din bumbac și mătase, decorat cu motive floral - vegetale mărunte pe întreaga suprafață. Fond crem cu motiv rozetă central și colțare. Bordură cu chenar principal și chenare laterale pe fond crem și bleumarin. Cromatică: ivoriu, bej, roșu, nuanțe de albastru și verde. | Muzeul Național Peleș, Sinaia                              | Cimec    |
|      | Birou                                                           | Datare: 1890 Școală: Atelier Stohr Martin, România Material: lemn de nuc, piele, sculptat, ștanțat, lustruit, presat | Birou din lemn de nuc cu blatul dreptungiular, decorat cu sculptură cu vrejuri în volută, mascheroni și acolade. Superior, medalion circular cu monograma K.F. și armoarie. Inscripție în limba latină: Carolus Rex Romaniae și datare. Panoul fontal decorat cu trei casete, sculptate în basorelief reprezentând Castelul Peleș, clădirea Economatului și castelul Foișor, ultimele două în prima formă de construcție. Pe panourile laterale, câte două casete cu decor în relief bogar, cu vrejuri în volută, mascheroni și acolade. Sub blat, două dulapuri laterale cu sertare și central, la nivelul centurii, un sertar lung. | Muzeul Național Peleș, Sinaia                              | Cimec    |
|      | Fotoliu                                                         | Datare: Sec. XVIII;4/4 Școală: Atelier german Material: lemn de nuc, tapițerie, lână, gros point, cioplit, sculptat, strunjit, lustruit, tapițat                                                                                | Fotoliu cu patru picioare torsadate și terminate în volută, unite prin traversă frontală sculptată; șezută cu tapiserie lucrată în gros point, decorație policromă de motive florale, fructe, motiv arhitectonic. Brațe sculptate cu doi heruvimi, spătar înălțat și tapiserie cu decorație bogată ca și la șezută. Fronton supraînălțat cu doi heruvimi. | Muzeul Național Peleș, Sinaia                              | Cimec    |
|      | Fotoliu                                                         | Datare: Sec, XVIII;4/4 Școală: Atelier german Material: lemn de nuc, tapițerie, lână, gros point, cioplit, sculptat, strunjit, lustruit, tapițat                                                                                | Fotoliu cu patru picioare torsadate și terminate în volută, unite prin traversă frontală sculptată; șezută cu tapiserie lucrată în gros point, decorație policromă de motive florale, fructe, motiv arhitectonic. Brațe sculptate cu doi heruvimi, spătar înălțat și tapiserie cu decorație bogată ca și la șezută. Fronton supraînălțat cu doi heruvimi. | Muzeul Național Peleș, Sinaia                              | Cimec    |
|      | Suport de corespondență                                         | Datare: Sec. XX;1/4 Școală: Școala de Arte și Meserii, Sinaia; Design Regina Maria Material: lemn de fag, traforat, pirogravat, stucat, aurit                                                                                   | Măsuță cu blat suprapus, suport pentru cărți, turnant, cu separatoare formând o cruce gamată, simbolul reginei Maria. Auritură pe întreaga suprafață a piesei. Picioare suple, lungi, cu decorație traforată, cu motive extrem-orientale. Inscripții în limba engleză, pirogravate: versuri ale poetului W.Wordsworth (1770-1850). | Muzeul Național Peleș, Sinaia                              | Cimec    |
|      | Fotoliu                                                         | Datare: Cca. 1900 Școală: Școala de Arte și Meserii, Sinaia; Design Regina Maria Material: lemn de tei, stucat, aurit, stofă de mobilă                                                                                          | Fotoliu cu spătar foarte înalt, dreptunghiular, formând un panou-picior de sprijin. Șezută trapezoidală, tapițată cu stofă de mobilă cu motiv de iriși în nuanțe de ocru pe fond gri-bleu. Brațe drepte, ușor evazate în exterior. Decor pictat pe spătar: floare de crin alb cu 5 cupe și tija lungă. | Muzeul Național Peleș, Sinaia                              | Cimec    |
|      | Fotoliu                                                         | Datare: Cca. 1900 Școală: Școala de Arte și Meserii, Sinaia; Design Regina Maria Material: lemn de tei, stucat, aurit, stofă de mobilă                                                                                          | Fotoliu cu spătar foarte înalt, dreptunghiular, formând un panou-picior de sprijin. Șezută trapezoidală, tapițată cu stofă de mobilă cu motiv de iriși în nuanțe de ocru pe fond gri-bleu. Brațe drepte, ușor evazate în exterior. Decor pictat pe spătar: floare de crin alb cu cinci cupe și tija lungă. | Muzeul Național Peleș, Sinaia                              | Cimec    |
|      | Fotoliu                                                         | Datare: Cca. 1900 Școală: Școala de Arte și Meserii, Sinaia; Design Regina Maria Material: lemn de tei, pirogravat, stucat, aurit, stofă de mobilă                                                                              | Fotoliu cu spătar foarte înalt, dreptunghiular, formând panou-picior de sprijin, decor cruce celtică pe întreaga lungime. Șezută trapezoidală, centură îngustă cu cruci stilizate. Brațe drepte, ușor evazate în exterior. Decor pirogravat pe întreaga suprafață cu motive punctiforme și cruci. | Muzeul Național Peleș, Sinaia                              | Cimec    |
|      | Pat                                                             | Datare: 1883 Școală: J.D. Heymann, Hamburg, Germania Material: lemn de nuc, cioplit, sculptat, ronde-bosse, strunjit, lustruit                                                                                                  | Pat dublu pe un soclu dreptunghiular, două tăblii inegale: o tăblie cu policioară și fronton cu cap de înger, flancat de ornemanete în ronde-bosse, pe montanți, cealaltă tăblie (de la picioare) bogat sculptată cu cinci personaje feminine simbolizând alegoric simțurile, în casete alăturate. Montanți cu câte două terme masculine. | Muzeul Național Peleș, Sinaia                              | Cimec    |
|      | Dulap-vitrină                                                   | Datare: Cca. 1909 Școală: Școala de Arte și Meserii, Sinaia; Design Regina Maria Material: lemn de tei, sculptat, stucat, aurit, sticlă                                                                                         | Dulap pentru aprins lumânări, cu trei uși. Baza de formă pentagonală cu colonete sculptate și motiv decorativ, entrelac. Ușa sculptată cu decor animal fantastic și motiv vegetal. Superior, o vitrină cu șase ferestre, brodate cu motiv sculptat entrelac și butoni. Fronton acoperiș triunghiular cu sculptură animal fantastic și motiv vegetal. | Muzeul Național Peleș, Sinaia                              | Cimec    |
|      | Masă                                                            | Datare: Cca. 1909 Școală: Școala de Arte și Meserii, Sinaia; Design Regina Maria Material: lemn de tei, sculptat, incizat, stucat, aurit                                                                                        | Masă cu blatul circular, formând o cruce stilizată, cu patru colțuri trapezoidale reliefate, picioare ușor evazate în exterior, unite prin tăblie circulară identică cu blatul. Tăbliile sunt ornate cu brâuri circulare, sculptate cu denticuli, entrelacuri, rozete. Central, vulturul bicefal, himere și în registre circulare: motive floral-vegetale în volută și entrelac. Piesa este aurită în întregime. | Muzeul Național Peleș, Sinaia                              | Cimec    |
|      | Comodă                                                          | Datare: Cca. 1909 Școală: Școala de Arte și Meserii, Sinaia; Design Regina Maria Material: lemn de tei, sculptat, decupat, strunjit, stucat, aurit                                                                              | Comodă cu două uși și două sertare, de formă dreptunghiular-paralelipipedică, pe picioare scurte, drepte. Centura sculptată cu motiv animal fantastic și vegetal, încadrate de casete sculptate cu volute vegetale, sertare cu motiv vegetal împletit în volută, panouri laterale cu arcadă și motiv vegetal bogat sculptat. Blat superior lis cu centură îngustă ornat cu motiv perle. Piesă în întregime aurită. | Muzeul Național Peleș, Sinaia                              | Cimec    |
|      | Comodă                                                          | Datare: Cca. 1909 Școală: Școala de Arte și Meserii, Sinaia; Design Regina Maria Material: lemn de tei, sculptat, decupat, strunjit, stucat, aurit                                                                              | Comodă cu două uși și două sertare, de formă dreptunghiular-paralelipipedică, pe picioare scurte, drepte. Centura sculptată cu motiv animal fantastic și vegetal, încadrate de casete sculptate cu volute vegetale, sertare cu motiv vegetal împletit în volută, panouri laterale cu arcadă și motiv vegetal bogat sculptat. Blat superior lis cu centură îngustă ornat cu motiv perle. Piesă în întregime aurită. | Muzeul Național Peleș, Sinaia                              | Cimec    |
|      | Fotoliu                                                         | Datare: Cca. 1909 Școală: Școala de Arte și Meserii, Sinaia; Design Regina Maria Material: lemn de tei, sculptat, strunjit, stucat, aurit, tapițat, mătase                                                                      | Fotoliu cu pernă detașabilă, patru picioare pătrate, groase, decorate în registre torsadate, centură lată, cu decor sculptat motiv entrelac, brațe pline, capitonate interior cu rips de mătase roz somon, exterior sculptură cu motive vegetale și medalion cu animal fantastic. Spătarul capitonat în interior și cu sculptură exterioară: motive vegetale și medalion cu animal fantastic. | Muzeul Național Peleș, Sinaia                              | Cimec    |
|      | Fotoliu                                                         | Datare: Cca. 1909 Școală: Școala de Arte și Meserii, Sinaia; Design Regina Maria Material: lemn de tei, sculptat, strunjit, stucat, aurit, tapițat, mătase                                                                      | Fotoliu cu pernă detașabilă, patru picioare pătrate, groase, decorate în registre torsadate, centură lată, cu decor sculptat motiv entrelac, brațe pline, capitonate interior cu rips de mătase roz somon, exterior sculptură cu motive vegetale și medalion cu animal fantastic. Spătarul capitonat în interior și cu sculptură exterioară: motive vegetale și medalion cu animal fantastic. | Muzeul Național Peleș, Sinaia                              | Cimec    |
|      | Fotoliu                                                         | Datare: Cca. 1909 Școală: Școala de Arte și Meserii, Sinaia; Design Regina Maria Material: lemn de tei, sculptat, stucat, aurit, tapițat, mătase                                                                                | Fotoliu masiv, cu patru picioare pătrate decorate cu brâuri denticuli. Șezuta, spătarul și brațele tapițate cu mătase vernil cu buchete de flori cărămizii, pernă detașabilă. Tăbliile laterale cu decor sculptat cu motive entrelac, medalion central cu vultur bicefal stilizat, himere, crin heraldic. Piese în întregime aurite. | Muzeul Național Peleș, Sinaia                              | Cimec    |
|      | Fotoliu                                                         | Datare: Cca. 1909 Școală: Școala de Arte și Meserii, Sinaia; Design Regina Maria Material: lemn de tei, sculptat, stucat, aurit, tapițat, mătase                                                                                | Fotoliu masiv, cu patru picioare pătrate decorate cu brâuri denticuli. Șezuta, spătarul și brațele tapițate cu mătase vernil cu buchete de flori cărămizii, pernă detașabilă. Tăbliile laterale cu decor sculptat cu motive entrelac, medalion central cu vultur bicefal stilizat, himere, crin heraldic. Piese în întregime aurite. | Muzeul Național Peleș, Sinaia                              | Cimec    |
|      | Fotoliu                                                         | Datare: Cca. 1909 Școală: Școala de Arte și Meserii, Sinaia; Design Regina Maria Material: lemn de tei, sculptat, stucat, aurit, tapițat, mătase                                                                                | Fotoliu masiv, cu patru picioare pătrate decorate cu brâuri denticuli. Șezuta, spătarul și brațele tapițate cu mătase vernil cu buchete de flori cărămizii, pernă detașabilă. Tăbliile laterale cu decor sculptat cu motive entrelac, medalion central cu vultur bicefal stilizat, himere, crin heraldic. Piese în întregime aurite. | Muzeul Național Peleș, Sinaia                              | Cimec    |
|      | Scăunel pentru picioare                                         | Datare: Cca. 1909 Școală: Școala de Arte și Meserii, Sinaia; Design Regina Maria Material: lemn de tei, sculptat, stucat, strunjit, aurit                                                                                       | Scăunel pentru picioare de formă dreptunghiulară, cu picioare-panouri strunjite, în partea de jos cu decupaj în acoladă. Centură cu ornamentații sculptate: medalioane cu cruce, entrelac casetat. Auritură pe întreaga suprafață. | Muzeul Național Peleș, Sinaia                              | Cimec    |
|      | Scăunel pentru picioare                                         | Datare: Cca. 1909 Școală: Școala de Arte și Meserii, Sinaia; Design Regina Maria Material: lemn de tei, sculptat, stucat, strunjit, aurit                                                                                       | Scăunel pentru picioare de formă dreptunghiulară, cu picioare-panouri strunjite, în partea de jos cu decupaj în acoladă. Centură cu ornamentații sculptate: medalioane cu cruce, entrelac casetat. Auritură pe întreaga suprafață. | Muzeul Național Peleș, Sinaia                              | Cimec    |
|      | Scaun                                                           | Datare: Cca. 1909 Școală: Școala de Arte și Meserii, Sinaia; Design Regina Maria Material: lemn de tei, sculptat, stucat, aurit                                                                                                 | Scaun cu spătar înalt, decupat, motiv cruce sculptată cu medalioane și casete cu ornament entrelac și animal fantastic, superior bordură torsadată; pernă detașabilă îmbrăcată cu rips roz somon; centură sculptată cu motiv vegetal în volută, patru picioare drepte, legate prin traverse orizontale simple. Centura legată prin traversă cu câte trei balustri pe fiecare latură, cu motiv entrelac. În întregime aurit. | Muzeul Național Peleș, Sinaia                              | Cimec    |
|      | Scaun                                                           | Datare: Cca. 1909 Școală: Școala de Arte și Meserii, Sinaia; Design Regina Maria Material: lemn de tei, sculptat, stucat, aurit                                                                                                 | Scaun cu spătar înalt, decupat, motiv cruce sculptată cu medalioane și casete cu ornament entrelac și animal fantastic, superior bordură torsadată; pernă detașabilă îmbrăcată cu rips roz somon; centură sculptată cu motiv vegetal în volută, patru picioare drepte, legate prin traverse orizontale simple. Centura legată prin traversă cu câte trei balustri pe fiecare latură, cu motiv entrelac. În întregime aurit. | Muzeul Național Peleș, Sinaia                              | Cimec    |
|      | Dulap                                                           | Datare: Cca. 1909 Școală: Școala de Arte și Meserii, Sinaia; Design Regina Maria Material: lemn de tei, sculptat, stucat, aurit                                                                                                 | Dulap mare, pe opt picioare sfere, cu șase uși sculptate cu motiv floral-vegetal stilizat, în casete, delimitate de frize cu denticuli și solzi, colonete incluse, adosate, torsadate, marcând ușile. Piesă în întregime aurită. | Muzeul Național Peleș, Sinaia                              | Cimec    |
|      | Masă                                                            | Datare: Cca. 1909 Școală: Școala de Arte și Meserii, Sinaia; Design Regina Maria Material: lemn de tei, sculptat, stucat, aurit                                                                                                 | Masă cu baltul dreptunghiular, lis, picioare drepte, legate prin traversă, bogat sculptate, cu medalioane cu motive vegetale. Poliță lisă la mijloc, centură lată casetată cu medalioane cu decor animal fantastic. Centura legată de traversă printr-un balustru de fiecare latură, cu motiv entrelac și animal fantastic. În întregime aurită. | Muzeul Național Peleș, Sinaia                              | Cimec    |
|      | Pat                                                             | Datare: Cca. 1909 Școală: Școala de Arte și Meserii, Sinaia; Design Regina Maria Material: lemn de tei, sculptat, stucat, aurit                                                                                                 | Pat dublu cu somnieră și două tăblii: cea superioară bogat sculptată cu friză decor entrelac, trei casete formând cupole semicirculare, sprijinite pe colonete geminate și unite prin sculpturi, motive vegetale și animaliere stilizate. Tăblia inferioară, mai joasă, grilajată, ornată cu entrelacuri, motive vegetale în volută și medalioane cu motive zoomorfe și doi butoni terminali la montanți. Decorație cu elemente celtice și bizantine. Piesă în întregime aurită. | Muzeul Național Peleș, Sinaia                              | Cimec    |
|      | Noptieră                                                        | Datare: Cca. 1909 Școală: Școala de Arte și Meserii, Sinaia; Design Regina Maria Material: lemn de tei, sculptat, stucat, aurit                                                                                                 | Noptieră cu patru picioare drepte decorate cu brâu marginal torsadat, blatul de formă dreptunghiulară, brodat cu brâu de butoni, cu un sertar sculptat cu motiv vegetal și buton floare. Centură sculptată cu motive entrelac și floral-vegetale. Piesa este complet aurită. | Muzeul Național Peleș, Sinaia                              | Cimec    |
|      | Noptieră                                                        | Datare: Cca. 1909 Școală: Școala de Arte și Meserii, Sinaia; Design Regina Maria Material: lemn de tei, sculptat, stucat, aurit                                                                                                 | Noptieră cu patru picioare drepte decorate cu brâu marginal torsadat, blatul de formă dreptunghiulară, brodat cu brâu de butoni, cu un sertar sculptat cu motiv vegetal și buton floare. Centură sculptată cu motive entrelac și floral-vegetale. Piesa este complet aurită. | Muzeul Național Peleș, Sinaia                              | Cimec    |
|      | Taburet                                                         | Datare: Cca. 1909 Școală: Școala de Arte și Meserii, Sinaia; Design Regina Maria Material: lemn de tei, sculptat, stucat, aurit, tapițat, mătase                                                                                | Taburet pătrat, cu picioare drepte, tălpici ușor reliefați, marginal brâu torsadat, centură sculptată cu motiv vegetal, șezută tapițată cu mătase vernil și buchete de flori cărămizii. Piesă în întregime aurită. | Muzeul Național Peleș, Sinaia                              | Cimec    |
|      | Masă de toaletă                                                 | Datare: Cca. 1909 Școală: Școala de Arte și Meserii, Sinaia; Design Regina Maria Material: lemn de tei, sculptat, stucat, aurit, cristal, șlefuit                                                                               | Masă de toaletă cu oglindă dreptunghiulară. Picioare pilaștri unite prin trei bare, tăblie dreptunghiulară cu două sertare cu butoni, decorate cu motiv floral-vegetal sculptat, entrelacuri și brâu marginal cu ove. Oglindă cu ramă montată deasupra mesei, cu fronton sculptat cu volute vegetale, butoni ghindă, montanți cu torasde. Piesă în întregime aurită. | Muzeul Național Peleș, Sinaia                              | Cimec    |
|      | Banchetă                                                        | Datare: Cca. 1909 Școală: Școala de Arte și Meserii, Sinaia; Design Regina Maria Material: lemn de tei, sculptat, strunjit, stucat, aurit                                                                                       | Banchetă pentru două locuri cu șase picioare drepte, unite prin traversă grilajată cu baluștri: decor în medalioane și casete, motiv animal fantastic, entrelac și vegetal, sculptate. Spătar înalt, cu cruce celtică sculptată cu medalion circular cu motiv zoomorf și brațe cu ornamente vegetale, încadrată de casete de mărimi și forme diferite cu motive: entrelac, vrejuri în volută, scoică. | Muzeul Național Peleș, Sinaia                              | Cimec    |
|      | Banchetă                                                        | Datare: Cca. 1909 Școală: Școala de Arte și Meserii, Sinaia; Design Regina Maria Material: lemn de tei, sculptat, strunjit, stucat, aurit                                                                                       | Banchetă pentru două locuri cu șase picioare drepte, unite prin traversă grilajată cu baluștri: decor în medalioane și casete, motiv animal fantastic, entrelac și vegetal, sculptate. Spătar înalt, cu cruce celtică sculptată cu medalion circular cu motiv zoomorf și brațe cu ornamente vegetale, încadrată de casete de mărimi și forme diferite cu motive: entrelac, vrejuri în volută, scoică. | Muzeul Național Peleș, Sinaia                              | Cimec    |
|      | Scaun                                                           | Datare: Cca. 1909 Școală: Școala de Arte și Meserii, Sinaia; Design Regina Maria Material: lemn de tei, sculptat, strunjit, stucat, aurit                                                                                       | Jilț cu patru picioare drepte unite prin panouri grilajate, spătar înalt, sculptat cu motiv cruce celtică, medalioane cu decorație zoomorfă, entrelacuri, brâuri torsadate, cotiere semicirculare decorate cu animal fantastic, torsadă și doi butoni; șezută lisă prevăzută marginal cu registre casetate: decor marginal cu registre casetate: decor dragoni încolăciți perechi, mascaroni, vrejuri în volută. Panourile care unesc picioarele poartă grilaje și median medalioane circulare cu motiv zoomorf și entrelac. Auritură pe întreaga suprafață. | Muzeul Național Peleș, Sinaia                              | Cimec    |
|      | Masă                                                            | Datare: Cca. 1900 Școală: Atelier european Material: lemn de tei, sculptat, strunjit, stucat, aurit | Masă cu blat dreptunghiular, centură cu motiv animalier, palmete, scoici, picioare tronconice, canelate, sculptate cu motiv vegetal, îngustate spre bază, terminate în gheare de leu, unite prin poliță mediană cu bordură sculptată cu motiv floral, meandră și protome de leu, sprijinită central pe două colonete canelate. Baza formată din panou lis. | Muzeul Național Peleș, Sinaia                              | Cimec    |
|      | Masă                                                            | Datare: Sec. XIX;4/4 Școală: Atelier nord-indian Material: lemn de tek, sculptat, ronde-bosse, traforat, lustruit | Masă mare, circulară, cu porțiune centrală lisă, bordură bogat sculptată cu motive vegetale frunză de stejar și ghinde, animale fantastice, păsări, medalioane figurând motive arhitectonice specific orientale, moschei, continuând cu margine ușor evazată decupată, sculptată cu motive ghirlande vegetale, frunză de stejar, motive avimorfe și zoomorfe, coborând ca o față de masă festonată. Picior central gros, format dintr-o rețea de șerpi și ramnificat prin patru himere sculptate. Blatul cu fisură în profunzime, ușoare zgârieturi. | Muzeul Național Peleș, Sinaia                              | Cimec    |
|      | Canapea                                                         | Datare: Sec. XIX;4/4 Școală: Atelier nord-indian Material: lemn de tek, sculptat, ronde-bosse, traforat, lustruit | Canapea cu spătar adânc, lobat, decupat, sculptat cu decor vegetal, avimorf, zoomorf, unit cu brațele scurte, mărunte (capete de himeră); centură mult lățită și profilată central, decupată și bogat sculptată cu motive vegetale, avimorfe, animaliere și medalion frontal, oval, cu pasăre având aripile deschise. Patru picioare, cele din față sub formă de capete de dragoni și grupaj de păsări mici, cele din spate cu volute vegetale. Șezuta tapițată cu catifea de bumbac, mov. | Muzeul Național Peleș, Sinaia                              | Cimec    |
|      | Fotoliu                                                         | Datare: Sec. XIX;4/4 Școală: Atelier nord-indian Material: lemn de tek, sculptat, ronde-bosse, traforat, lustruit, tapițat, catifea                                                                                             | Fotoliu cu spătar curb, înalt, semicircular, decupat, unit cu brațe scurte, joase (capete de himeră); centura trafor festonată, profilată cu medalion central, oval, brodat cu brâu de perle înconjurând o pasăre cu aripile deschise. Patru picioare bogat sculptate, cele din față sub formă de capete de dragoni, cele din spate, volute vegetale. Tapițat cu catifea mov. | Muzeul Național Peleș, Sinaia                              | Cimec    |
|      | Masă ovală                                                      | Datare: Sec. XIX;4/4 Școală: Atelier nord-indian Material: lemn de tek, sculptat, ronde-bosse, traforat, lustruit | Măsuță ovală cu centrul blatului lis, delimitat de bordura sculptată cu un brâu împletit. Decor vegetal, traforat cu animale fantastice, păsări, moschee în medalioane. Bordura se prelungește, ușor evazată, ca și cum ar fi față de masă. Patru picioare mult gablate, unite prin traverse în X, sculptate cu păsări la îmbinarea cu blatul, motive vegetale, himeră și terminații în volute. | Muzeul Național Peleș, Sinaia                              | Cimec    |
|      | Scaun                                                           | Datare: Sec. XIX;4/4 Școală: Atelier nord-indian Material: lemn de tek, sculptat, ronde-bosse, traforat, lustruit, tapițat, catifea                                                                                             | Scaun cu spătar oval, decupat, sculptat cu motive floral-vegetale și medalion oval cu pasăre având aripile deschise. Centura ușor profilată, decupată, patru picioare, cele din față ornate cu capete de șerpi, cele din spate volute. Șezuta tapițată cu catifea de bumbac mov. | Muzeul Național Peleș, Sinaia                              | Cimec    |
|      | Scaun                                                           | Datare: Sec. XIX;4/4 Școală: Atelier nord-indian Material: lemn de tek, sculptat, ronde-bosse, traforat, lustruit, tapițat, catifea                                                                                             | Scaun cu spătar oval, decupat, sculptat cu motive floral-vegetale și medalion oval cu pasăre având aripile deschise. Centura ușor profilată, decupată, patru picioare, cele din față ornate cu capete de șerpi, cele din spate volute. Șezuta tapițată cu catifea de bumbac mov. | Muzeul Național Peleș, Sinaia                              | Cimec    |
|      | Scaun                                                           | Datare: Sec. XIX;4/4 Școală: Atelier nord-indian Material: lemn de tek, sculptat, ronde-bosse, traforat, lustruit, tapițat, catifea                                                                                             | Scaun cu spătar oval, decupat, sculptat cu motive floral-vegetale și medalion oval cu pasăre având aripile deschise. Centura ușor profilată, decupată, patru picioare, cele din față ornate cu capete de șerpi, cele din spate volute. Șezuta tapițată cu catifea de bumbac mov. | Muzeul Național Peleș, Sinaia                              | Cimec    |
|      | Scaun                                                           | Datare: Sec. XIX;4/4 Școală: Atelier nord-indian Material: lemn de tek, sculptat, ronde-bosse, traforat, lustruit, tapițat, catifea                                                                                             | Scaun cu spătar oval, decupat, sculptat cu motive floral-vegetale și medalion oval cu pasăre având aripile deschise. Centura ușor profilată, decupată, patru picioare, cele din față ornate cu capete de șerpi, cele din spate volute. Șezuta tapițată cu catifea de bumbac mov. | Muzeul Național Peleș, Sinaia                              | Cimec    |
|      | Scaun                                                           | Datare: Sec. XIX;4/4 Școală: Atelier nord-indian Material: lemn de tek, sculptat, ronde-bosse, traforat, lustruit, tapițat, catifea                                                                                             | Scaun cu spătar oval, decupat, sculptat cu motive floral-vegetale și medalion oval cu pasăre având aripile deschise. Centura ușor profilată, decupată, patru picioare, cele din față ornate cu capete de șerpi, cele din spate volute. Șezuta tapițată cu catifea de bumbac mov. | Muzeul Național Peleș, Sinaia                              | Cimec    |
|      | Scaun                                                           | Datare: Sec. XIX;4/4 Școală: Atelier nord-indian Material: lemn de tek, sculptat, ronde-bosse, traforat, lustruit, tapițat, catifea                                                                                             | Scaun cu spătar oval, decupat, sculptat cu motive floral-vegetale și medalion oval cu pasăre având aripile deschise. Centura ușor profilată, decupată, patru picioare, cele din față ornate cu capete de șerpi, cele din spate volute. Șezuta tapițată cu catifea de bumbac mov. | Muzeul Național Peleș, Sinaia                              | Cimec    |
|      | Taburet                                                         | Datare: Sec. XIX;4/4 Școală: Atelier nord-indian Material: lemn de tek, sculptat, ronde-bosse, traforat, lustruit, tapițat, catifea                                                                                             | Taburet mic, traforat, cu centură traforată, porfilată, patru picioare formând șerpi, mult curbate în exterior, terminate sus în capete de himeră, legate prin traverse în X, cu pasăre în ronde-bosse la porțiunea de îmbinare. Tapițate cu catifea mov. | Muzeul Național Peleș, Sinaia                              | Cimec    |
|      | Taburet                                                         | Datare: Sec. XIX;4/4 Școală: Atelier nord-indian Material: lemn de tek, sculptat, ronde-bosse, traforat, lustruit, tapițat, catifea                                                                                             | Taburet mic, traforat, cu centură traforată, porfilată, patru picioare formând șerpi, mult curbate în exterior, terminate sus în capete de himeră, legate prin traverse în X, cu pasăre în ronde-bosse la porțiunea de îmbinare. Tapițate cu catifea mov. | Muzeul Național Peleș, Sinaia                              | Cimec    |
|      | Taburet                                                         | Datare: Sec. XIX;4/4 Școală: Atelier nord-indian Material: lemn de tek, sculptat, ronde-bosse, traforat, lustruit | Măsuță cu blat circular, porțiune lisă în centru, bordură lată, ajurată, coborând ca o față de masă, traforată și bogat sculptată cu motiv vegetal, avimorf, zoomorf, și grupuri de moschei. Picior balustru, central, cu patru aripi, ramuri vegetale pe soclu circular decupat, cu patru ramificații, capete de himeră. Pe soclu sunt montate patru păsări în ronde bosse cu aripile deschise și ciocurile îndreptate spre ramuri. Blatul cu fisuri în profunzime, mici descleieri în zona de îmbinare. | Muzeul Național Peleș, Sinaia                              | Cimec    |
|      | Consolă                                                         | Datare: Sec. XIX;4/4 Școală: Atelier nord-indian Material: lemn de tek, sculptat, ronde-bosse, traforat, lustruit | Consolă de perete cu blatul lobat, placă fundal ajurată și centură lată, mult profilate, decupate și sculptate cu motive vegetale, avimorfe, zoomorfe; central, la placa fundal se găsește un medalion cu sculptură: indian ținând în brațele ridicate câte o pasăre; patru picioare galbate, terminate sus cu capete de himeră, iar jos cu șerpi groși, legate prin traverse radiale, foarte bogat sculptate cu decor zoomorf, avimorf și vegetal. La îmbinarea traverselor, o pasăre mică, sculptată în ronde-bosse. | Muzeul Național Peleș, Sinaia                              | Cimec    |
|      | Consolă                                                         | Datare: Sec. XIX;4/4 Școală: Atelier nord-indian Material: lemn de tek, sculptat, ronde-bosse, traforat, lustruit | Masă circulară, central blatul lis cu bordură bogat sculptată și decupată. Decor zoomorf, avimorf, moschei, ghirlandă vegetală în volută. Bordura se continuă cu o porțiune ajurată, ca o față de masă. Picior central cu trei ramuri, himere în partea de jos. Blatul zgâriat. | Muzeul Național Peleș, Sinaia                              | Cimec    |
|      | Canapea                                                         | Datare: Sec. XVIII;2/4 Școală: Manufactura Abusson, Franța Material: lemn, esență tare, sculptat, stucat, aurit, tapițat, tapiserie, lână, bumbac, basse-lisse, catifea                                                         | Canapea colțar cu șase picioare ușor curbate în interior, terminate în volută, centură îngustă cu motiv rocaille, brațe ușor retrase, sprijinite pe consolă cu sculptură decor floral, frunză de accant; cotiere tapițate. Șezută semicirculară cu tapiserie Abusson decorată cu scenă în peisaj, decor arhitectonic în fundal; în prim plan animale și păsări exotice alături de un scut cu însemnul crin heraldic. Spătarul semicircular cu ramă din lemn aurit cu medalion central, motiv rocaille și tapiserie cu scenă orientală în peisaj cu personaje feminine, șezând pe perne și primind în dar fildeș de la un grup de africani, personaje feminine parțial drapate și sclavi (unul încătușat), în cromatică de bejuri și tonuri de roșu, verde, galben | Muzeul Național Peleș, Sinaia                              | Cimec    |
|      | Fotoliu                                                         | Datare: Sec. XVIII;2/4 Școală: Manufactura Abusson, Franța Material: lemn, esență tare, sculptat, stucat, aurit, tapițat, tapiserie, lână, bumbac, basse-lisse, catifea                                                         | Fotoliu cu picioare curbate în interior și volută la bază, centură în acoladă cu medalion central și motiv decorativ rocaille, șezută ușor trapezoidală, cu tapiserie Abusson cu decor de instrumente muzicale în peisaj (tamburină, muzicuță și solfegii) și ghirlande de trandafiri. Brațe ușor retrase, sprijinite în consolă, cotiere cu pernițe; spătar tapițat, cu rama aurită, ușor rotunjită superior și profilată central cu motiv rocaille. Decorul tapiseriei spătarului prezintă un personaj feminin drapat, cu liră, simbolizând alegoric muzica, șezând lângă un putto menestrel cu mandolină, în peisaj cu arbori și ghirlande de flori. | Muzeul Național Peleș, Sinaia                              | Cimec    |
|      | Fotoliu                                                         | Datare: Sec. XVIII;2/4 Școală: Manufactura Abusson, Franța Material: lemn, esență tare, sculptat, stucat, aurit, tapițat, tapiserie, lână, bumbac, basse-lisse, catifea                                                         | Fotoliu cu picioare curbate în interior și volută la bază, centură în acoladă cu medalion central și motiv decorativ rocaille, șezută ușor trapezoidală, cu tapiserie Abusson cu scenă peisagistică: moară la malul unui râu, în malul unui râu, în prim plan busolă și cărți; brațe retrase, sprijinite pe consolă, cotiere cu pernițe; spătar tapițat, cu ramă aurită, ușor rotunjită superior și profilată central cu motiv rocaille. Decorul tapiseriei spătarului prezintă un personaj feminin drapat șezând, cu ceas și mecanism cu rotițe, alături de un putto, în peisaj cu arbori și ghirlande de flori, simbolizând alegoric, timpul. | Muzeul Național Peleș, Sinaia                              | Cimec    |
|      | Fotoliu                                                         | Datare: Sec. XVIII;2/4 Școală: Manufactura Abusson, Franța Material: lemn, esență tare, sculptat, stucat, aurit, tapițat, tapiserie, lână, bumbac, basse-lisse, catifea                                                         | Fotoliu cu picioare curbate în interior și volută la bază, centură în acoladă cu medalion central și motiv decorativ rocaille, șezută ușor trapezoidală, cu tapiserie Abusson cu decor arhitectonic în fundal, peisaj cu trunchi de copac doborât și ghirlande de trandafiri în prim plan. Brațe ușor retrase, sprijinite în consolă, cotiere cu pernițe; spătar tapițat, cu ramă aurită, ușor rotunjită superior și profilată central cu motiv rocaille. Decorul tapiseriei spătarului prezintă un personaj feminin drapat, simbolizând artele frumoase, cu șevalet, penel, șezând lângă un putto care pozează în peisaj cu arbori și ghirlande de flori. | Muzeul Național Peleș, Sinaia                              | Cimec    |
|      | Fotoliu                                                         | Datare: Sec. XVIII;2/4 Școală: Manufactura Abusson, Franța Material: lemn, esență tare, sculptat, stucat, aurit, tapițat, tapiserie, lână, bumbac, basse-lisse, catifea                                                         | Fotoliu cu picioare curbate în interior și volută la bază, centură în acoladă cu medalion central și motiv decorativ rocaille, șezută ușor trapezoidală, cu tapiserie Abusson cu decor arhitectonic: capitel din marmură, instrumente de arhitectură în peisaj cu arbori și ghirlande de trandafiri. Brațe ușor retrase, sprijinite în consolă, cotiere cu pernițe; spătar tapițat, cu ramă aurită, ușor rotunjită superior și profilată central cu motiv rocaille. Decorul tapiseriei spătarului prezintă un personaj feminin drapat, simbolizând arhitectura alături de un putto cu papirus în peisaj cu arbori și ghirlande de flori. | Muzeul Național Peleș, Sinaia                              | Cimec    |
|      | Fotoliu mare (șezlong Duchesse)                                 | Datare: Sec. XVIII;2/4 Școală: Manufactura Abusson, Franța Material: lemn, esență tare, sculptat, stucat, aurit, tapițat, tapiserie, lână, bumbac, basse-lisse, catifea                                                         | Șezlong Duchesse alcătuit din trei piese: fotoliu mare, fotoliu mic, taburet. Fotoliul mare are picioarele ușor curbate în interior, volută la bază, centură în acoladă cu medalion central decorat cu motiv rocaille, picioarele din față mult distanțate față de cele din spate. Șezută trapezoidală cu pernă detașabilă, decor arhitectonic în peisaj, cu atribute ale navigației (glob terestru, lunetă, compas etc.). Spătar plin, cu două aripi laterale li tapiserie cu personaj feminin în costumație de sec. XVIII, reprezentând alegoric geografia, alături de un putto cu papirus. Fotoliul mic, identic cu fotoliul mare, dar de dimensiuni reduse, tapițat cu tapiserie Abusson cu decor la șezută cu sculpturi, busturi de tineri, din marmură, așezate în dezordine (unul căzut) cu arbori și ghirlande de flori, spătar semicircular cu tapiserie decorată cu putto ținând o statuetă, bust de tânăr, în peisaj cu flori și arbori. Taburet cu pernă detașabilă, tapiserie cu decor central un vultur cu aripile deschise, atribute militare (săgeți, sulițe, coifuri) în peisaj marin cu ghirlande de flori. | Muzeul Național Peleș, Sinaia                              | Cimec    |
|      | Masă extensibilă                                                | Datare: Sec. XIX;1/2 Școală: Atelier B. Caravagno, Vannes, Basse-Bretagne, Franța Material: lemn de stejar, cioplit, sculptat, strunjit, lustruit                                                                               | Masă extensibilă pentru 12 persoane, cu patru picioare baluștrii, unite prin traversă câte două. La mijloc, două picioare svelte formând rama de extindere. Blatul dreptunghiular, cu suprafața lisă și bordură sculptată cu motiv vegetal. Sub blat o centrură grilajată din baluștrii reduși, pe laturile fixe. | Muzeul Național Peleș, Sinaia                              | Cimec    |
|      | Scaun                                                           | Datare: Sec. XIX;1/2 Școală: Atelier B. Caravagno, Vannes, Basse-Bretagne, Franța Material: lemn de stejar, cioplit, sculptat, strunjit, lustruit, postav                                                                       | Scaun cu patru picioare drepte, cu saboți profilați la cele din față, sculptați pe întreaga suprafață cu motive vegetale, unite prin traversă în H. Sub șezuta ușor trapezoidală, grilaj din baluștrii reduși. Spătarul cu montanți sculptați cu motive vegetale mărunte și casetă cu semicerc din rozetă solară format din două registre de baluștrii mici. În casetă scenă rustică: un țăran breton (la unele piese țărancă), cu o unealtă de lucru: coasă, lopată, fus etc. în peisaj. | Muzeul Național Peleș, Sinaia                              | Cimec    |
|      | Scaun                                                           | Datare: Sec. XIX;1/2 Școală: Atelier B. Caravagno, Vannes, Basse-Bretagne, Franța Material: lemn de stejar, cioplit, sculptat, strunjit, lustruit, postav                                                                       | Scaun cu patru picioare drepte, cu saboți profilați la cele din față, sculptați pe întreaga suprafață cu motive vegetale, unite prin traversă în H. Sub șezuta ușor trapezoidală, grilaj din baluștrii reduși. Spătarul cu montanți sculptați cu motive vegetale mărunte și casetă cu semicerc din rozetă solară format din două registre de baluștrii mici. În casetă scenă rustică: un țăran breton (la unele piese țărancă), cu o unealtă de lucru: coasă, lopată, fus etc. în peisaj. | Muzeul Național Peleș, Sinaia                              | Cimec    |
|      | Scaun                                                           | Datare: Sec. XIX;1/2 Școală: Atelier B. Caravagno, Vannes, Basse-Bretagne, Franța Material: lemn de stejar, cioplit, sculptat, strunjit, lustruit, postav                                                                       | Scaun cu patru picioare drepte, cu saboți profilați la cele din față, sculptați pe întreaga suprafață cu motive vegetale, unite prin traversă în H. Sub șezuta ușor trapezoidală, grilaj din baluștrii reduși. Spătarul cu montanți sculptați cu motive vegetale mărunte și casetă cu semicerc din rozetă solară format din două registre de baluștrii mici. În casetă scenă rustică: un țăran breton (la unele piese țărancă), cu o unealtă de lucru: coasă, lopată, fus etc. în peisaj. | Muzeul Național Peleș, Sinaia                              | Cimec    |
|      | Scaun                                                           | Datare: Sec. XIX;1/2 Școală: Atelier B. Caravagno, Vannes, Basse-Bretagne, Franța Material: lemn de stejar, cioplit, sculptat, strunjit, lustruit, postav                                                                       | Scaun cu patru picioare drepte, cu saboți profilați la cele din față, sculptați pe întreaga suprafață cu motive vegetale, unite prin traversă în H. Sub șezuta ușor trapezoidală, grilaj din baluștrii reduși. Spătarul cu montanți sculptați cu motive vegetale mărunte și casetă cu semicerc din rozetă solară format din două registre de baluștrii mici. În casetă scenă rustică: un țăran breton (la unele piese țărancă), cu o unealtă de lucru: coasă, lopată, fus etc. în peisaj. | Muzeul Național Peleș, Sinaia                              | Cimec    |
|      | Scaun                                                           | Datare: Sec. XIX;1/2 Școală: Atelier B. Caravagno, Vannes, Basse-Bretagne, Franța Material: lemn de stejar, cioplit, sculptat, strunjit, lustruit, postav                                                                       | Scaun cu patru picioare drepte, cu saboți profilați la cele din față, sculptați pe întreaga suprafață cu motive vegetale, unite prin traversă în H. Sub șezuta ușor trapezoidală, grilaj din baluștrii reduși. Spătarul cu montanți sculptați cu motive vegetale mărunte și casetă cu semicerc din rozetă solară format din două registre de baluștrii mici. În casetă scenă rustică: un țăran breton (la unele piese țărancă), cu o unealtă de lucru: coasă, lopată, fus etc. în peisaj. | Muzeul Național Peleș, Sinaia                              | Cimec    |
|      | Scaun                                                           | Datare: Sec. XIX;1/2 Școală: Atelier B. Caravagno, Vannes, Basse-Bretagne, Franța Material: lemn de stejar, cioplit, sculptat, strunjit, lustruit, postav                                                                       | Scaun cu patru picioare drepte, cu saboți profilați la cele din față, sculptați pe întreaga suprafață cu motive vegetale, unite prin traversă în H. Sub șezuta ușor trapezoidală, grilaj din baluștrii reduși. Spătarul cu montanți sculptați cu motive vegetale mărunte și casetă cu semicerc din rozetă solară format din două registre de baluștrii mici. În casetă scenă rustică: un țăran breton (la unele piese țărancă), cu o unealtă de lucru: coasă, lopată, fus etc. în peisaj. | Muzeul Național Peleș, Sinaia                              | Cimec    |
|      | Scaun                                                           | Datare: Sec. XIX;1/2 Școală: Atelier B. Caravagno, Vannes, Basse-Bretagne, Franța Material: lemn de stejar, cioplit, sculptat, strunjit, lustruit, postav                                                                       | Scaun cu patru picioare drepte, cu saboți profilați la cele din față, sculptați pe întreaga suprafață cu motive vegetale, unite prin traversă în H. Sub șezuta ușor trapezoidală, grilaj din baluștrii reduși. Spătarul cu montanți sculptați cu motive vegetale mărunte și casetă cu semicerc din rozetă solară format din două registre de baluștrii mici. În casetă scenă rustică: un țăran breton (la unele piese țărancă), cu o unealtă de lucru: coasă, lopată, fus etc. în peisaj. | Muzeul Național Peleș, Sinaia                              | Cimec    |
|      | Scaun                                                           | Datare: Sec. XIX;1/2 Școală: Atelier B. Caravagno, Vannes, Basse-Bretagne, Franța Material: lemn de stejar, cioplit, sculptat, strunjit, lustruit, postav                                                                       | Scaun cu patru picioare drepte, cu saboți profilați la cele din față, sculptați pe întreaga suprafață cu motive vegetale, unite prin traversă în H. Sub șezuta ușor trapezoidală, grilaj din baluștrii reduși. Spătarul cu montanți sculptați cu motive vegetale mărunte și casetă cu semicerc din rozetă solară format din două registre de baluștrii mici. În casetă scenă rustică: un țăran breton (la unele piese țărancă), cu o unealtă de lucru: coasă, lopată, fus etc. în peisaj. | Muzeul Național Peleș, Sinaia                              | Cimec    |
|      | Scaun                                                           | Datare: Sec. XIX;1/2 Școală: Atelier B. Caravagno, Vannes, Basse-Bretagne, Franța Material: lemn de stejar, cioplit, sculptat, strunjit, lustruit, postav                                                                       | Scaun cu patru picioare drepte, cu saboți profilați la cele din față, sculptați pe întreaga suprafață cu motive vegetale, unite prin traversă în H. Sub șezuta ușor trapezoidală, grilaj din baluștrii reduși. Spătarul cu montanți sculptați cu motive vegetale mărunte și casetă cu semicerc din rozetă solară format din două registre de baluștrii mici. În casetă scenă rustică: un țăran breton (la unele piese țărancă), cu o unealtă de lucru: coasă, lopată, fus etc. în peisaj. | Muzeul Național Peleș, Sinaia                              | Cimec    |
|      | Scaun                                                           | Datare: Sec. XIX;1/2 Școală: Atelier B. Caravagno, Vannes, Basse-Bretagne, Franța Material: lemn de stejar, cioplit, sculptat, strunjit, lustruit, postav                                                                       | Scaun cu patru picioare drepte, cu saboți profilați la cele din față, sculptați pe întreaga suprafață cu motive vegetale, unite prin traversă în H. Sub șezuta ușor trapezoidală, grilaj din baluștrii reduși. Spătarul cu montanți sculptați cu motive vegetale mărunte și casetă cu semicerc din rozetă solară format din două registre de baluștrii mici. În casetă scenă rustică: un țăran breton (la unele piese țărancă), cu o unealtă de lucru: coasă, lopată, fus etc. în peisaj. | Muzeul Național Peleș, Sinaia                              | Cimec    |
|      | Scaun                                                           | Datare: Sec. XIX;1/2 Școală: Atelier B. Caravagno, Vannes, Basse-Bretagne, Franța Material: lemn de stejar, cioplit, sculptat, strunjit, lustruit, postav                                                                       | Scaun cu patru picioare drepte, cu saboți profilați la cele din față, sculptați pe întreaga suprafață cu motive vegetale, unite prin traversă în H. Sub șezuta ușor trapezoidală, grilaj din baluștrii reduși. Spătarul cu montanți sculptați cu motive vegetale mărunte și casetă cu semicerc din rozetă solară format din două registre de baluștrii mici. În casetă scenă rustică: un țăran breton (la unele piese țărancă), cu o unealtă de lucru: coasă, lopată, fus etc. în peisaj. | Muzeul Național Peleș, Sinaia                              | Cimec    |
|      | Scaun                                                           | Datare: Sec. XIX;1/2 Școală: Atelier B. Caravagno, Vannes, Basse-Bretagne, Franța Material: lemn de stejar, cioplit, sculptat, strunjit, lustruit, postav                                                                       | Scaun cu patru picioare drepte, cu saboți profilați la cele din față, sculptați pe întreaga suprafață cu motive vegetale, unite prin traversă în H. Sub șezuta ușor trapezoidală, grilaj din baluștrii reduși. Spătarul cu montanți sculptați cu motive vegetale mărunte și casetă cu semicerc din rozetă solară format din două registre de baluștrii mici. În casetă scenă rustică: un țăran breton (la unele piese țărancă), cu o unealtă de lucru: coasă, lopată, fus etc. în peisaj. | Muzeul Național Peleș, Sinaia                              | Cimec    |
|      | Bufet                                                           | Datare: Sec. XIX;1/2 Școală: Atelier B. Caravagno, Vannes, Basse-Bretagne, Franța Material: lemn de stejar: cioplit, sculptat, strunjit, lustruit, tapițat                                                                      | Piesă masivă, cu opt picioare sfere aplatizate, sculptate cu motiv mărunt vegetal, două corpuri inegale ca mărime: cel inferior, prezintă trei uși, două înguste pe laturi și cea din mijloc, lată, cu sculptură bogată: casete și medalioane circulare cu scene din viața țăranilor bretoni și rozete. Deasupra, sub blatul corpului superior, trei sertare înguste decorate cu motiv floral-vegetal, sculptat. Legătura celor două corpuri este realizată printr-un panou de fundal și doi baluștri frontali sprijinind părțile laterale cu dulăpioare având ușile sculptate în registre: casetă cu țăran breton, motiv grilaj din baluștrii și rozetă. La mijloc, ușă mare cu trei casete sculptate: două mici, superior cu câte un țăran în peisaj și inferior o scenă bahică cu grup de țărani. Cornișă profilată și susținută de baluștri reduși. Decorurile aparțin unor repertorii distincte, specifice regiunii Bretagne: gramatica ornamentală a artei populare, cu motive geometrice simple alături de siluetele oamenilor sau animalelor, flora, tratată naturalist sau stilizat (în special vegetalele), motivele de origine celtică (rozete, spirale) și simbolurile creștine: pești, cruce etc. Bogăția sculpturală a panourilor, compozițiile arhitectonice sunt interpretări ale stilului Louis XVI. Se remarcă migala în crearea detaliilor la scenele sculpturale, manual realizate și umorul caracteristic țăranilor bretoni. | Muzeul Național Peleș, Sinaia                              | Cimec    |
|      | Bufet                                                           | Datare: Sec. XIX;1/2 Școală: Atelier B. Caravagno, Vannes, Basse-Bretagne, Franța Material: lemn de stejar, marmură; lemn: cioplit, sculptat, strunjit, lustruit; marmură: tăiată, șlefuită                                     | Face parte dintr-o garnitură de sufragerie formată din 15 piese. Bufet susținut de un soclu-panou cu borduri sculptate mărunt, motiv vegetal regulat, pe care sunt montați patru piloni: doi baluștrii în față și doi piloni drepți în fundal, susținând corpul piesei format din trei registre compoziționale, îmbinate prin cepuri de panoul fundal. Corpul inferior cu două uși și două sertare prezintă un medalion sculptat pe fiecare ușă cu țăran și țărancă la un han, în peisaj, fiecare scenă fiind bordată de sculptură cu motiv vegetal. Pe fețele sertarelor, câte două medalioane cu motiv floral-vegetal și rozetă în medalion central. Corpul superior, cu blat din marmură cafeniu-roșcat, panou fundal cu scenă rustică în peisaj: țăran și țărancă discutând, ea poartă pe cap coș susținut de brațul stâng, el se sprijină într-o coasă. De o parte și de cealaltă, rozete din baluștrii mărunți, în casete. Doi baluștrii susțin o etajeră îngustă, destinată expunerii farfuriilor. Bordură vegetală, sculptată mărunt, panou de fundal cu trei casete: decor vegetal și superior grilaj din baluștrii reduși cu cornișă bogată, sculptată cu frunză de acant. | Muzeul Național Peleș, Sinaia                              | Cimec    |
|      | Banchetă                                                        | Datare: Sec. XIX;1/2 Școală: Atelier B. Caravagno, Vannes, Basse-Bretagne, Franța Material: lemn de stejar, ținte metalice, galon; lemn: cioplit, sculptat, strunjit, lustruit                                                  | Bancheta face parte dintr-o garnitură de salon, formată din cinci piese. Șezută dreptunghiulară capitonată cu postav verde, 6 picioare legate cu traversă în H, montanți sculptați cu motiv solzi, centură cu grilaj din baluștri reduși și două ornamente semicercuri radiate, spătar înalt cu grilaj superior și la bază. Decor sculptural în trei casete (două laterale și una centrală, mai mică și arcadată) cu scene din viața țăranilor bretoni. Una din casete prezintă un grup de țărani la crâșma din sat, cu inscripție în limba franceză, "Au dernier sou". | Muzeul Național Peleș, Sinaia                              | Cimec    |
|      | Scaun                                                           | Datare: Sec. XIX;1/2 Școală: Atelier B. Caravagno, Vannes, Basse-Bretagne, Franța Material: lemn de stejar, galon; lemn: cioplit, sculptat, strunjit, lustruit, tapițat                                                         | Scaunul face parte dintr-o garnitură de salon formată din cinci piese. Scaun cu picioare drepte, sculptate cu motive solzi, unite prin traverse în H, saboți profilați la picioarele din față, centură grilajata și median porțiune sculptată în acoladă, șezută ușor trapezoidală, capitonată cu postav verde, spătar înalt cu montanți sculptați cu motiv vegetal, grilaje din baluștri reduși încadrând panoul, divizat în două părți cu decor bogat sculptat: țărancă și țăran din Bretagne șezând sub o arcadă vegetală (motiv trilobat). | Muzeul Național Peleș, Sinaia                              | Cimec    |
|      | Scaun                                                           | Datare: Sec. XIX;1/2 Școală: Atelier B. Caravagno, Vannes, Basse-Bretagne, Franța Material: lemn de stejar, galon; lemn: cioplit, sculptat, strunjit, lustruit, tapițat                                                         | Scaun cu picioare drepte, sculptate cu motive solzi, unite prin traverse în H, saboți profilați la picioarele din față, centură grilajata și median porțiune sculptată în acoladă, șezută ușor trapezoidală, capitonată cu postav verde, spătar înalt cu montanți sculptați cu motiv vegetal, grilaje din baluștri reduși încadrând panoul, divizat în două părți cu decor bogat sculptat: țărancă și țăran din Bretagne șezând sub o arcadă vegetală (motiv trilobat). Scaunul face parte dintr-o garnitură de salon formată din 5 piese. | Muzeul Național Peleș, Sinaia                              | Cimec    |
|      | Scaun                                                           | Datare: Sec. XIX;1/2 Școală: Atelier B. Caravagno, Vannes, Basse-Bretagne, Franța Material: lemn de stejar, postav; lemn: cioplit, sculptat, strunjit, lustruit                                                                 | Scaun cu patru picioare drepte, cu saboți profilați la cele din față, sculptați pe întreaga suprafață cu motive vegetale mărunte, unite prin traverse în H. Sub șezuta pătrată, grilaj din baluștrii reduși. Rama șezutei sculptată cu frunză de acant stilizată. Spătarul cu montanți sculptați cu motive vegetale mărunte și casetă cu semicerc din rozetă solară formată din două registre de baluștrii mici și un țăran breton (la alte piese, țărancă), cu o unealtă de lucru, în peisaj. Scaunul face parte dintr-o garnitură de salon formată din 5 piese. | Muzeul Național Peleș, Sinaia                              | Cimec    |
|      | Scaun                                                           | Datare: Sec. XIX;1/2 Școală: Atelier B. Caravagno, Vannes, Basse-Bretagne, Franța Material: lemn de stejar: cioplit, sculptat, strunjit, lustruit, tapițat                                                                      | Scaun cu patru picioare drepte, cu saboți profilați la cele din față, sculptați pe întreaga suprafață cu motive vegetale mărunte, unite prin traverse în H. Sub șezuta pătrată, grilaj din baluștrii reduși. Rama șezutei sculptată cu frunză de acant stilizată. Spătarul cu montanți sculptați cu motive vegetale mărunte și casetă cu semicerc din rozetă solară formată din două registre de baluștrii mici și un țăran breton (la alte piese, țărancă), cu o unealtă de lucru, în peisaj. Scaunul face parte dintr-o garnitură de salon formată din 5 piese. | Muzeul Național Peleș, Sinaia                              | Cimec    |
|      | Scenă galantă                                                   | Datare: Sf. sec. XVII - înc. sec. XVIII Școală: Școală franceză Descoperit: Franța Material: acuarelă pe fildeș | Miniatura este extrem de rară prin compoziția cu o scenă galantă fapt pentru care lucrarea are o valoare deosebită. Miniatura reprezintă două personaje, un bărbat și o femeie, în costume reprezentative pentru nobilimea franceză de la sfârșitul secolului XVII și începutul secolului XVIII (Ludovic al XIV). Miniatura este în stare foarte bună și este înrămată sub formă de medalion. Rama din metal comun și geamul sunt originale. | Muzeul Județean de Istorie și Arheologie Prahova, Ploiești | Cimec    |
|      | Portretul unei tinere femei                                     | Datare: Sec. XIX;1/2 Școală: Școală românească Material: acuarelă pe fildeș | Miniatura reprezintă portretul unei tinere femei din elita societății și reprezintă exemplu de miniatură de la începutul secolului XIX (cca. 1830). Rama este originală și este confecționată din plăcuțe de sidef fixate pe lemn. | Muzeul Județean de Istorie și Arheologie Prahova, Ploiești | Cimec    |
|      | Portretul unui bărbat                                           | Datare: Sec. XIX;1/2 Școală: Școală românească Material: acuarelă pe fildeș | Miniatura reprezintă portretul unui bărbat din înalta societate românească din prima jumătate a secolului XIX (cca. 1830). Lucrarea este un document relevant pentru istoria costumului. Rama este originală și este confecționată din plăcuțe de sidef fixate pe lemn. | Muzeul Județean de Istorie și Arheologie Prahova, Ploiești | Cimec    |
|      | Portretul unui bărbat                                           | Datare: Sec. XVIII Școală: Școală românească Material: acuarelă pe fildeș | Miniatura reprezintă portretul unui boier autohton în costum de interior specific de influență orientală fapt ce-i conferă raritatea. Lucrarea oferă detalii importante din vestimentația modelului. Miniatura este înrămată sub formă de medalion, rama fiind turnată din metal comun auriu. | Muzeul Județean de Istorie și Arheologie Prahova, Ploiești | Cimec    |
|      | Portretul unei tinere femei Autor: Lecca, Constantin            | Datare: 1838 Școală: Școală românească Material: acuarelă pe fildeș | Lucrarea este un exemplu tipic de acuarelă cu caracter miniatural de la începutul secolului XIX. Miniatura reprezintă portretul unei tinere femei din înalta societate autohtonă și este un bun exemplu pentru istoria costumului de epocă. Lucrarea este semnată dreapta jos cu galben și datată 1838. Starea de conservare este relativ bună, lipsă din marginea hârtiei în partea stângă. | Muzeul Județean de Istorie și Arheologie Prahova, Ploiești | Cimec    |
|      | Portretul unui bărbat                                           | Datare: Sec. XIX;1/2 Școală: Școală europeană Material: acuarelă pe fildeș | Miniatura reprezintă portretul unui bărbat în redingotă bleumarin cu nasturi metalici (posibil uniformă). Miniatura este autentică și rară. Lucrarea este înrămată între două capace de cristal, în spate fiind fixată pe mătase roz o șuviță de păr a unei persoane apropiate, fapt ce constituie un duios document de epocă. | Muzeul Județean de Istorie și Arheologie Prahova, Ploiești | Cimec    |
|      | Ienăchiță Văcărescu Autor: Chladek, Anton                       | Datare: sec. XIX;1/2 Școală: Școală românească Material: acuarelă pe fildeș | Portretul lui Ienăchiță Văcărescu este o miniatură foarte rară reprezentând un înalt demnitar al Țării Românești din prima jumătate a secolului XIX. Lucrarea este semnată dreapta jos cu inițialele A. C. (Anton Chladek). Miniatura este înrămată sub formă de medalion, rama este din porțelan încastrat în metal comun auriu. | Muzeul Județean de Istorie și Arheologie Prahova, Ploiești | Cimec    |
|      | Zoe Emanoil Florescu                                            | Datare: Sec. XIX;1/2 Școală: Școală europeană Material: acuarelă pe fildeș | Portretul Zoei Emanoil Florescu este o miniatură rară din prima jumătate a secolului XIX și reprezintă o doamnă din înalta societate românească. Miniatura este înrămată sub formă de medalion cu rama turnată din metal comun auriu. Piesa este originală. | Muzeul Județean de Istorie și Arheologie Prahova, Ploiești | Cimec    |
|      | Portretul unui ofițer superior                                  | Datare: Sec. XIX;4/4 Școală: Școală central-europeană Material: acuarelă pe fildeș | Miniatura reprezintă portretul unui ofițer superior de cavalerie din Miliția Pământeană a Moldovei din a patra decadă a secolului XIX. Remarcabilă este ilustrarea foarte fidelă a detaliilor de uniformă. Miniatura este o lucrare rară și autentică. Rama este ovală din lemn vopsit negru. Atât rama, cât și geamul sunt originale. | Muzeul Județean de Istorie și Arheologie Prahova, Ploiești | Cimec    |
|      | Alecu Plagino Autor: Curion, Alessandro                         | Datare: 1905 Școală: Școală italiană Descoperit: Roma, Italia Material: acuarelă pe fildeș | Miniatura reprezintă pe Alecu Plagino, nepotul lui Barbu Știrbei, un intelectual de la începutul secolului XX. Miniatura este autentică, și foarte valoroasă datorită rarității ei. Lucrarea este înrămată sub formă de medalion în ramă bătută din metal comun auriu. | Muzeul Județean de Istorie și Arheologie Prahova, Ploiești | Cimec    |
|      | Ladă cu capac                                                   | Datare: Sec. XVIII;4/4 Școală: Atelier german Material: lemn de nuc | Ladă de formă paralelipipedică, cu patru picioare soclu, sculptate cu decor frunză de acant în evantai și motiv perlat în volută, baza corpului cu centură sculptată "în acoladă", cu motive vegetale. Corpul, cu panouri lise pe trei laturi și frontal cu sculptură bogată: scenă din mitologia marină, două căști comitale în scuturi, în basorelief, încadrată de chenare de furnir alternând cu borduri sculptate cu motiv de ove. De o parte și cealaltă a scenei marine, două casete marchetate cu motive geometrice. | Muzeul Național Peleș, Sinaia                              | Cimec    |
|      | Cabinet                                                         | Datare: Sec. XVII;4/4 Școală: Atelier italian Material: lemn de nuc; palisandru; brad; os; metal comun | Piesa este compusă din subansamble, provenite de la alte piese, probabil descompletate, realcătuite, astfel încât să reprezinte un tot unitar. Se pot distinge cel puțin două - dacă nu trei - faze de execuție, la care au participat meșteri diferiți, probabil în epoci diferite. Inscripția, găsită pe spatele unei plăcuțe de os, conduce la presupunerea că unul din atelierele prin care a trecut piesa, se află undeva în peninsula Iberică. | Muzeul Național Peleș, Sinaia                              | Cimec    |
|      | Cabinet                                                         | Datare: Sec. XIX;4/4 Școală: Atelier italian Material: lemn de tei; metal comun | Cabinet cu postament, cu placă fundal și patru picioare baluștri, svelte, corp superior cu 15 sertărașe, iar sub blat așezate alăturat două sertare. Plăcuțe metalice, decorate cu scene mitologice, mascheroni, motive floral-vegetale, pe fiecare sertar. Montanți rabatabili prevăzuți cu locașuri de depozitare, ascunse. Corpul inferior se sprijină pe patru piciorușe sfere aplatizate. Îmbinări executate prin încleiere și coadă de rândunică. | Muzeul Național Peleș, Sinaia                              | Cimec    |
|      | Comodă                                                          | Datare: Sec. XIX;4/4 Școală: Atelier francez Material: lemn; esențe exotice; bronz; marmură | Copie după o comodă franceză semnată Jean-Henri Riesner (1734-1806). Comodă cu panourile ondulate convex-concav, alternativ, blat de marmură albă. Corpul înalt, cu două uși inegale și trei sertare sub blat, panourile sunt marchetate în multiple esențe de lemn, motiv decorativ rețea de cuburi, central un panou cu decor delicat: un buchet de flori într-un vas. Aplicații de bronz (rame, frize decupate, rozete, frunze de acant). | Muzeul Național Peleș, Sinaia                              | Cimec    |
|      | Masă-consolă                                                    | Datare: Sec. XIX;4/4 Școală: Atelier italian Material: lemn de stejar; faianță | Masă - consolă mare, piesă de aparat, impozantă, cu soclul dreptunghiular, retras prin porțiune centrală, sculptat în meplat cu decor vegetal în volută; placă fundal, decorată cu sculptură în meplat cu voluta vegetale și incizii punctiforme. De o parte și de cealaltă doi lei, sculptați în ronde-bosse șezând, susțin blatul ce preia forma soclului, cu retragere centrală: sculptură în meplat cu motive vegetale în volută și median 16 plăci din faianță pictate policrom, în manieră italiană, cu scenă de teatru antic. Centură profilată central, în acoladă, sculptată cu volute vegetale. Îmbinări prin încleiere și cepuri. | Muzeul Național Peleș, Sinaia                              | Cimec    |
|      | Masă                                                            | Datare: Sec. XVI;4/4 Școală: Atelier florentin Material: lemn de nuc | Masă lungă, cu blat dreptunghiular, lis, bordură sculptată cu brâu din motive denticuli, două picioare-panouri masive, purtând cartuș heraldic, în ancadrament vegetal sculptat, flancat de câte două himere adosate în ronde-bosse, pe tălpic lat. Impresia artistică deosebită este conferită de mărimea impresionantă și locul potrivit al expunerii: holul de onoare, principala sală de recepție a castelului. Îmbinările sunt realizate prin încheiere și cepuri. | Muzeul Național Peleș, Sinaia                              | Cimec    |
|      | Masă                                                            | Datare: Sec. XVIII;4/4 Școală: Atelier elvețian Material: lemn de nuc; os; diverse esențe de lemn | Masă cu patru picioare, montate oblic, ușor sculptate cu frunză de acant, legate jos în ramă; tambur fals în acoladă, blat dreptunghiular, bogat marchetat, cu porțiune centrală, dreptunghiulară pe fond abanos, cu motive arabescuri, un registru marginal lat, cu motive floral-vegetale în volută și la colțuri blazoane nobiliare din os. Îmbinări prin încheiere. | Muzeul Național Peleș, Sinaia                              | Cimec    |
|      | Masă                                                            | Datare: Prima jumătate a sec. XVIII Școală: Atelier francez Material: lemn de nuc; diverse exotice; bronz | Masă de salon cu blatul oval, patru picioare puternic galbate, intarsiate și pictate, cu ornamente din bronz la partea superioară, cu motiv rocaille. Centură în "arc de arbaletă" cu marchetărie pictată și ramă din bronz cu decor ghirlandă vegetală. Blatul oval, festonat, cu rămiță din bronz, decorată cu motive rocaille și butoni, alternând. Fondul coloristic al blatului, închis, spre negru, cu intarsii bogate și pictură formând ghirlande de trandafiri și central în medalioane, atributele muzicii (trompetă, liră) și ale vânătorii (tolbă cu săgeți). Siluetă fină, linii fluide, execuție îngrijită, îmbinări prin încleiere. Piesă achiziționată de Muzeul Peleș în anul 1972, de la o persoană particulară. | Muzeul Național Peleș, Sinaia                              | Cimec    |
|      | Cassonă                                                         | Datare: Sec. XVII;1/4 Școală: Atelier italian Material: lemn de stejar; cristal; catifea | Cassonă - vitrină, înaltă, de formă paralelipipedică cu patru picioare sfere aplatizate, postament lat, profilat cu motiv floral sculptat, panouri bogat sculptate cu scenă mitologică marină: Neptun și două sirene, casete laterale cu decor vegetal în volută; incluse în panoul central două colonete compozite și canelate. Blatul din cristal închizând vitrina, căptușită cu catifea din bumbac bej. Borduri profilate cu decor floral mărunt, sculptat. Capac cu șarniere metalice. | Muzeul Național Peleș, Sinaia                              | Cimec    |
|      | Fotoliu                                                         | Datare: Sec. XIX;4/4 Școală: Atelier austriac Material: lemn de nuc; piele policromată | Fotoliu mare, compus din linii drepte, spătar înalt cu fronton bogat decorat și profilat, cu stemă surmontată de coroană deschisă, montanți terminați în volute vegetale (frunză de acant). Brațe late, picioare pilaștri legate frontal prin traversă, cu medalion central, figurând un cap de războinic, flancat de delfini și decor vegetal, terminate în față cu sculptură capete de lei, iar în spate volute simple. Șezuta și parțial spătarul îmbrăcate în piele gen Cordoba, cu motive floral-vegetale, policromată discret și parțial aurită. Pielea este replică realizată în România, anul 1978. | Muzeul Național Peleș, Sinaia                              | Cimec    |
|      | Fotoliu                                                         | Datare: Sec. XIX;4/4 Școală: Atelier austriac Material: lemn de nuc; piele policromată | Fotoliu mare, compus din linii drepte, spătar înalt cu fronton bogat decorat și profilat, cu stemă surmontată de coroană deschisă, montanți terminați în volute vegetale (frunză de acant). Brațe late, picioare pilaștri legate frontal prin traversă, cu medalion central figurând un cap de războinic, flancat de delfini și decor vegetal, terminate în față cu sculptură, capete de lei, iar în spate volute simple. Șezuta și parțial spătarul, îmbrăcate în piele gen Cordoba, cu motive floral-vegetale, policromată discret și parțial aurită. Pielea este replică realizată în România, anul 1978. | Muzeul Național Peleș, Sinaia                              | Cimec    |
|      | Fotoliu                                                         | Datare: Sec. XIX;4/4 Școală: Atelier austriac Material: lemn de nuc; piele; mătase; metal comun | Fotoliu mare, cu picioare drepte, unite prin traversă formând tălpic, două câte două, cele din față cu gheară (convențională), aurită; montanți înalți cu decor sculptat cu frunză de acant în volută, la partea superioară. Brațe drepte, sprijinite pe balustru montat în rama șezutei. Șezută lată îmbrăcată în piele maron închis, prinsă în ținte metalice. Centură lată, îmbrăcată în piele decorată cu brâuri vegetale, aurite și inferior franjuri din mătase. Spătar îmbrăcat în piele, cu însemn heraldic în centru, încadrat de motive decorative vegetale aurite și dublu chenar vegetal, aurit. La partea inferioară, franjuri prinse în galon cu ținte. | Muzeul Național Peleș, Sinaia                              | Cimec    |
|      | Fotoliu                                                         | Datare: Sec. XIX;4/4 Școală: Atelier austriac Material: lemn de nuc; piele; mătase; metal comun | Fotoliu mare, cu picioare drepte, unite prin traversă formând tălpic, două câte două, cele din față cu gheară (convențională), aurită; montanți înalți, cu decor sculptat cu frunză de acant în volută, la partea superioară. Brațe drepte, sprijinite pe balustru, montat în rama șezutei. Șezută lată, îmbrăcată în piele maron închis, prinsă în ținte metalice. Centură lată, îmbrăcată în piele decorată cu brâuri vegetale, aurite și inferior franjuri din mătase. Spătar, îmbrăcat în piele, cu însemn heraldic în centru, încadrat de motive decorative vegetale aurite și dublu chenar vegetal, aurit. La partea inferioară, franjuri prinse în galon cu ținte. | Muzeul Național Peleș, Sinaia                              | Cimec    |
|      | Fotoliu                                                         | Datare: Sec. XIX;4/4 Școală: Atelier austriac Material: lemn de nuc; catifea coupé; metal comun | Fotoliu mare cu picioare curbate, profilate cu figuri grotești (mascheroni), legate în H curb, cu scoică concavă la mijloc; centură profilată cu protome de leu, motive floral-vegetale în volută, motive rocaille, brațe ușor evazate spre exterior, terminate cu capete de lei, sprijinite de console putto în ronde-bosse, și câte doi putto sculptați în ronde-bosse semilungiți și rezemați de spătarul lung, tapițat; șezuta îmbrăcată în catifea de mătase, brocată, gen Genova, în tonuri de verde, bej cu motive floral-vegetale (înlocuită în anul 1978), prinsă în butoni metalici decorativi, rozete. Fotoliul este executat în stilul barocului italian creat de ebenistul Andrea Brustolon (1662-1732). | Muzeul Național Peleș, Sinaia                              | Cimec    |
|      | Fotoliu                                                         | Datare: Sec. XIX;4/4 Școală: Atelier austriac Material: lemn de nuc; catifea coupé; metal comun | Fotoliu mare cu picioare curbate, profilate cu figuri grotești (mascheroni), legate în H curb, cu scoică concavă la mijloc; centură profilată cu protome de leu, motive floral-vegetale în volută, motive rocaille, brațe ușor evazate spre exterior, terminate cu capete de lei, sprijinite de console putto în ronde-bosse, și câte doi putto sculptați în ronde-bosse semilungiți și rezemați de spătarul lung, tapițat; șezuta, îmbrăcată în catifea de mătase, brocată, gen Genova, în tonuri de verde, bej cu motive floral-vegetale (înlocuită în anul 1978), prinsă în butoni metalici decorativi, rozete. Fotoliul este executat în stilul barocului italian, creat de ebenistul Andrea Brustolon (1662-1732). | Muzeul Național Peleș, Sinaia                              | Cimec    |
|      | Fotoliu                                                         | Datare: Sec. XIX;4/4 Școală: Atelier austriac Material: lemn de nuc; catifea coupé; metal comun | Fotoliu mare cu picioare curbate, profilate cu figuri grotești (mascheroni), legate în H curb, cu scoică concavă la mijloc; centură profilată cu protome de leu, motive floral-vegetale în volută, motive rocaille, brațe ușor evazate spre exterior, terminate cu capete de lei, sprijinite de console putto în ronde-bosse, și câte doi putto sculptați în ronde-bosse semilungiți și rezemați de spătarul lung, tapițat; șezuta îmbrăcată în catifea de mătase, brocată, gen Genova, în tonuri de verde, bej cu motive floral-vegetale (înlocuită în anul 1978), prinsă în butoni metalici decorativi, rozete. Fotoliul este executat în stilul barocului italian creat de ebenistul Andrea Brustolon (1662-1732). | Muzeul Național Peleș, Sinaia                              | Cimec    |
|      | Fotoliu                                                         | Datare: Sec. XIX;4/4 Școală: Atelier austriac Material: lemn de nuc; catifea coupé; metal comun | Fotoliu mare cu picioare curbate, profilate cu figuri grotești (mascheroni), legate în H curb, cu scoică concavă la mijloc; centură profilată cu protome de leu, motive floral-vegetale în volută, motive rocaille, brațe ușor evazate spre exterior, terminate cu capete de lei, sprijinite de console putto în ronde-bosse, și câte doi putto, sculptați în ronde-bosse, semilungiți și rezemați de spătarul lung, tapițat; șezuta, îmbrăcată în catifea de mătase, brocată, gen Genova, în tonuri de verde, bej cu motive floral-vegetale (înlocuită în anul 1978), prinsă în butoni metalici decorativi, rozete. Fotoliul este executat în stilul barocului italian creat de ebenistul Andrea Brustolon (1662-1732). | Muzeul Național Peleș, Sinaia                              | Cimec    |
|      | Fotoliu                                                         | Datare: Sec. XIX;4/4 Școală: Atelier austriac Material: lemn de nuc; catifea coupé; metal comun | Fotoliu mare cu picioare curbate, profilate cu figuri grotești (mascheroni), legate în H curb, cu scoică concavă la mijloc; centură profilată cu protome de leu, motive floral-vegetale în volută, motive rocaille, brațe ușor evazate spre exterior, terminate cu capete de lei, sprijinite de console putto, în ronde-bosse, și câte doi putto sculptați în ronde-bosse semilungiți și rezemați de spătarul lung, tapițat; șezuta, îmbrăcată în catifea de mătase, brocată, gen Genova, în tonuri de verde, bej cu motive floral-vegetale (înlocuită în anul 1978), prinsă în butoni metalici decorativi, rozete. Fotoliul este executat în stilul barocului italian, creat de ebenistul Andrea Brustolon (1662-1732). | Muzeul Național Peleș, Sinaia                              | Cimec    |
|      | Fotoliu                                                         | Datare: Sec. XIX;4/4 Școală: Atelier austriac Material: lemn de nuc; catifea coupé; metal comun | Fotoliu mare cu picioare curbate, profilate cu figuri grotești (mascheroni), legate în H curb, cu scoică concavă la mijloc; centură profilată cu protome de leu, motive floral-vegetale în volută, motive rocaille, brațe ușor evazate spre exterior, terminate cu capete de lei, sprijinite de console putto în ronde-bosse, și câte doi putto sculptați în ronde-bosse, semilungiți și rezemați de spătarul lung, tapițat; șezuta, îmbrăcată în catifea de mătase, brocată, gen Genova, în tonuri de verde, bej cu motive floral-vegetale (înlocuită în anul 1978), prinsă în butoni metalici decorativi, rozete. Fotoliul este executat în stilul barocului italian creat de ebenistul Andrea Brustolon (1662-1732). | Muzeul Național Peleș, Sinaia                              | Cimec    |
|      | Fotoliu                                                         | Datare: Sec. XIX;4/4 Școală: Atelier austriac Material: lemn de nuc; catifea coupé; metal comun | Fotoliu mare cu picioare curbate, profilate cu figuri grotești (mascheroni), legate în H curb, cu scoică concavă la mijloc; centură profilată cu protome de leu, motive floral-vegetale în volută, motive rocaille, brațe ușor evazate spre exterior, terminate cu capete de lei, sprijinite de console putto în ronde-bosse, și câte doi putto sculptați în ronde-bosse semilungiți și rezemați de spătarul lung, tapițat; șezuta îmbrăcată în catifea de mătase, brocată, gen Genova, în tonuri de verde, bej cu motive floral-vegetale (înlocuită în anul 1978), prinsă în butoni metalici decorativi, rozete. Fotoliul este executat în stilul barocului italian creat de ebenistul Andrea Brustolon (1662-1732). | Muzeul Național Peleș, Sinaia                              | Cimec    |
|      | Fotoliu                                                         | Datare: Sec. XIX;4/4 Școală: Atelier austriac Material: lemn de nuc; catifea coupé; metal comun | Fotoliu mare cu picioare curbate, profilate cu figuri grotești (mascheroni), legate în H curb, cu scoică concavă la mijloc; centură profilată cu protome de leu, motive floral-vegetale în volută, motive rocaille, brațe ușor evazate spre exterior, terminate cu capete de lei, sprijinite de console putto în ronde-bosse, și câte doi putto sculptați în ronde-bosse semilungiți și rezemați de spătarul lung, tapițat; șezuta îmbrăcată în catifea de mătase, brocată, gen Genova, în tonuri de verde, bej cu motive floral-vegetale (înlocuită în anul 1978), prinsă în butoni metalici decorativi, rozete. Fotoliul este executat în stilul barocului italian creat de ebenistul Andrea Brustolon (1662-1732). | Muzeul Național Peleș, Sinaia                              | Cimec    |
|      | Fotoliu Dagobert                                                | Datare: Sec. XVII;4/4 Școală: Atelier spaniol Material: lemn de tei; piele | Fotoliu Dagobert, cu picioarele în X, unite prin traverse, cu șezuta semicirculară, din piele presată, cu inscripție în limba spaniolă: "Manoel Dos Santos", prinsă de cotiere cu benzi de piele, cotiere cu pernițe îmbrăcate în piele, montanți cu câte două capete de îngeri sculptați în ronde-bosse, spătar cu scut heraldic (Toledo), policromat și aurit. | Muzeul Național Peleș, Sinaia                              | Cimec    |
|      | Pupitru                                                         | Datare: Sec. XIX;4/4 Școală: Atelier Heymann J.D. Material: lemn de stejar; lemn de nuc; piele | Conform însemnărilor lui I.G. Duca din "Memoriile" sale, regele Carol I primea audiențele oficiale în fața acestui pupitru, stând în picioare. Blatul piesei, de formă dreptunghiulară este înclinat, îmbrăcat în piele gravată, formează capacul pupitrului. Sub blat se găsește un sertar lung. Acest corp este montat pe un fundal îngust și două console tritoni, sculptați în ronde-bosse. | Muzeul Național Peleș, Sinaia                              | Cimec    |
|      | Cabinet                                                         | Datare: Sec. XIX;4/4 Școală: Atelier Heymann J.D. Material: Lemn de nuc; santal; păr; bronz; metal comun | Cabinet de formă paralelipipedică; corpul inferior cu două uși având sculptate în altorelief două personaje mitologice: Hercule cu Hidra din Lerna și Diana, două sertare, corpul superior ușor retras, cu antablament sprijinit pe colonete adosate la montanți, cu două uși purtând un cartuș heraldic în decor floral: vultur cu aripile deschise și purtând cruce în cioc (Prusia) și leul șezând pe picioarele din spate (Nürnberg); în interior se găsește un secretaire cu 15 sertare și dulăpior central din lemn de santal și păr, marchetat cu esențe moi de lemn, formând decorul floral-vegetal și personaj feminin alegoric: primăvara. De o parte și cealaltă, două porțiuni separate prin arcade semicriculare și colonete sculptate: pe interiorul ușilor se găsește un motiv arhitectonic cu perechi de coloane cu capitel ionic incluzând amfore în locașuri arcadate prin motiv rocaille. | Muzeul Național Peleș, Sinaia                              | Cimec    |
|      | Birou                                                           | Școală: Atelier Bernhard Ludwig Material: lemn de nuc brazilian; bronz; piele | Birou mic de damă, de formă aproximativ ovală, "bob de fasole", cu latura anterioară ușor concavă, picioare înalte, galbate cu saboți din bronz. Blat îmbrăcat în piele presată, cu trei sertare sub blat și policioară cu fronton, susținută pe patru sertare mici (din două grupuri); aplicații și rămițe din bronz, formând două sfeșnice laterale cu câte două brațe-lujeri. | Muzeul Național Peleș, Sinaia                              | Cimec    |
|      | Dulap                                                           | Datare: Sec. XIX;4/4 Școală: Atelier Graeff Pagenstecher Material: lemn de stejar; metal comun; cristal | Dulap masiv, cu trei uși, trei sertare, cornișă profilată. Sculptură bogată, în casete arcadate pe cele două uși laterale, cu două alegorii, frumusețea și bogăția reprezentate de figuri feminine în ronde-bosse în ancadrament arhitectonic. Ușa dim mijloc retrasă, cu oglindă dreptunghiulară, superior semicirculară, cu motiv decorativ bizotat: ghirlandă de viță de vie. Ușile sertarelor canelate, cu încuietori din metal comun, presat. Picioare reduse, sfere aplatizate. | Muzeul Național Peleș, Sinaia                              | Cimec    |
|      | Toaletă                                                         | Datare: Sec. XIX;4/4 Școală: Atelier Graeff Pagenstecher Material: lemn de stejar; metal comun; cristal; material textil | Toaletă, formând ansamblu cu două noptiere și două sfeșnice. Formă dreptunghiulară cu fronton frânt, oglindă arcuită superior, prinsă în șarniere de corpul noptierelor și de cele două sfeșnice. Noptiere cu câte o ușă și blat din marmură. Cristalul oglinzii prezintă marginal un motiv decorativ bizotat: ghirlandă de viță de vie. | Muzeul Național Peleș, Sinaia                              | Cimec    |
|      | Pat                                                             | Școală: Atelier Martin Stöhr Material: lemn de nuc | Paturile au aparținut familiei princiare, Carol I și Elisabeta, în dormitorul de la Mănăstirea Sinaia, înaintea mutării la Castelul Peleș. Paturile sunt masive, cu câte două tăblii inegale și câte patru picioare, sfere aplatizate. Tăblia înaltă este prevăzută cu fronton circular, detașabil, sculptat în meplat cu însemnele heraldice: cifrul regelui Carol I și al Reginei Elisabeta, surmontat în coroană închisă, pe suport decorativ vegetal. Deasupra, coroane în ronde-bosse, supraînălțate. Tăbliile prezintă în partea superioară un cartuș dreptunghiular cu motiv vegetal sculptat în meplat, și alegorii ale zilei și nopții la cele exterioare, de la picioare. | Muzeul Național Peleș, Sinaia                              | Cimec    |
|      | Pat                                                             | Datare: circa 1871 Școală: Atelier Martin Stöhr Material: lemn de nuc; sculptat în meplat; strunjit; lustruit | Paturile au aparținut familiei princiare, Carol I și Elisabeta, în dormitorul de la Mănăstirea Sinaia, înaintea mutării la Castelul Peleș. Paturile sunt masive, cu câte două tăblii inegale și câte patru picioare, sfere aplatizate. Tăblia înaltă este prevăzută cu fronton circular, detașabil, sculptat în meplat cu însemnele heraldice: cifrul regelui Carol I și al Reginei Elisabeta, surmontat în coroană închisă, pe suport decorativ vegetal. Deasupra, coroane în ronde-bosse, supraînălțate. Tăbliile prezintă în partea superioară un cartuș dreptunghiular cu motiv vegetal sculptat în meplat, și alegorii ale zilei și nopții la cele exterioare, de la picioare. | Muzeul Național Peleș, Sinaia                              | Cimec    |
|      | Dulap                                                           | Datare: Sec. XIX;4/4 Școală: Atelier Heymann J.D. Material: lemn de stejar | Dulap cu două uși panouri, casetate cu decor sculptat: capete de cavaleri în cartușe superior la uși și motiv solzi alternând cu motive vegetale și caneluri în casete la montanți și frontonul profilat. La partea inferioară a ușilor, casete formând motiv șah, bordate cu volute largi, aplicate. Patru picioare formate din sfere aplatizate. Marcat: J.D. Heymann Moebel Fabrik / Hamburg Zollvereinsniederlage. | Muzeul Național Peleș, Sinaia                              | Cimec    |
|      | Birou                                                           | Datare: Sec. XIX;4/4 Școală: Atelier Heymann J.D. Material: lemn de stejar; lemn de nuc; piele; metal comun | Birou masiv dreptunghiular, cu opt picioare, ornate cu sculptură motiv mascheroni, două corpuri laterale cu panourile decorate în cartuș, profilate, cu câte o ușă flancată de colonete; trei sertare sub blat (și două sertare secrete); blatul, îmbrăcat în piele presată și gravată, de culoare maron. Este biroul regelui Carol I din cabinetul său de lucru de la Sinaia. | Muzeul Național Peleș, Sinaia                              | Cimec    |
|      | Dulap de bibliotecă                                             | Datare: Sec. XIX;4/4 Școală: Atelier Heymann J.D. Material: lemn de nuc | Dulap bibliotecă masiv, impozant, cu patru uși și patru sertare la partea inferioară, cele laterale mici și retrase; central, un compartiment liber cu raft, flancat de câte două coloane adosate și câte două uși suprapuse, în părți. Antablamentul, bordat cu brâu denticuli, distanțat de corp, cu arhitravă și cornișă, sprijinite pe opt baluștri mici. Ornamente fleuroni în ronde-bosse, supraînălțați. Îmbinări prin încleiere și cepuri. Piesa este o replică a dulapului bibliotecă din sec. XVII, aflat la Muzeul de Istorie din Basel. | Muzeul Național Peleș, Sinaia                              | Cimec    |
|      | Dulap                                                           | Datare: Sec. XIX;4/4 Școală: Atelier german Material: lemn de stejar; bronz; postav | Dressoir gigant, de formă paralelipipedică, cu soclul masiv, dulap cu trei uși frontale, panourile, sculptate în meplat, decorate cu scuturi heraldice ale familiei Hohenzollern, în ancadrament floral-vegetal. Pe două uși se găsesc sculpturi în basorelief cu strămoși ai regelui Carol I și datare: G. Karl I 1563, G. Karl II 1564, iar pe ușa centrală cifrul regelui Carol I, surmontat de coroană și deviza "Nihil sine Deo"; sub blatul dulapului se află o placă glisantă cu două trăgători din bronz, căptușită cu postav verde. Blatul este sculptat în meplat, cu figuri de strămoși ai regelui Carol l și date inscripționate în limba germană: Fridrich graf zu Zollern 980, în armură completă de cavaler; Santus Mainradus comte de Zollern 863, cu o machetă arhitectonică pe brațul stâng; Danco graf zu Zollern 840. Aceste portrete sunt intercalate cu scuturi heraldice cuprinzând cifrul regal C.C. și deviza "Nihil sine Deo". Placa fundal, foarte înaltă, susține cele trei rafturi și frontonul semicircular, frânt, cu mascheron sculptat așezat central, având de o parte și de cealaltă câte un putto în ronde-bosse. | Muzeul Național Peleș, Sinaia                              | Cimec    |
|      | Cană de bere                                                    | Datare: Sec. XVIII;3/4 Școală: Atelier Moscova, Rusia Material: argint aurit | Cană pe trei picioare bile, corp cilindric, decorat cu trei cartușe rococo, având în centru leu, delfin, respectiv vultur; capacul, surmontat de bilă, este decorat cu scenă cinegetică; ansa, în volute, poartă șarniera capacului, în formă de palmetă. | Muzeul Național Peleș, Sinaia                              | Cimec    |
|      | Farfurie                                                        | Datare: Sec. XVIII;2/2 Școală: Atelier Rouen, Franța Dimensiuni: D: 26 cm Material: faianță | Farfurie decorativă, circulară, cu marginile festonate; decor pe toată suprafața, reprezentând două păsări pe ramuri înflorite; decor policrom, caracteristic faianței de Rouen. | Muzeul Național Peleș, Sinaia                              | Cimec    |
|      | Vitrină                                                         | Datare: Sec. XVIII;1/2 Școală: Atelier italian Material: lemn de stejar; material textil; cristal | Piesă cu reale calități sculpturale și formale. Pe spatele piesei ștampilă în contramarcă care atestă faptul că piesa a făcut parte din colecția Alfred de Saxa Coburg Gotha, tatăl reginei Maria. | Muzeul Național Peleș, Sinaia                              | Cimec    |
|      | Dulap                                                           | Datare: Sec. XVIII;1/4 Școală: Atelier olandez Material: stejar | Dulap format din două registre, partea superioară retrasă, cu două uși marcate de colonete canelate, sub arhitravă motive vegetale în vase, struguri, bogat sculptați. Sub poliță, sertar decorat cu motive vegetale și capete de lei. Partea inferioară cu două uși casetate, decorate cu sculpturi, capete de îngeri. Bază cu două sertare încadrate de cartușe cu capete de lei. Picioare sfere aplatizate. | Muzeul Național Peleș, Sinaia                              | Cimec    |
|      | Bufet                                                           | Datare: Sec. XVIII;4/4 Școală: Atelier italian Material: stejar | Dressoir cu două uși la partea inferioară, decorate central cu două capete de personaj feminin și masculin în cartușe susținute de animale fantastice. Deasupra, sertar mare, cu decor bogat sculptat: volute, capete de lei. Supraînălțate, două polițe cu panouri decorate frontal, cu animale fantastice, cartușe și butoni. Fronton triunghiular cu decor sculptat de motive vegetale și cartuș. | Muzeul Național Peleș, Sinaia                              | Cimec    |
|      | Fotoliu                                                         | Datare: Sec. XIX;4/4 Școală: Atelier austriac; Atelier Beauvais, Franța Material: nuc | Fotoliu mare, cu picioarele strunjite legate median în H, șezuta și spătarul înalt sunt unite, îmbrăcate cu tapiserie Beauvais: motive floral-vegetale la șezută și personaje feminine reprezentate în decor arhitectonic, la spătar. Borduri din catifea cu ținte metalice. Brațele, curbe terminate în capete de animal, montanții spătarului terminați în volută frunză de acant. | Muzeul Național Peleș, Sinaia                              | Cimec    |
|      | Masă octogonală                                                 | Datare: Sec. XVI;1/4 Școală: Atelier italian Dimensiuni: 80x110 cm Material: nuc | Masă cu blatul octogonal, lis, cu o bordură subțire marchetată, accentuând forma octogonală și margine fin sculptată cu bumbi mărunți. Blatul, montat direct pe trei picioare, panouri radiale, formate din himere înaripate, sculptate în ronde-bosse, terminate cu labe groase de leu. | Muzeul Național Peleș, Sinaia                              | Cimec    |
|      | Dulap                                                           | Datare: Sec. XVI;4/4 Școală: Atelier toscan, Italia Material: lemn de tei; nuc | Piesă formată din două corpuri paralelipipedice suprapuse. Cele două corpuri sunt prevăzute cu câte două uși, repertoriul ornamental (denticuli) rezumându-se la profilele frontonului, frizelor și soclului. Pe tăbliile ușilor se găsesc 16 figurine antropomorfe, metalice, aurite, montate în casete dreptunghiulare, aplicate, ușor reliefate, constituind decorul piesei. Sistemele de asamblare sunt executate din fier, iar subansamblele sunt îmbinate prin sistem coadă de rândunică. Se remarcă ușor execuția manuală la tăbliile interioare, cu asperități, urme vizibile de daltă, neregularități. | Muzeul Național Peleș, Sinaia                              | Cimec    |
|      | Cassonă                                                         | Datare: Sec. XVI;1/4 Școală: Atelier Florența Material: nuc | Piesă de formă paralelipipedică, cu patru picioare labă de leu, bază dreptunghiulară, bordură lată cu decor frunză de acant aurită, susținând corpul în formă de sarcofag, profilat la partea mediană printr-o porțiune cu vrejuri în volută și motiv floral pe fond punctiform. Frontal, central un cartuș heraldic - leul din San Marco din stucatură aplicată, trei sferturi distrus. Corpul se îngustează printr-un brâu vegetal, adâncit, format din frunze stilizate, aurite, bordate cu motiv punctiform, pirogravat. Centura de sub capac este vopsită în albastru-turcoaz, pictată și aurită, cu arabescuri. Capac supraînălțat cu registre decorative, alternând: motiv solzi, feston și porțiune lată cu crini heraldici în împletitură aurită. Superior - un panou dreptunghiular bordat cu brâu din solzi și cinci cartușe-medalioane în lambrechin vegetal, separate prin decor floral cu însemne heraldice și deviză în limba latină "Libertas": scuturi cu crin heraldic, cruce latină, acvilă, în interior, lemnul vopsit maron-roșcat. Sistemul de balamale din fier forjat și nituri cu ornamente lambrechin. Apreciem că este o piesă lucrată în atelier italian, la comanda unui militar de elită, după însemnele heraldice, florentin, în acest tip de ladă se păstrau uniforme militare, arme, efecte militare etc. | Muzeul Național Peleș, Sinaia                              | Cimec    |
|      | Pat cu baldachin                                                | Datare: Sec. XVI;4/4 Școală: Atelier Italian Material: stejar | Pat cu baldachin de formă dreptunghiulară, patru colonete canelate, cu tăblie și fronton, bogat sculptat: cartuș heraldic, cornuri de abundență, motiv vegetal; laturile sculptate cu motive floral-vegetale. Îmbinările, executate prin cepuri, din lemn; execuție manuală în lemn de stejar. | Muzeul Național Peleș, Sinaia                              | Cimec    |
|      | Dulap                                                           | Datare: Sec. XVII;4/4 Școală: Atelier Italian Material: nuc | Dulap cu două corpuri suprapuse, paralelipipedice, marchetate, sculptate în meplat, cu două uși suprapuse, despărțite prin sertar central. Compartimentul superior căptușit cu damasc de mătase. Decor pe montanți: coloane în torsadă create prin tehnica marchetăriei și motive geometrice; la fronton, friză cu motiv vegetal în volută și central însemn heraldic, coroană deschisă, iar pe sertar volute vegetale pe fond închis. Probabil piesa a fost concepută pentru o nișă, prezentând formal silueta unei sobe de încălzit. | Muzeul Național Peleș, Sinaia                              | Cimec    |
|      | Ladă                                                            | Datare: 1613 Școală: Atelier german Material: nuc | Ladă înaltă, cu capac, panoul din față format din două uși cu arcadă, ușor sculptată cu motiv vegetal, stilizat și trei panouri, tratate arhitectonic, marchetate bogat cu decor avimorf și vase de flori. Borduri sculptate cu denticuli mărunți și rozete la centura inferioară. Restaurată în 1978, cu înlocuiri de componente; părțile vechi datează din 1613. | Muzeul Național Peleș, Sinaia                              | Cimec    |
|      | Tabernacol                                                      | Datare: Sec. XVII;4/4 Școală: Atelier francez Material: tei | Piesa este formată din două corpuri: cel inferior, pe soclu lis cu porțiune reliefată frontal, prevăzut cu o ușă cu grilaj din fier forjat în romburi, cu rozete la intersecții, încadrată în rame sculptate bogat, cu ghirlande de trandafiri și frunze, capete de îngeri. Părțile laterale sunt formate din câte două console sculptate în altorelief având în partea superioară capete de serafimi. Corpul superior are dispusă central o ușă arcadată, cu grilaj. De o parte și de cealaltă, două perechi de cariatide, drapate, sculptate în ronde-bosse pe socluri, susținând cornișa și frontonul, bogat sculptat cu ghirlande de flori și vegetale. Soclurile cariatidelor prezintă medalioane pictate pe fond negru și roșu, alternând motive florale stilizate. Fețele, mâinile și picioarele personajelor sunt pictate, policrom. | Muzeul Național Peleș, Sinaia                              | Cimec    |
|      | Ladă                                                            | Datare: Sec. XVII;4/4 Școală: Atelier german Material: nuc | De formă paralelipipedică, pe picioare sfere aplatizate, cu panoul frontal sculptat cu motive vrejuri în volută, stucate și aurite, în casete concentrice, bordate cu decor de perle aurite. Capac divizat în două panouri, cu steme germane, pictate policrom (pictură adăugată mai târziu), cu stratul pictural aproape distrus. Lada cu îmbinări încleiate și balamale din fier, montate în interior. | Muzeul Național Peleș, Sinaia                              | Cimec    |
|      | Dulap de colț                                                   | Datare: Sec. XVIII;1/4 Școală: Atelier italian Material: stejar | Piesa este executată din panouri cu suport, pe care au fost aplicate ornamente sculptate, din repertoriul Renașterii târzii și Barocului. De formă paralelipipedică, cu soclu dreptunghiular, decor sculptural floral și solzi. Corpul dulapului, în 5 registre decorative, formând 3 uși (o ușă se rabatează) cu decor sculptat: bust de înger în basorelief, motive florale și solzi. De o parte și de cealaltă teme și borduri florale, solzi. Antablament cu cornișă profilată, susținută de console și busturi de îngeri. Lucrarea a fost concepută pentru a fi amplasată în colțul unei încăperi, având laterala stângă și partea din față decorate. Sculptura este executată grosier, îmbinările sunt realizate cu cepuri din lemn și prin încleiere. | Muzeul Național Peleș, Sinaia                              | Cimec    |
|      | Cabinet                                                         | Datare: Sec. XVI;4/4 Școală: Atelier francez Material: nuc; marmură; mătase | Cabinet din lemn de nuc, lustruit maron, cu mici aplicații din marmură verzuie. În partea superioară, un dulăpior central cu ușa sculptată cu o scenă mitologică și arhitravă lată, bogat ornamentată, cu personaje feminine înaripate și păsări cu aripile larg deschise; cornișă susținută de patru colonete înalte; placă fundal pe toată înălțimea. Partea inferioară cu o consolă ușor retrasă, cu blatul sprijinit pe patru colonete mai mici, în fundal, montate pe placă postament. | Muzeul Național Peleș, Sinaia                              | Cimec    |
|      | Dulap                                                           | Datare: Sec. XVII;4/4 Școală: Atelier venețian Material: nuc; pin | Piesă de mobilier masivă, din lemn de pin și nuc sculptat, formată din două corpuri fixe: registrul inferior reproduce ordinul doric: coloane adosate, cu caneluri mari, bază și capitel ușor modelate susținând un antablament decorat cu triglife, corespunzând coloanelor, două uși cu medalioane pictate, încadrate de câte doi baluștri (evazați de la bază la vârf), decorați cu solzi semicirculari, în retrageri succesive, la partea superioară un fronton cu decor geometric și începuturi de volute la extremități; în partea de jos o consolă (evazată de la bază la partea de sus). Registrul superior reproduce ordinul ionic: 5 colonete adosate, sprijinite pe socluri (decorate cu o nișă puțin adâncă, semicirculară și bumbi) canelate mărunt, cu bază și capitel ionice, care susțin un antablament ionic (arhitravă din benzi în retrageri succesive, friză continuă nedecorată, cornișă cu denticuli și consolete), bogat modelat; între cele două coloane de la extremități, nișe semicirculare, decorate superior cu o scoică. Pe cele două uși medalioane pictate, încadrate de câte o consolă (volută) decorată cu două rânduri paralele de frunze și ove; în partea superioară un fronton spart, realizat din două volute cu elemente vegetale (acant) închizând o mică nișă semicirculară; în partea de jos console (evazate de la bază la partea de sus). Pictura, pe panouri terminate superior în arcadă, reprezintă 4 sfinți martiri, ușor nimbați, (de fapt un cerc alburiu, luminos, pe fond neutru, în grisaille, care sugerează o nișă semicirculară), compoziții pe verticală, policrome. | Muzeul Național Peleș, Sinaia                              | Cimec    |
|      | Cabinet                                                         | Datare: Sec. XX;1/2 Școală: Atelier Paris Material: stejar; marmură; catifea | Cabinet format din două corpuri, pe patru picioare sfere aplatizate, unite prin traverse late de panoul fundal. Partea inferioară, constituită dintr-o consolă-birou cu blat din marmură verde în ape și sertar, blatul se extinde prin două aripi sprijinite de placa fundal, flancate de două busturi terme feminine în ronde-bosse. Cele două picioare frontale sunt sculptate cu terme (feminină și masculină). Placa biroului este rabatabilă (pentru scris) și căptușită cu catifea verde. Partea superioară formată dintr-un dulăpior central cu ușă bogat sculptată cu vrejuri vegetale, florale, fructe, de o parte și cealaltă se găsesc două colonete torsadate și două porțiuni canelate mărunt. În fundal, retrase, două aripi flancate cu două terme masculine în ronde-bosse. Deasupra se află o cornișă profilată cu porțiuni placate cu marmură și motiv sculptat: butoni. | Muzeul Național Peleș, Sinaia                              | Cimec    |
|      | Comodă                                                          | Datare: Sec. XVII;1/4 Școală: Atelier italian Material: nuc | Comodă bogat sculptată la ramă și borduri, care sunt îmbinate cu suprafețele netede ale sertarelor, blatului și părților laterale; cu trei sertare mari, egale, cu câte două mânere (copii muzicanți) în ronde-bosse. Sub blat se află alte două sertare mici, alăturate, separate printr-o compoziție heraldică. La montanți se găsesc câte două șiruri etajate cu patru statuete în ronde-bosse și altorelief. Aplicații metalice la închizătorile sertarelor. Este perechea unei piese care se află la Muzeul de Artă Decorativă din Milano. | Muzeul Național Peleș, Sinaia                              | Cimec    |
|      | Ladă-secrétaire                                                 | Datare: Sec. XVII;4/4 Școală: Atelier italian Material: nuc; alamă | Ladă mică, cu capac pe jumătate rabatabil, central scut heraldic și doi copii cariatide pe montanții sculptați, pe latura din față, ușa rabatabilă în jos; cu dulăpior interior, ușor retras, cu ușă batantă, flancată de câte trei sertare cu butoni. | Muzeul Național Peleș, Sinaia                              | Cimec    |
|      | Secretaire                                                      | Datare: Sec. XVIII;4/4 Școală: Atelier francez Material: lemn; esență tare; bronz; sidef; postav | Secretaire de mici dimensiuni, destinat doamnelor, în formă de spate de măgar (dos d'ane), cu picioare galbate larg, continuând prin linia lor conturul în acoladă al bordurii inferioare. Motive mărunte (steluțe) din sidef decorează întreaga suprafață a piesei. Ornamente metalice, sfincși sunt montate la picioare, bordurile lise și saboții din bronz aurit definesc caracteristica stilului Louis XV. În interior, trei sertare și o policioară îmbrăcate în postav. | Muzeul Național Peleș, Sinaia                              | Cimec    |
|      | Credență                                                        | Datare: Sec. XVIII;1/4 Școală: Atelier francez Material: nuc; postav | Piesă de construcție arhitectonică, corpul principal, de forma unei jumătăți de prismă hexagonală, cu tambur, pe consolă. Prevăzută cu două uși, cu montanți separatori ai celor șase laturi, unde se găsesc panouri bogat sculptate în ronde-bosse, cu șase personaje feminine alegorice. Deasupra, la nivelul frontonului, poliță cu panou sculptat cu scenă biblică "Suzana la baie" surmontată de ornament supraînalțat, pavilion circular, bordat cu baluștri reduși. Picior central pe soclu semieliptic montat pe piciorușe mici, console. Decor foarte bogat sculptat pe întreaga suprafață, cu motive vegetal-florale, mascheroni, sirene, vrejuri în volută. Locul de depozitare, închis cu uși, este capitonat cu postav. Este o piesă somptuoasă cu sculptura în lemn masiv bine realizată, manual, în reliefuri pronunțate și ronde-bosse. | Muzeul Național Peleș, Sinaia                              | Cimec    |
|      | Măsuță Autor: AltWien                                           | Datare: Sec. XVIII;4/4 Școală: Atelier francez Dimensiuni: D: 55 cm Material: tei; porțelan | Măsuță circulară cu patru picioare colonete canelate, unite prin traverse curbate în X, blat sculptat cu motive vegetale și bordat cu brâu perlat, având 12 medalioane circulare, mici, din porțelan pictat policrom pe fond de albastru-cobalt, cu personaje feminine din istoria Franței și anturajul lui Napoleon: central, medalion circular cu portretul Mariei Antoineta, soția regelui Franței, Louis XVI. Sub fiecare portret se găsesc înscrise cu aur numele personajelor: Marie Roland, Josefine, Caroline Murat, Elisabeth Terese, Laeticia Bonaparte, Pauline Bonaparte ș.a. | Muzeul Național Peleș, Sinaia                              | Cimec    |
|      | Masă                                                            | Datare: Sec. XVIII;1/4 Școală: Atelier italian Material: nuc; marmură | Masă dreptunghiulară, cu patru picioare torsade, unite prin traverse ușor curbate în X, cu porțiune sculptată la mijloc și ornament vas în ronde-bosse, centură îngustă, cu cartușe la colțuri. Blatul cu mozaic din marmură, în cromatică policromă, cu decor floral. | Muzeul Național Peleș, Sinaia                              | Cimec    |
|      | Cabinet                                                         | Datare: Sec. XIX;4/4 Școală: Magniant Romain, Franța Material: tei; bronz; porțelan | Cabinet mic, format din două componente detașabile: măsuța postament pătrată, cu un sertar glisant constituind policioară pentru scris, picioare colonete unite prin traverse în H și corpul cabinetului paralelipipedic, montat prin cepi de blatul măsuței. Cabinetul este prevăzut cu două uși cu deschidere centrală, decorate cu medalioane din porțelan fond albastru turcoaz, cu scene de gen à la Watteau, policrome și brodate cu lambrechin legat superior cu fundițe, din bronz aurit, patru butoni și bordură, formând chenar din bronz. Două sertare cu butoni se găsesc dedesuptul ușilor. Rame-fileuri intarsiate și aplicații din bronz aurit cu motive de inspirație florală. | Muzeul Național Peleș, Sinaia                              | Cimec    |
|      | Pat cu baldachin                                                | Datare: Sec. XVI;4/4 Școală: Atelier genovez, Italia Material: stejar; mătase | Pat cu baldachin, format din patru coloane sculptate mărunt cu motive grotești, vegetale, în registre alternative, susținând un baldachin, montat pe un schelet din lemn, îmbrăcat în trei lambrechine exterioare, brodate cu mătase și fir metalic, la interior "cerul" cu decor avimorf, central în medalion format din broderie aplicată; pe cele trei laturi, perdele cu franjuri: șase perdele cortine (două mici pe o latură, una brodată cu stema Brandemburg); fundalul cu scena bătăliei de la Lepanto - 1571, condusă de Juan de Austria și amiralul G.A. Doria, brodată cu fir și mătase policromă (scena luptei este copie după o gravură a lui Tizian); o cuvertură țesută cu fir și mătase (realizată în secolul al XIX-lea); două perne brodate cu decor în medalion, peisaj și buchete de flori. | Muzeul Național Peleș, Sinaia                              | Cimec    |
|      | Comodă                                                          | Datare: Sec. XIX;4/4 Școală: Atelier german Material: lemn exotic; bronz; marmură; celuloid | Comodă pentru medalii cu panourile din față în formă de "arc de arbaletă", cu patru picioare galbate ornate cu bronz aurit, superior capete de berbeci și tije vegetale, două uși frontale și două mai mici, laterale, mascate. Panourile ușilor bogat marchetate decor "cuburi" și ghirlande de trandafiri, vegetale în volută, monede romane, superior bust de personaj feminin. Fiecare ușă este prevăzută cu medalioane ovale suport din celuloid albastru cu personaj feminin șezând pe un leu și putto cu țap în peisaj, lucrate în bronz. Pe ușile laterale, decorate cu ghirlande bogate din flori și vegetale, se află câte un medalion oval din celuloid cu scenă cu personaje antice și personaj mitologic, bărbat cu urnă arzând. Motiv rocaille din bronz la nivelul centurii profilate. Blat din marmură roșcată, cu vine, cu colțurile tăiate. | Muzeul Național Peleș, Sinaia                              | Cimec    |
|      | Comodă                                                          | Datare: Sec. XIX;4/4 Școală: Atelier german Material: lemn exotic; bronz; marmură | Comodă cu panourile din față în formă de "arc de arbaletă", cu patru picioare galbate ornate cu bronz aurit, satir cu pasăre și ghirlandă cu frunză de stejar. Corpul, bogat marchetat cu motive geometrice (romburi), dispuse pe întreaga suprafață și ramuri de stejar susținute de două tinere și de o parte și de cealaltă, păsări. Două sertare mari suprapuse, mascate, central ornament din bronz aurit: amforă. Blat din marmură albă, cu vine, cu colțurile tăiate, șlefuite prin curbură în interior. | Muzeul Național Peleș, Sinaia                              | Cimec    |
|      | Cabinet                                                         | Datare: Sec. XIX;4/4 Școală: Atelier Bernhard Ludwig, Viena Material: lemn de esență tare; abanos;pietra dura; sidef; argint; bronz; cristal                                                                                    | Cabinet monumental, interpretare a cabinetelor baroce florentine din secolul al XVII-lea, format din două părți. Partea inferioară, consolă cu centura blatului puternic profilată, pe șase picioare: în față, patru cariatide terme, iar în spate două perechi de delfini, cu cozile răsucite între ele, aurite, legate jos în ramă masivă și cu traverse perpendiculare pe ea. Partea superioară este constituită dintr-un dulap cu corpul distanțat de blatul consolei și sprijinit pe șase picioare mărunte, din bronz patinat (două personaje masculine așezate, în ronde-bosse și patru console vegetale, cele din față duble). Central, dulăpaș căptușit cu oglinzi, cu ușă rabatabilă în jos, cu ancadrament portal; de o parte și cealaltă câte două perechi de colonete metalice, canelate înconjurate de 11 sertare, sub coronament trunchi de piramidă, cu două aripi fronton, ghirlande vegetale din cristal, gravat și trei statuete din bronz, central Fortuna, lateral personaje copii. Decorație bogată, cu motiv păsări și buchete de flori, policrome, ornamente din argint, sidef, bronz. | Muzeul Național Peleș, Sinaia                              | Cimec    |
|      | Consolă - pereche                                               | Datare: Sec. XIX;4/4 Școală: Atelier Bernhard Ludwig, Viena Material: lemn de esență tare; abanos;pietra dura; sidef; argint; bronz; cristal                                                                                    | Consolă cu blatul dreptunghiular, lis, pe patru picioare pilaștri cu linii larg concave, decorate cu frunză de acant și motive scoică în negru cu auriu, legate la bază cu placă, dublată de o altă placă sculptată cu decor marin: valuri de mare; între acestea și blat o amplă scenă mitologică marină în ronde-bosse, cu sculpturi figuri de generali de marină, sirene, tritoni purtând ghirlande florale torsadate pe marginea unei scoici centrale. Întreaga scenă marină aurită. | Muzeul Național Peleș, Sinaia                              | Cimec    |
|      | Capă                                                            | Școală: Atelier central-european Descoperit: Ploiești Material: lănă; mătase colorată; broderie cu fir de mătase colorată | Capă din cașmir decorată pe întreaga suprafață cu motive orientale; piepții capei sunt bordați cu ciucuri. Articol vestimentar din toaleta doamnelor folosit în sezonul rece. Cașmirul era un material prețios și rezistent ce și-a păstrat actualitatea în preferințele elegantelor de la 1750 pănă la 1900, fiind utilizat în diverse forme: șaluri, brâie, turbane sau cape (chiar dacă, în ultimul caz, trebuia croit și se pierdea din el prin tăiere). Cromatica: roșu, galben-muștar, alb, negru. | Muzeul Județean de Istorie și Arheologie Prahova, Ploiești | Cimec    |
|      | Capă Autor: J.C.H. Duerr, Viena                                 | Datare: 1867 Școală: Atelier vienez Descoperit: Ploiești Material: catifea; mătase colorată; broderie cu fir de mătase colorată                                                                                                 | Capă cu decor amplasat pe întreaga suprafață cu motive florale. Piesă vestimentară de mare valoare atât prin materialul din care este confecționată cât și datorită faptului că s-a păstrat eticheta atelierului care a produs-o. | Muzeul Județean de Istorie și Arheologie Prahova, Ploiești | Cimec    |
|      | Anteriu bărbătesc                                               | Școală: Atelier balcanic Descoperit: Ploiești Material: fir metalic; mătase colorată; pânză; bumbac; țesătură din bumbac cu mătase                                                                                              | Anteriu bărbătesc din mătase, bumbac și fir metalic; decor amplasat pe întreaga suprafață cu motive florale și motive fitomorfe: frunze și ramuri. Este desfăcut la mâneci și în lateral; căptușit cu pânză de bumbac de culorile ciclam închis, galben și crem. | Muzeul Județean de Istorie și Arheologie Prahova, Ploiești | Cimec    |
|      | Anteriu femeiesc                                                | Școală: Atelier balcanic Descoperit: Ploiești Material: fir metalic; mătase colorată; paiete; cusut; brodat de mână | Anteriu femeiesc cu influențe orientale; decor amplasat pe întreaga suprafață, predominant floral, din care se disting ghirlande, ghiveciuri și boboci de floare stilizați. Culori dominante: mov, auriu, alb și argintiu. | Muzeul Județean de Istorie și Arheologie Prahova, Ploiești | Cimec    |
|      | Anteriu femeiesc                                                | Școală: Atelier balcanic Descoperit: Ploiești Material: fir de aur; mătase colorată; brodat | Anteriu femeiesc cu decor amplasat pe întreaga suprafață; motive geometrice, fileu, motive florale stilizate. | Muzeul Județean de Istorie și Arheologie Prahova, Ploiești | Cimec    |
|      | Anteriu bărbătesc                                               | Școală: Atelier balcanic Descoperit: Ploiești Material: brocart; fir metalic; pânză; cusut; broderie cu mătase colorată | Anteriu bărbătesc cu mânecă lungă, fondul grena; țesătură decorativă pe toată suprafața: motive florale, aplicații cu fir auriu. Pe mânecă, sub braț, inscripție probabil slavonă. | Muzeul Județean de Istorie și Arheologie Prahova, Ploiești | Cimec    |
|      | Anteriu bărbătesc                                               | Școală: Atelier balcanic Material: brocart; pânză; cusut; brodat de mână | Anteriu bărbătesc cu țesătură decorativă pe toată suprafața, decorat cu motive vegetale; fondul roșu sângeriu, roșu coral, fir metalic argintiu. | Muzeul Județean de Istorie și Arheologie Prahova, Ploiești | Cimec    |
|      | Anteriu bărbătesc                                               | Școală: Atelier balcanic Material: fir de aur; mătase colorată; broderie cu fir metalic; cusut | Anteriu bărbătesc cu mânecă lungă, încrețit în talie în cute laterale. Țesut pe toată suprafața cu fir auriu, decorat cu motive geometrice și florale; pe margine o bentiță tricotată aplicată în culorile auriu, roșu închis, albastru și alb. | Muzeul Județean de Istorie și Arheologie Prahova, Ploiești | Cimec    |
|      | Anteriu bărbătesc                                               | Școală: Atelier balcanic Material: cașmir; cusut; țesut manual | Anteriu bărbătesc de culoare verde-albăstruie, decorat cu motive diverse. Pe margini broderie de culoare roșu-grena, negru și alb; pe margini franjuri. | Muzeul Județean de Istorie și Arheologie Prahova, Ploiești | Cimec    |
|      | Anteriu de damă                                                 | Școală: Atelier balcanic Material: mătase colorată; pânză; cusut; țesătură din mătase cu fir; broderie cu fir metalic | Anteriu de damă cu mâneci decorate, broderie cu fir metalic auriu pe toată suprafața cu benzi de culoare roșie, maro; fiecare bandă acoperită cu ghirlande stilizate; se închide cu cinci nasturi; culori: crem și verde. | Muzeul Județean de Istorie și Arheologie Prahova, Ploiești | Cimec    |
|      | Anteriu de damă                                                 | Școală: Atelier balcanic Material: mătase colorată; fir metalic; broderie cu fir metalic; broderie cu mătase colorată | Anteriu de damă cu decor amplasat pe toată suprafața, oriental; motive fitomorfe și motive florale. | Muzeul Județean de Istorie și Arheologie Prahova, Ploiești | Cimec    |
|      | Jachetă de damă                                                 | Școală: Atelier european Descoperit: Ploiești Material: țesătură din bumbac; tafta; dantelă; broderie mecanică | Jachetă din tafta roz cu mâneci bufante, desfăcută la piept; mânecile și gulerul având garnitură de dantelă neagră; motive florale, boboci; motive fitomorfe, frunză, ramură. Cromatică roz cu negru. Piesă de extremă eleganță a unei doamne din elită, purtată ca ținută de plimbare, de dimineață, în sezonul cald. | Muzeul Județean de Istorie și Arheologie Prahova, Ploiești | Cimec    |
|      | Fustă de damă                                                   | Școală: Atelier european Descoperit: Ploiești Material: țesătură din bumbac; tafta; dantelă | Fustă din tafta roz cu trenă, cu margine din dantelă de bumbac neagră; decor cu motive fitomorfe, frunză, ramură. Cromatică roz cu negru. Piesă de extremă eleganță a unei doamne din elită, purtată ca ținută de plimbare, de dimineață, în sezonul cald. | Muzeul Județean de Istorie și Arheologie Prahova, Ploiești | Cimec    |
|      | Podoabă pentru frunte                                           | Școală: Atelier balcanic Descoperit: Ploiești Material: argint; metal comun; modelare; ștanțare; placare; cizelare; emailare; gravare                                                                                           | Podoabă, suport de formă liniară, capetele placate, elemente discoidale, pe suport 14 lanțuri cu elemente decorative discoidale. Era purtată de doamnele din protipendadă în epoca fanariotă, precum și de soțiile negustorilor bogați. | Muzeul Județean de Istorie și Arheologie Prahova, Ploiești | Cimec    |
|      | Trusă pentru lucru de mână Autor: Joseph Sauerwein & Co., Viena | Școală: Atelier austriac Descoperit: Ploiești Material: lemn; metal comun; sticlă de Boemia; catifea; pictare manuală; strunjire; lăcuire                                                                                       | Trusă de lucru pentru cusut în cutie din lemn cu decor vegetal; în centru scenă de gen, în interior sunt diverse instrumente utilizate la cusut. Degetarul prezintă o monogramă, litera E și cifrele 5 și 2. Lipsește un instrument de cusut. | Muzeul Județean de Istorie și Arheologie Prahova, Ploiești | Cimec    |
|      | Pafta de ierarh                                                 | Școală: Atelier balcanic Material: argint; chihlimbar; cizelare; turnare | Pafta în formă de scoică și un disc turnat ornamental, care este lipit și maschează artistic anoul de închidere (respectiv cârligul de prindere), lipite dedesubt. Conturul piesei mari este ondulat, urmând conturul unei bile, înșiruite pe două rânduri, reprezentând chenarul piesei turnate; urmează apoi o casetă din placă, sub care este decupat argintul, în care este montată o piatră de chihlimbar, urmărind aceeași formă de scoică. Chihlimbarul este dăltuit în relif și reprezintă bustul Domnului Iisus Hristos, cu mâna dreaptă ridicată în semn de binecuvântare și în stânga ține la piept Sfânta Scriptură; în stânga (respectiv, dreapta) bustului este o floare în contur, trei petale gravate în relief, ornamentale; la capul ovalizat al piesei este lipit anoul de închidere (respectiv cârligul de prindere). Paftaua din dreapta (inv. 5271) are lipită de piesa de bază o altă piesă rotundă, cu același chenar, din două rânduri de bile; în mijloc este încasetat un strass roșu cabochon cu diametrul de 10 mm. | Muzeul Județean de Istorie și Arheologie Prahova, Ploiești | Cimec    |
|      | Pafta de ierarh                                                 | Școală: Atelier balcanic Material: argint; aramă; sidef; cizelare; turnare; decor în relief; modelare cu mâna | Paftaua este compusă din două piese mari, în formă de scoică, cizelate pe margini cu chenar arăbesc și flori cu șase petale; în mijloc este încrustată o bucată de sidef, sculptată în relief cu decor avimorf; pe spate trei bride și un cârlig de prindere. | Muzeul Județean de Istorie și Arheologie Prahova, Ploiești | Cimec    |
|      | Paftale și centură                                              | Școală: Atelier balcanic Material: argint; pietre semi-prețioase; cizelare; traforare; pânză; pictare manuală | Centura este fabricată din pânză groasă, țesută artizanal, în culorile albastru, crem, grena, maro, mov și verde. Sistemul de prindere este alcătuit din două paftale din argint cizelat, traforat, cu monturi de pietre semi-prețioase. Pe lateral are un cârlig de prindere, iar în partea opusă este lipită o piesă turnată, cizelată, traforată ce reprezintă doi porumbei. A aparținut lui Alexandru Ipsilanti și a fost dăruită banului Manolache Cretzulescu. | Muzeul Județean de Istorie și Arheologie Prahova, Ploiești | Cimec    |
|      | Pafta de episcop                                                | Școală: Atelier balcanic Material: metal; sidef; cizelare; turnare | Chenar cu motive circulare; în centru o bucată de sidef pe care este sculptată în relief o scenă religioasă: Nașterea Domnului. | Muzeul Județean de Istorie și Arheologie Prahova, Ploiești | Cimec    |
|      | Engolpion                                                       | Școală: Atelier din Țara Românească Material: argint; sticlă colorată; aurire; aplicare; fațetată; smarald | Decor vegetal în formă de romb, aplicate. La capete bulbi și sfere. În centru, încrustat un smarald. | Muzeul Județean de Istorie și Arheologie Prahova, Ploiești | Cimec    |
|      | Muștiuc pentru ciubuc                                           | Datare: începutul sec. XIX Școală: Atelier din Țara Românească Material: argint; chihlimbar; turnare; tăiat; modelare în tipar; filigranare                                                                                     | Muștiuc pentru ciubuc de formă tubulară; decor aplicat. Partea superioară în formă de pară din chihlimbar de culoare portocalie. | Muzeul Județean de Istorie și Arheologie Prahova, Ploiești | Cimec    |
|      | Inelul lui Vasile Alecsandri                                    | Școală: Atelier european Material: aur; cizelare; gravare | Inel din aur cizelat și gravat. Inelul este decorat cu elemente geometrice, iar pe chaton este gravat în limba română, cu litere chirilice, un fragment din testamentul poetului Vasile Alecsandri. | Muzeul Județean de Istorie și Arheologie Prahova, Ploiești | Cimec    |
|      | Cupă cu efigia regelui Carol I                                  | Datare: 1888 Școală: Atelier european Material: argint aurit; lemn; email; turnare; gravare | Vasul se află pe un suport din lemn negru cu patru picioare ce reprezintă patru mascaroni din argint aurit: două figurine feminine, în laterale medalioane, unul cu blazon, celălalt cu inscripția „opet consilio”. Vasul este de tip cupă cu capac, are baza circulară, picior în formă de pară cu patru tortițt în partea de jos; pe corp are un portret al regelui Carol I, în partea de sus coroana regală, iar pe partea opusă un medalion cu inscripția „ad futuram memoriam 1888”. Capacul este înălțat cu patru toarte și are în partea de sus un personaj feminin; cupa și capacul sunt în întregime din argint aurit. | Muzeul Județean de Istorie și Arheologie Prahova, Ploiești | Cimec    |